# Biodiversité en Éthiopie
La diversité de la faune et de la flore de l'Éthiopie est dictée par la grande diversité du terrain, avec de grandes variations de  climat, de végétation naturelle et de modes de peuplement. Le pays comprend un vaste complexe de montagnes et de hauts plateaux qui est divisé par la vallée du Grand Rift et entouré de forêts, de plaines herbeuses, de savanes et de semi-déserts. Bien que sans accès à la mer, l'Éthiopie possède de nombreux lacs et bassins de drainage qui abritent de riches écosystèmes humides et aquatiques. Ce large éventail de conditions écologiques et édaphiques explique la diversité et la variété de ses ressources biologiques, tant en matière de flore que de faune. De nombreuses espèces ne sont en effet présentes que dans des zones spécifiques, où leurs exigences sont satisfaites. L'altitude élevée d'une partie importante du pays, qui est exceptionnelle en Afrique, entraîne ainsi un degré d'endémisme remarquable.
Entre 6 500 et 7 000 espèces de plantes vasculaires, dont 12 % sont endémiques, ont été référencées en Éthiopie. La végétation est classée en cinq biomes principaux et comprend de nombreux sous-types, parfois confinés sur de très petites étendues géographiques. Un quart environ de la faune africaine est présente sur le territoire éthiopien, dont au moins 300 espèces de mammifères, plus de 900 oiseaux, près de 300 reptiles et amphibiens, environ 200 poissons et quelque 2 400 Lépidoptères.

## Histoire

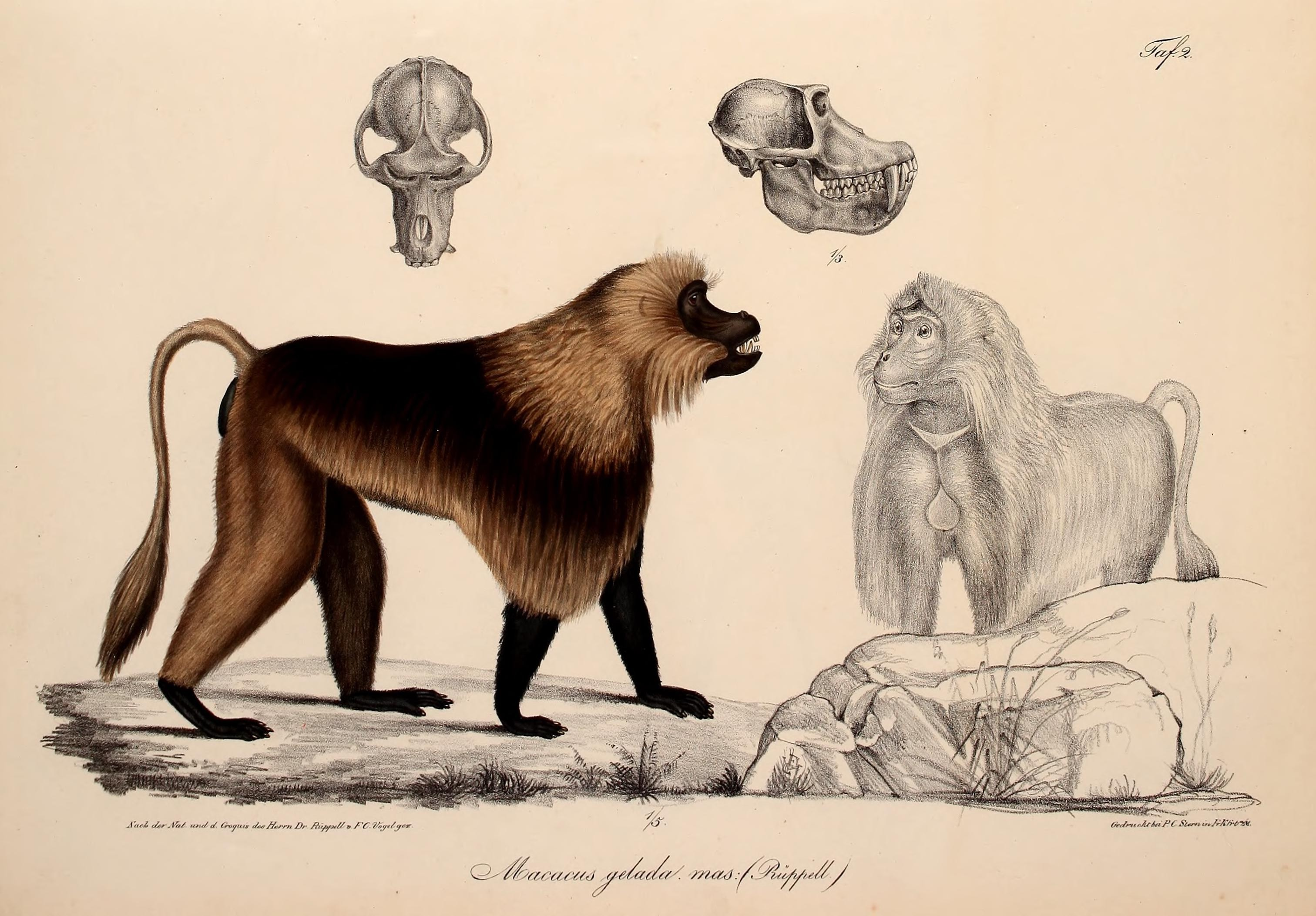
Première description du Gélada par Eduard Rüppell en 1835.

Bien qu'il y ait eu un continuum d'interactions entre l'Europe et la Corne de l'Afrique depuis la Grèce antique et même probablement avant, le premier témoignage de l'histoire naturelle de l'Éthiopie remonte au XVIIe siècle. Le Jésuite portugais Jerónimo Lobo, débarqué en 1625 à la recherche de la dépouille de Christophe de Gama, visite les hauts plateaux abyssins et la source du Nil, et écrit un récit de ses voyages, L'Itinerário, qui marque les esprits. Le missionnaire y décrit des lions, des éléphants et des licornes, ainsi qu'un oiseau qu'il nomme moroc, un indicateur « qui est doté par la nature d'un instinct ou d'une faculté particulière pour découvrir le miel ». Plus d'un siècle plus tard, l'explorateur écossais James Bruce se rend à Gondar, alors capitale de l'Empire éthiopien, pour (re)découvrir la source du Nil. Son témoignage, les nombreux spécimens qu'il ramène en Europe et confie notamment au comte de Buffon, ainsi que les esquisses réalisées par son compagnon de route Luigi Balugani serviront à la description de nombreuses espèces de plantes et d'animaux. Les informations parfois jugées fantasques données par Bruce donnent lieu à une expédition de vérification par l'égyptologue Henry Salt durant la période napoléonienne. La première moitié du XIXe siècle est marquée par les travaux du Prussien Eduard Rüppell, à qui sont dues notamment les descriptions des grands mammifères symboliques du pays : le Gélada, le Loup d'Abyssinie et le Bouquetin d'Éthiopie. Au niveau de la flore, le Tentamen florae abyssinica, publié en 1847-1851 par Achille Richard sur la base des descriptions d'une expédition naturaliste française, constitue aujourd'hui encore la source la plus importante pour les noms de plantes vasculaires. Dans les décennies suivantes et jusqu'au sortir de la Seconde Guerre mondiale, l'étude de l'histoire naturelle éthiopienne se mêle aux intérêts politiques des grandes puissances européennes autour du partage de l'Afrique. La botanique éthiopienne est ainsi marquée, entre autres, par le chantier monumental de la Flora of Tropical Africa organisée par les Jardins botaniques royaux de Kew (1868-1927), et par les travaux d'Emilio Chiovenda (années 1910) centrés sur la flore de l'Érythrée et de la Somalie. Si la description scientifique de la faune et de la flore de l'Éthiopie a été historiquement le fait d'Européens, elle implique désormais de plus en plus de chercheurs éthiopiens, souvent en collaboration internationale, comme l'illustre la compilation de la Flore de l'Éthiopie et de l'Érythrée (1989-2009),.

## Géographie et climat

### Histoire géologique
L'histoire géologique de l'Éthiopie est caractérisée par des périodes de surrections et de formation de rifts. Les hauts plateaux abyssins sont divisés en deux régions, nord-ouest et sud-est, par la vallée du Grand Rift, apparue à partir de 75 ma. Pendant les périodes glaciaires, une série d'escarpements et de djebels le long de la mer Rouge a permis une connexion avec les biomes tempérés d'Afrique du Nord et de la péninsule Arabique, ce qui a créé une route de colonisation pour diverses espèces paléarctiques. À l'inverse, Le désert kenyan au sud et les grandes plaines d'inondation du Nil à l'ouest constituent un barrière naturelle qui a limité l'immigration de nouvelles espèces végétales et animales.

### Climat

Relation entre l'altitude et l'humidité dans la végétation de l'Éthiopie.

Plusieurs facteurs sont connus pour réguler le climat de l'Éthiopie. De manière générale, il est contrôlé par la zone de convergence intertropicale (ZCIT) et présente un schéma de précipitations bimodal clair : la saison des pluies s'étend de juin à septembre, et la saison sèche d'octobre à avril. Les précipitations augmentent généralement du nord au sud et d'est en ouest, avec une moyenne annuelle de 600 mm dans le nord-est et de 2 000 mm dans le sud-ouest. Cette énorme variabilité climatique est responsable du large éventail de types de végétation à travers le pays, qui comprend autant des zones arides et semi-arides que des régions afro-alpines. La proximité de l'Éthiopie avec l'équateur et la complexité de la topographie du pays jouent également un rôle dans la régulation du climat, notamment de la température. L'altitude en est le principal déterminant, avec une réduction de 0,5 à 0,7 °C par 100 m d'augmentation de dénivelé.

### Biogéographie
Depuis les travaux d'Alfred Russel Wallace en 1876, le continent africain est divisé en deux domaines biogéographiques majeurs : l'Afrotropique (appelé « domaine éthiopien » par Wallace) et le Paléarctique, qui comprend aussi la majeure partie de l'Eurasie. Les deux domaines, ou « écozones », sont séparés par l'immense désert du Sahara, qui constitue une barrière naturelle majeure à la migration des espèces. L'Éthiopie est entièrement située dans la zone afrotropicale, bien qu'une petite partie de sa faune et de sa flore soit d'origine paléarctique. Au XXIe siècle, le Fonds mondial pour la nature (WWF) a proposé une division des terres émergées du globe terrestre en « écorégions », définies comme des unités contenant un assemblage distinct d'espèces et dont les limites se rapprochent de l'étendue originelle des communautés naturelles avant l'anthropisation. Pour l'Afrique, cette catégorisation se base principalement sur les travaux de classement de la végétation de Frank White (voir infra). Le territoire national éthiopien s'étend principalement sur six de ces régions écologiques et englobe des portions marginales de cinq autres. Les onze écorégions représentent cinq des quatorze biomes de la planète et montrent un niveau de distinction biologique (richesse en espèces animales et végétales, taux d'endémisme) remarquablement élevé (voir infra). Près de 90 % du territoire éthiopien appartient à la biorégion de la Corne de l'Afrique, un assemblage géographique qui présente de fortes affinités au niveau de la faune et la flore. L'Éthiopie est enfin au centre de deux points chauds de biodiversité, sélectionnés à la fois pour leur richesse biologique et pour le fait d'avoir déjà perdu une part importante de leurs habitats : la Corne de l'Afrique et les Montagnes d'Afrique orientale et d'Arabie.

## Flore

### Types de végétation
Différents auteurs ont tenté de caractériser la végétation éthiopienne, avec des résultats parfois très différents en fonction des critères retenus et de l'interprétation faite des espaces dans lesquels les activités humaines, en particulier l'agriculture, ont affecté les paysages. La plus ancienne classification est celle de Pichi-Sermolli publiée en 1957 et couvrant toute la Corne de l'Afrique, qui distingue 21 types de végétation présents en Éthiopie. Très influente, la carte de la végétation de l'Afrique réalisée par White en 1983 (traduite en français en 1986) utilise 14 unités chorologiques pour l'Éthiopie, dont sept présentes de façon très marginale. Cette classification est utilisée par les auteurs de la division des écosystèmes terrestres en écorégions pour le WWF (voir supra), avec quelques ajustements et remaniements. Ces systèmes s'avèrent cependant insatisfaisants pour décrire de façon exhaustive la diversité de la végétation éthiopienne, et négligent notamment certaines forêts du sud-ouest découvertes après la publication du mémoire de White, tout comme ils rendent mal compte de la complexité végétale de hauts plateaux. Les auteurs de la Flore de l'Éthiopie et de l'Érythrée (FEE) mettent au point une classification volontairement simplifiée de huit types, qui est publiée sous différentes formes en 1996, 2004, puis 2009. Elle est intégrée par l'Institut éthiopien de conservation de la biodiversité dans la classification officielle des écosystèmes du pays, présentée pour la première fois en 2005. En 2010, une nouvelle carte de la végétation potentielle de l'Éthiopie au 1:2 000 000 est publiée sous la forme d'un atlas de 29 planches. Elle propose une division en 12 types (comprenant plusieurs sous-types) et reprend dans les grandes lignes les unités utilisées par la FEE, avec quelques révisions au niveau de la végétation alpine et des forêts du sud-ouest, et une caractérisation plus fine des milieux aquatiques et humides.
- AA
- EB
- DAF
- MAF
- TRF
- CTW
- WGG
- ACB
- ACB/RV
- DSS
- RV

Carte de la végétation potentielle de l'Éthiopie (voir la légende dans le tableau).
AA
EB
DAF
MAF
TRF
CTW
WGG
ACB
ACB/RV
DSS
FLV/OW
FLV/MFS
SLV/OW
SLV/SSS

| Carte de la végétation de l'Afrique (1983)                                                                       | WWF (2004) | Flore de l'Éthiopie et de l'Érythrée (2009)                                | Atlas de la végétation potentielle de l'Éthiopie (2010)                        | Légende de la carte                                                                 | Légende de la carte                                    |
| --- | --- | -------------------------------------------------------------------------- | ------------------------------------------------------------------------------ | ----------------------------------------------------------------------------------- | ------------------------------------------------------ |
| Végétation altimontaine en Afrique tropicale (65)                                                                | EMM | Végétation afroalpine et afrosubalpine                                     | Ceinture afroalpine                                                            | AA                                                                                  | Afroalpine belt                                        |
| Végétation altimontaine en Afrique tropicale (65)                                                                | EMM | Végétation afroalpine et afrosubalpine                                     | Ceinture d'Éricacées                                                           | EB                                                                                  | Ericaceous belt                                        |
| Végétation afromontagnarde indifférenciée (19a)                                                                  | EMGW | Complexe de forêt sèche sempervirente de montagne et de formation herbeuse | Complexe de forêt afromontagnarde sèche sempervirente et de formation herbeuse | DAF                                                                                 | Dry evergreen afromontane forest and grassland complex |
| Formation buissonnante et fourré sempervirents et semi-sempervirents de l'Est africain (38)                      | EMF | Complexe de forêt sèche sempervirente de montagne et de formation herbeuse | Complexe de forêt afromontagnarde sèche sempervirente et de formation herbeuse | DAF                                                                                 | Dry evergreen afromontane forest and grassland complex |
| Formation buissonnante et fourré sempervirents et semi-sempervirents de l'Est africain (38)                      | EMF | Forêt humide sempervirente                                                 | Forêt afromontagnarde humide sempervirente                                     | MAF                                                                                 | Moist evergreen afromontane forest                     |
| Cultures et formation herbeuse secondaire remplaçant la forêt d'altitude et la forêt de montagne en Afrique (17) | EMF | Forêt humide sempervirente                                                 | Forêt afromontagnarde humide sempervirente                                     | MAF                                                                                 | Moist evergreen afromontane forest                     |
| Forêt pluviale de transition                                                                                     | EMF | Forêt humide sempervirente                                                 | TRF                                                                            | Transitional rain forest                                                            |                                                        |
| Forêt pluviale de transition                                                                                     | EMF | Forêt semi-sempervirente de plaine                                         | TRF                                                                            | Transitional rain forest                                                            |                                                        |
| Forêt claire éthiopienne indifférenciée (29b)                                                                    | ESS | Forêt claire à Combretum et Terminalia                                     | Forêt claire et formation herbeuse boisée à Combretum et Terminalia            | CTW                                                                                 | Combretum-Terminalia woodland and wooded grassland     |
| Transition entre la forêt claire indifférenciée et la formation buissonnante décidue à Acacia (35b)              | ESS | Forêt claire à Combretum et Terminalia                                     | Forêt claire et formation herbeuse boisée à Combretum et Terminalia            | CTW                                                                                 | Combretum-Terminalia woodland and wooded grassland     |
| Formation herbeuse boisée de l'ouest de la région de Gambela                                                     | ESS | Forêt claire à Combretum et Terminalia                                     | WGG                                                                            | Wooded grassland of the western Gambela region                                      |                                                        |
| Formation herbeuse boisée de l'ouest de la région de Gambela                                                     | Formation herbeuse édaphique dans le bassin du Haut-Nil (61)                                                           | Forêt claire à Combretum et Terminalia                                     | WGG                                                                            | Wooded grassland of the western Gambela region                                      | SFG                                                    |
| Formation buissonnante et fourré décidus à Acacia et Commiphora de la Somalie et du pays Masai (42)              | SACBT | Forêt claire à Acacia et Commiphora                                        | Forêt claire et formation buissonnante à Acacia et Commiphora                  | ACB                                                                                 | Acacia-Commiphora woodland and bushland proper         |
| Formation buissonnante et fourré décidus à Acacia et Commiphora de la Somalie et du pays Masai (42)              | SACBT | Forêt claire à Acacia et Commiphora                                        | Forêt claire et formation buissonnante à Acacia et Commiphora                  | ACB/RV                                                                              | Acacia wooded grassland of the Rift Valley             |
| Formation herbeuse et formation arbustive semi-désertiques de la Somalie et du pays Masai (54b)                  | EXGS | Formation broussailleuse désertique et semi-désertique                     | Formation broussailleuse désertique et semi-désertique                         | DSS                                                                                 | Desert and semi-desert scrubland                       |
| Regs, hamadas, oueds (71)                                                                                        | | Végétation riveraine et marécageuse                                        | Végétation riveraine                                                           | RV                                                                                  | Riverine vegetation                                    |
| Regs, hamadas, oueds (71)                                                                                        | Végétation des lacs d'eau douce, des rives des lacs d'eau douce, des marais, des marécages et des plaines d'inondation | Végétation riveraine et marécageuse                                        | FLV/OW                                                                         | Freshwater lakes - open water vegetation                                            |                                                        |
| Regs, hamadas, oueds (71)                                                                                        | Végétation des lacs d'eau douce, des rives des lacs d'eau douce, des marais, des marécages et des plaines d'inondation | Végétation riveraine et marécageuse                                        | FLV/MFS                                                                        | Freshwater marshes and swamps, floodplains and lake shore vegetation                |                                                        |
| Regs, hamadas, oueds (71)                                                                                        | Végétation des lacs salés, des rives des lacs salés, des marais salants et des déserts de sel                          | Végétation riveraine et marécageuse                                        | SLV/OW                                                                         | Salt-water lakes - open water vegetation                                            |                                                        |
| Regs, hamadas, oueds (71)                                                                                        | Végétation des lacs salés, des rives des lacs salés, des marais salants et des déserts de sel                          | Végétation riveraine et marécageuse                                        | SLV/SSS                                                                        | Salt pans, saline/brackish and intermittent wetlands and salt-lake shore vegetation |                                                        |

#### Végétation afroalpine et afrosubalpine

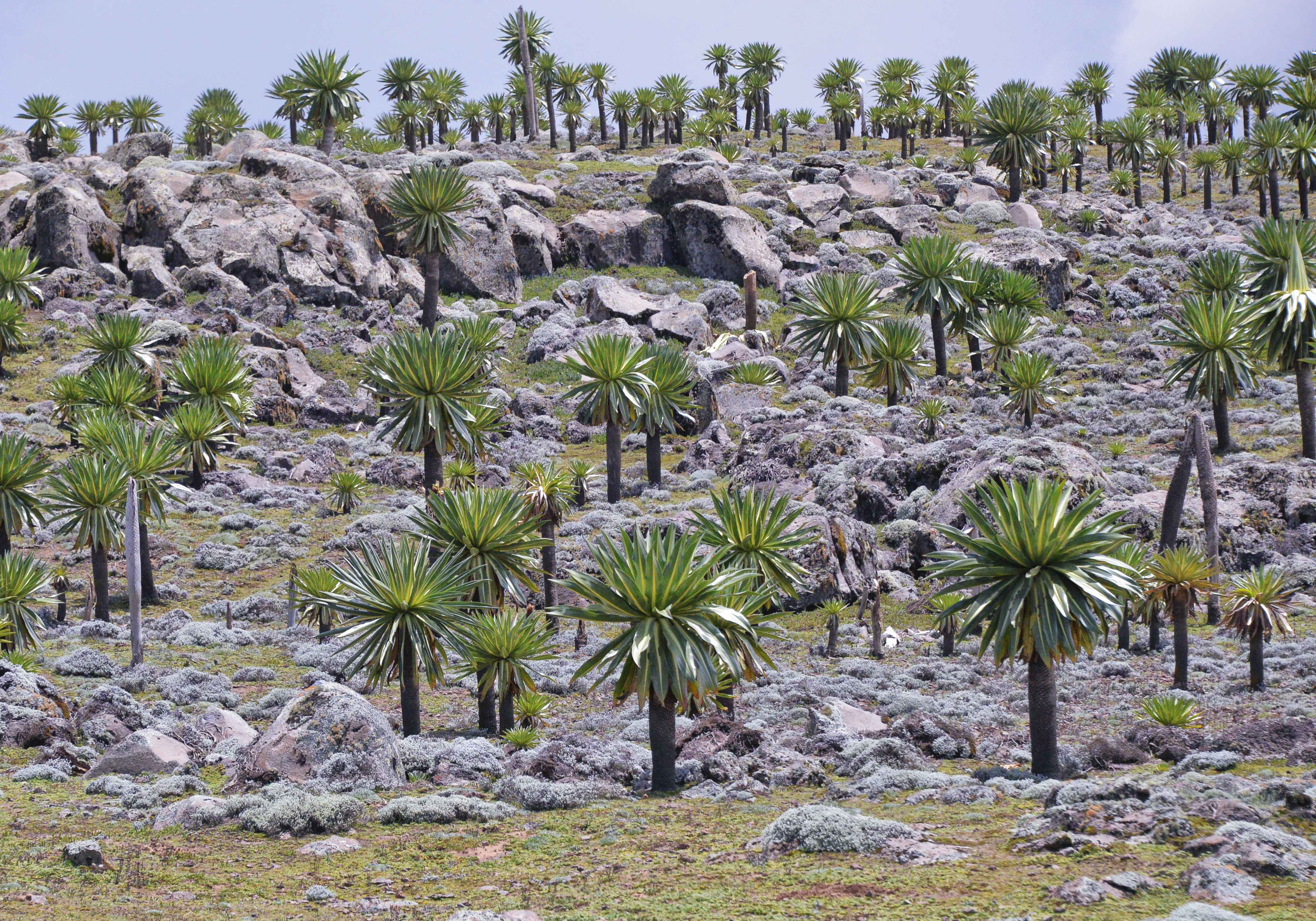
Paysage du plateau Sanetti, à plus de 4000 m. L'espèce Lobelia rhynchopetalum est endémique de l'étage afroalpin éthiopien.

Alors qu'elle est plutôt rare dans les autres pays africains, la végétation alpine et subalpine est largement répandue en Éthiopie. Elle s'étend sur les hauts plateaux à partir de 3 200 m d'altitude, ce qui inclut les principaux sommets du pays, comme l'Amba Alagi (3 440 m), le Choke (en) (4 070 m), les monts Simien (4 620 m au Ras Dashan), l'Abouna Yosef (en) (4 260 m), le Gurage (3 720 m), le Gugé (4 176 m), le Chilalo (4 139 m) ou le massif du Balé (4 377 m au Tullu Dimtu). Elle se caractérise par la combinaison de lobélies géantes formant des rosettes surélevées, de plantes en coussin du genre Helichrysum, d'espèces arbustives du genre Alchemilla, et de graminées tempérées (genres Festuca, Poa, Deschampsia, etc.). Les zones afroalpines comportent de nombreuses espèces animales et végétales endémiques et font donc l'objet de plusieurs zones nationales protégées. La végétation actuelle ne représente que les vestiges d'une couverture bien plus importante, qui a largement disparu en raison de l'activité anthropique massive des XIXe et XXe siècles.
Entre 3 000 et 3 200 m, la végétation afroalpine est remplacée par une « ceinture d'Éricacées ». Sa physionomie est caractérisée par la dominance d'arbustes tels que Erica arborea, Erica trimera, Hypericum revolutum ou Myrsine melanophloeos, et des sous-arbrisseaux ou des herbes vivaces, ainsi que des fougères, notamment celles appartenant au genre Polystichum. Sur les roches sèches des pentes monts Simien, Aloe steudneri est commune, tandis que Kniphofia foliosa domine dans les endroits plus humides du massif du Balé.

#### Complexe de forêt sèche sempervirente de montagne et de formation herbeuse

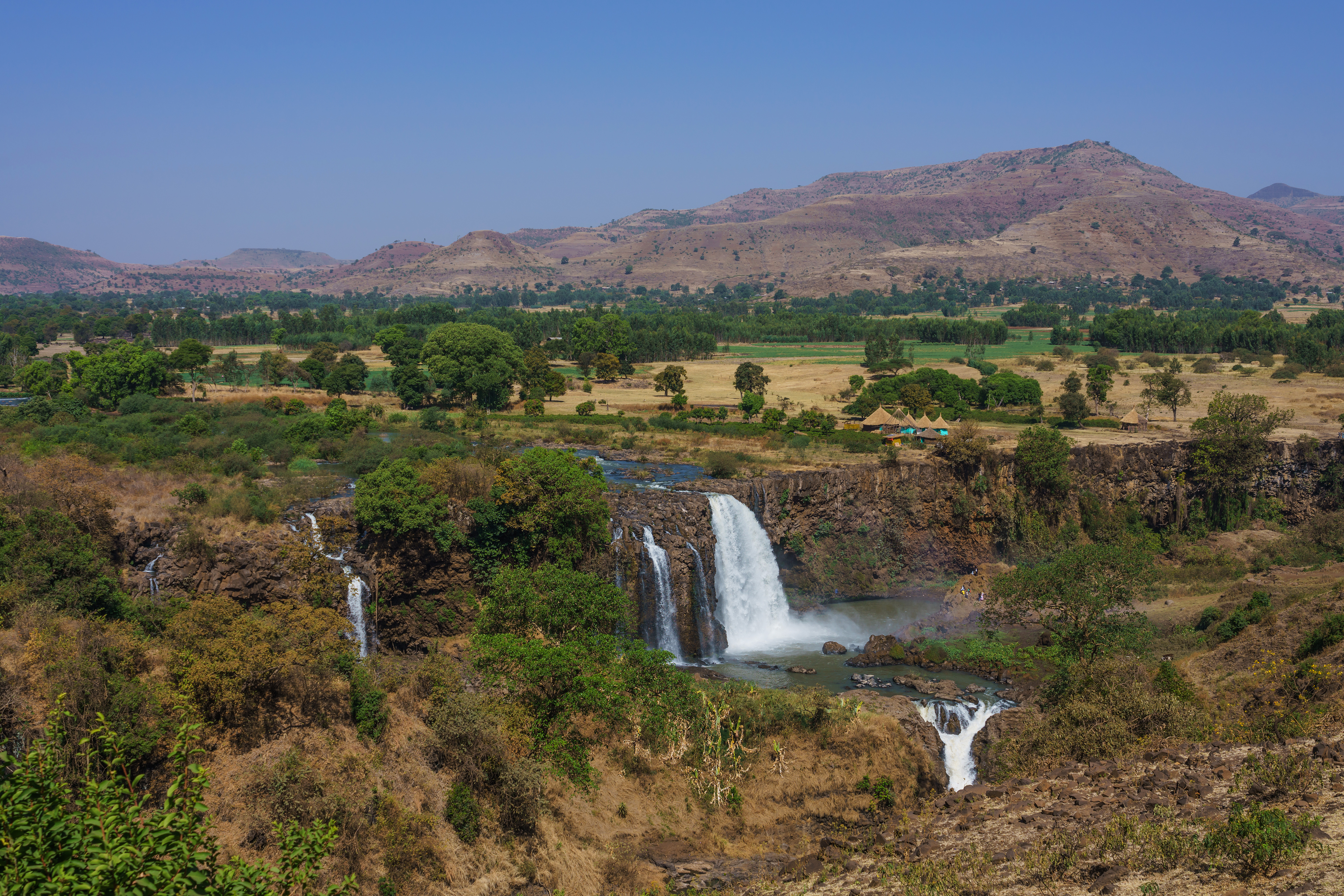
Végétation autour des chutes du Nil Bleu, près de Baher Dar en Amhara.

Cette végétation, la seconde en importance en Éthiopie, s'étend entre 1 800 et 3 000 m d'altitude et couvre la majeure partie des hauts plateaux abyssins, là où les activités et les établissements humains dominent depuis plusieurs milliers d'années. Elle se caractérise par un ensemble complexe de successions, allant de formations herbeuses riches en légumineuses et en arbustes, à la forêt dense avec une stratification verticale de la canopée. Les arbres les plus communs sont le Genévrier d'Afrique (Juniperus procera), le Micocoulier d'Afrique (Celtis africana), l'Olivier d'Afrique (Olea europaea subsp. cuspidata), Euphorbia ampliphylla, Ekebergia capensis, Mimusops kummel, ainsi que l'Eucalyptus commun (Eucalyptus globulus), lequel s'est naturalisé par interférence humaine directe. L'un des principaux moteurs écologiques de la structure de cette végétation est le pâturage, la population de bétail de l'Éthiopie étant la plus élevée d'Afrique et la dixième au monde.
Quatre sous-types distincts ont été caractérisés : la « forêt afromontagnarde indifférenciée », qui peut être vue comme un gradient de types humides aux types secs, et qui apparaît désormais comme une mosaïque avec les zones remplacées par une végétation dérivée due à l'agriculture ; la « forêt afromontagnarde sèche monodominante (en) », qui se caractérise par un étage supérieur occupé par le Genévrier d'Afrique, avec l'Olivier d'Afrique et d'autres essences en dessous ; les « forêt claire, formation herbeuse et formation boisée afromontagnardes », qui incluent tous les espaces couverts d'une végétation moins dense ; et enfin une végétation de transition entre le type afromontagnard et la formation buissonnante à Acacia et Commiphora, qui est caractéristique de l'escarpement oriental.
Ce dernier sous-type a été redéfini en 2016 comme une végétation distincte et spécifique, la « formation buissonnante semi-sempervirente de transition » (transitional semi-evergreen bushland, TSEB), qui avait été insuffisamment étudiée et cartographiée par les recherches antérieures. Elle s'étend sur une zone assez étroite, entre environ 1 100 et 1 800 m d'altitude, à l'est et au sud-est, et comprend des espèces caractéristique comme Barbeya oleoides, Cadia purpurea, Pistacia aethiopica ou encore Dracaena ombet. Son absence à l'ouest indique que ces formations buissonnantes sont sous l'influence climatique de l'océan Indien, alors que les forêts plus humides de l'escarpement occidental existent sous le système climatique atlantique.

#### Forêt humide

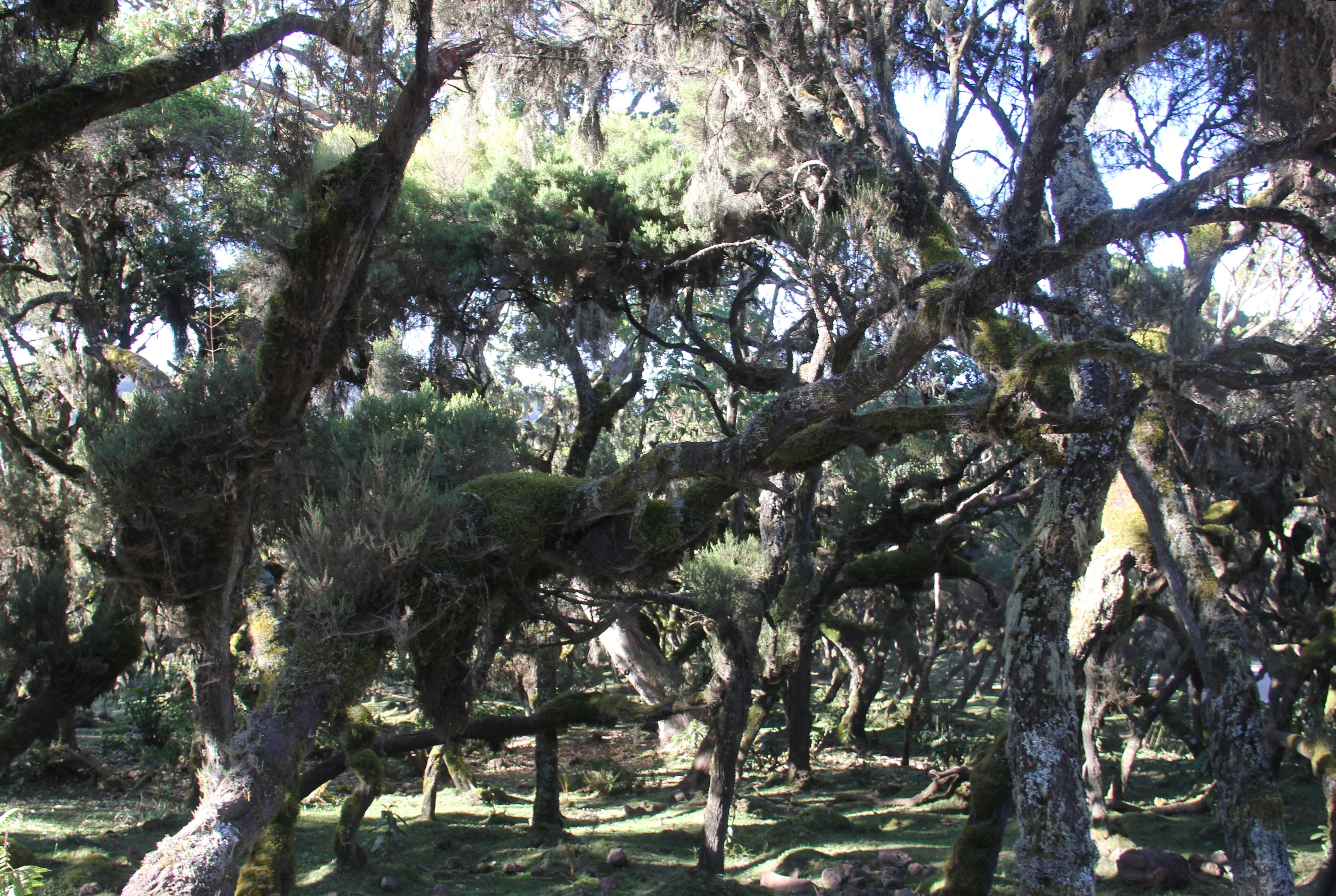
La forêt d'Harenna, qui couvre les pentes méridionales du massif du Balé, est l'une des rares forêts préservées à l'est de la vallée du Rift.

La forêt afromontagnarde humide sempervirente couvre principalement les hauts plateaux occidentaux entre 1 500 et 2 600 m, là où les précipitations annuelles sont comprises entre 700 et 2 000 mm. Elle inclut aussi la forêt d'Harenna qui s'étend à l'est, sur les versants sud du massif du Balé et se caractérise par plusieurs strates : des arbres émergents (jusqu'à 40 m), surtout Aningeria adolfi-friederici, puis une canopée haute (entre 10 et 30 m) composée principalement d'Albizia gummifera (en), Albizia grandibracteata, Macaranga capensis et d'Ocotea kenyensis (en), une canopée plus basse (moins de 10 m), dont les représentants typiques sont Chionanthus mildbraedii et Psychotria orophila, et qui inclut parfois des caféiers sauvages, et enfin un sous-étage arbustif avec des plantes comme Acanthus eminens, Phyllanthus limmuensis ou Whitfieldia elongata. Un trait caractéristique de ce type de végétation, du moins dans ses formes les plus humides, est la présence de la fougère arborescente Alsophila manniana, que l'on trouve dans les ravins et sur les pentes humides. Les lianes sont communes, et environ 25 espèces ont été enregistrées, dont Tiliachora troupinii, qui est endémique. Les espèces grimpantes d'Acacia, notamment Acacia pentagona, y sont également fréquentes. Les forêts comptent aussi de nombreux épiphytes, principalement des fougères (Polypodiaceae, Hymenophyllaceae et le genre Asplenium), des lycopodes comme Huperzia dacrydioides, des orchidées (genres Aerangis, Angraecopsis, Bulbophyllum, Diaphananthe, Liparis, Microcoelia, Oberonia, Polystachya et Stolzia), des pépéromies comme Peperomia abyssinica et Peperomia femandopoiana, et l'endémique Scadoxus nutans.

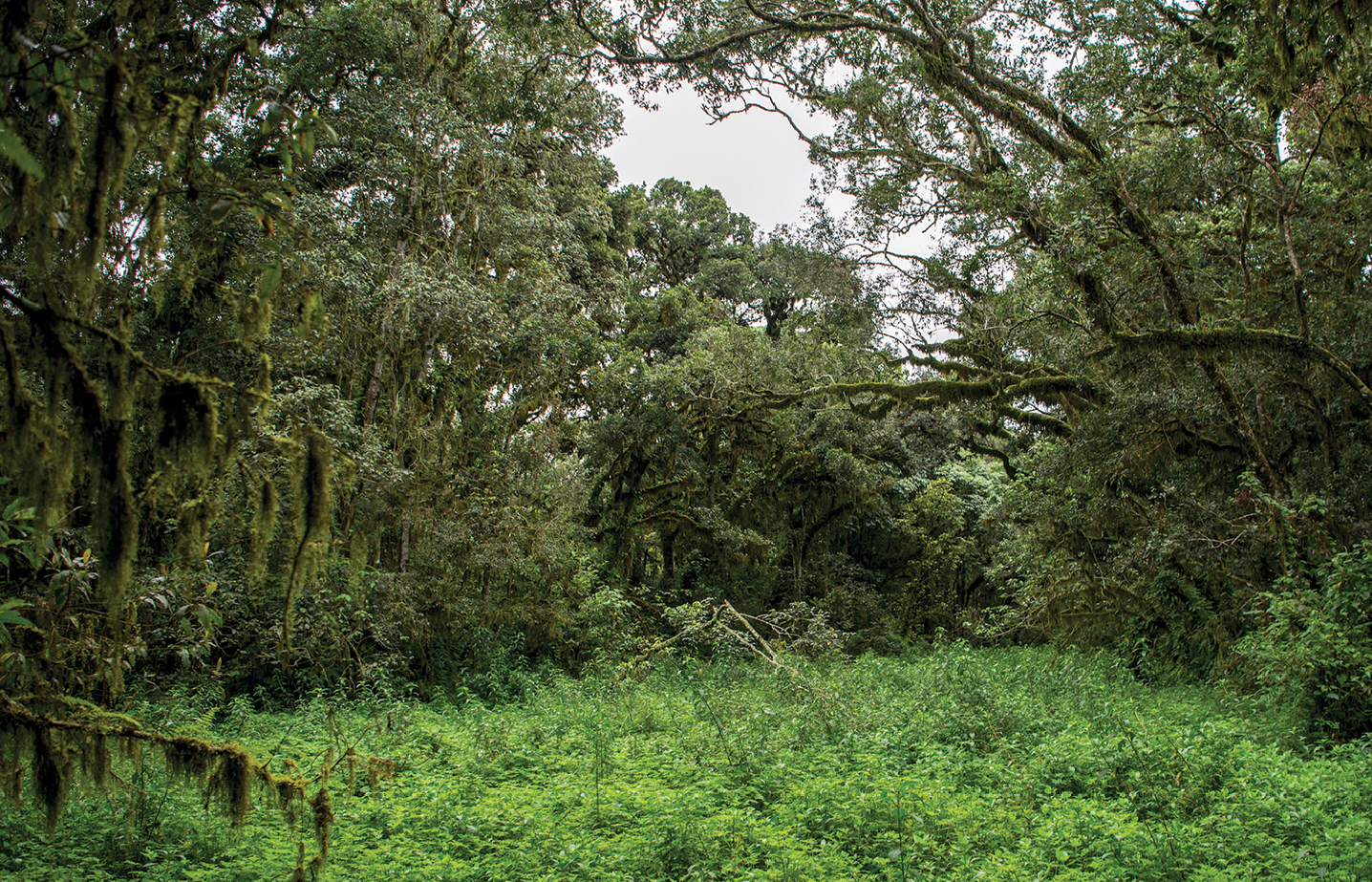
Forêt pluviale intouchée au sud-ouest du pays, habitat de la grenouille Phrynobatrachus bibita.

La forêt pluviale de transition était considérée comme un sous-type de la forêt humide sempervirente, mais a été séparée par l'Atlas de la végétation potentielle et fusionnée avec la forêt semi-sempervirente de plaine distinguée par la Flore. Des exemples épars de ces forêts sont connus sur l'escarpement occidental des hauts plateaux, entre 450 et 1 500 m, là où les précipitations sont les plus élevées (jusqu'à 2 700 mm par année). La canopée est formée d'arbres à feuilles persistantes ou caduques, comme Celtis toka, Diospyros abyssinica, Malacantha alnifolia ou Zahna golugensis. Dans certaines zones de plaine, une strate inférieure est entièrement composée par la presque endémique Baphia abyssinica. Parmi les petits arbres et les buissons, on compte Dracaena fragrans, Elaeodendron buchananii, Eugenia bukobensis, Anisotes pubinervius et Rinorea friisii. Les lianes Urera trinervis et Ventilago diffusa sont caractéristiques de ce type de forêt, alors que les épiphytes sont principalement des fougères résistantes à la sécheresse, comme Phymatosorus scolopendria, Microsorumpunctatum  ou Platycerium elephantotis. Cette végétation est très menacée en raison de la grande valeur du bois des essences d'arbres, parce qu'elle se prête très bien au développement des plantations de café et de thé, et à cause de l'augmentation de l'agriculture itinérante et sur brûlis.

#### Forêt claire àCombretumetTerminalia

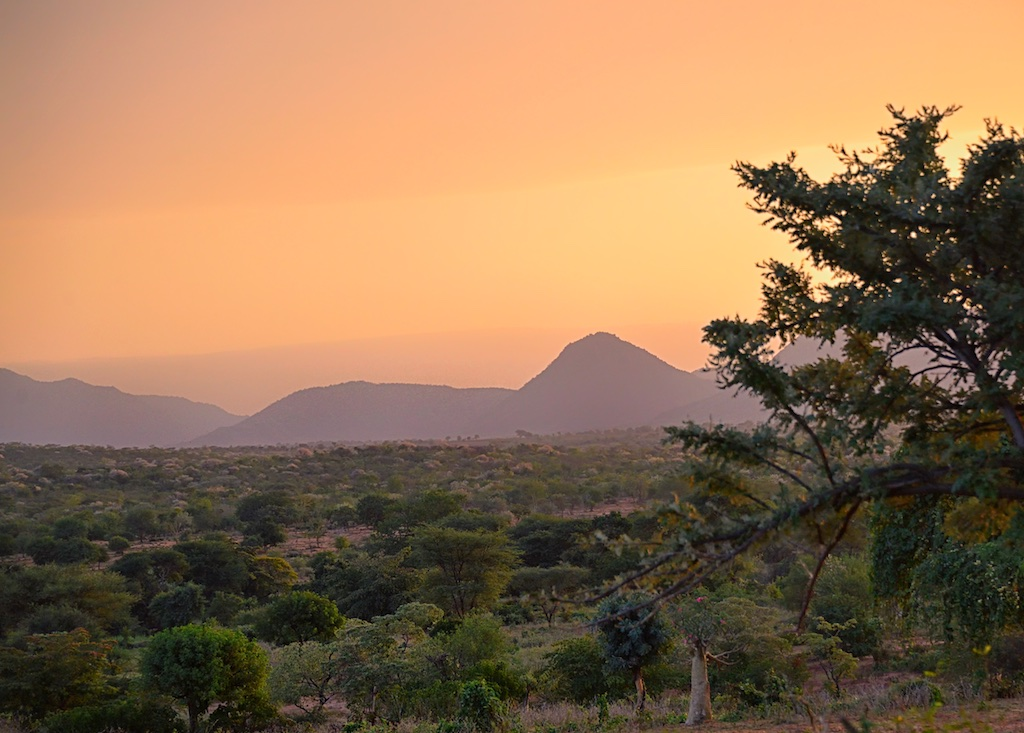
Coucher de soleil sur la terre des Hamers, dans la région des nations, nationalités et peuples du Sud.

Ce type de végétation est caractérisé par des arbres de taille petite à modérée avec des feuilles caduques assez grandes. Il se rencontre dans l'escarpement occidental du plateau éthiopien entre 500 et 1 900 m, de la frontière avec l'Érythrée jusqu'à la région du Sud-Ouest, et constitue la végétation dominante d'une bonne partie du Gambela et du Benishangul-Gumuz. Il pénètre dans les hauts plateaux le long des vallées des grands fleuves comme le Tekezé, le Nil Bleu et l'Omo.
Les arbres des genres Combretum (Combretum adenogonium, Combretum hartmannianum, Combretum molle, Combretum rochetianum, Combretum collinum) et Terminalia (Terminalia laxiflora, Terminalia macroptera, Terminalia schimperiana), de la famille des Combretaceae, sont les plus caractéristiques, mais aussi des espèces ligneuses de Fabaceae autres que le genre Acacia : Lonchocarpus laxiforus, Pterocarpus lucens, Dalbergia melanoxylon ou encore Piliostigma thonningii. Dans les autres familles, Boswellia papyrifera, Anogeissus leiocarpus et Stereospermum kunthianum, ainsi que plusieurs espèces de Lannea (Lannea barteri, Lannea fruticosa, Lannea schimperi, Lannea schweinfurthii) sont également communes. Le Baobab africain est plutôt rare, mais néanmoins présent dans la vallée du Tekezé et dans la partie occidentale du Benishangul-Gumuz. La strate herbacée est constituée de graminées pérennes, notamment Panicum maximum et des espèces de Cymbopogon, Hyparrhenia, Echinochloa, Sorghum et Pennisetum. Elle est fréquemment brûlée pendant la saison sèche, si bien que les plantes montrent une nette adaptation au feu. Le bambou Oxytenanthera abyssinica est très présent dans les vallées fluviales. La liane Tylosema fassoglensis est caractéristique. Certains plantes arbustives ont une distribution très limitée en dehors de ce type de végétation, par exemple Rotheca alata, Macledium sessiliflorum ou Ochrocephala imatongensis.
La partie occidentale de la région de Gambela, en dessous de 500 m, présente une végétation un peu différente. Elle est caractérisée par une strate d'herbes hautes qui brûlent chaque année, et une canopée d'arbres qui tolèrent à la fois le feu et les inondations récurrentes. Elle correspond à la continuation, à l'intérieur de l'Éthiopie, de la vaste « région des crues » de la partie supérieure de la vallée du Nil au Soudan et au Soudan du Sud. Dans ces pays, les arbres disparaissent néanmoins à mesure que l'on se rapproche des zones de forte inondation, et les formations herbeuses boisées sont remplacées par de vastes marécages. Au Gambela, la strate arborée est dominée par les espèces d'Acacia, en particulier Acacia seyal et Acacia nilotica. Les palmiers Hyphaene thebaica et Borassus aethiopum peuvent également être présents, seuls ou ensemble. Dans les zones les plus inondées, on trouve des populations presque pures d'Oryza, en particulier Oryza longistaminata, ainsi que des herbes tolérant l'humidité, comme Caperonia serrata ou Thalia geniculata.

#### Forêt claire àAcaciaetCommiphora

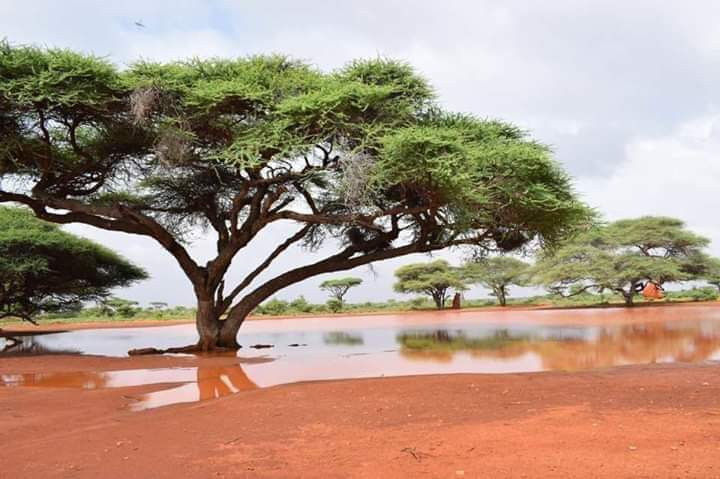
Paysage d'acacias près de Gurdumi, en région Somali.

Ce type de végétation s'étend au nord, à l'est, au centre et au sud de l'Éthiopie, entre 900 et 1 900 m d'altitude, et comprend la vallée du Grand Rift. Elle se compose d'arbres et d'arbustes résistants à la sécheresse, décidus ou à petites feuilles persistantes. Le sol est dominé par le sable, dérivé de calcaires du Jurassique et du Crétacé, ou en Afar de roches volcaniques. Il s'agit de la végétation la plus diversifiée du pays, avec un nombre élevé d'espèces, de sous-espèces et de variétés, dont plus de la moitié sont absentes des autres types.
Les arbres et les arbustes les plus caractéristiques appartiennent aux genres Acacia (Acacia bussei, Acacia drepanolobium, Acacia prasinata, Acacia tortilis) et Commiphora (Commiphora alaticaulis, Commiphora boranensis, Commiphora myrrha, Commiphora obovata, Commiphora rostrata). Parmi les autres espèces, on rencontre Boswellia microphylla et Boswellia neglecta (Burseraceae), Balanites aegyptiaca et Balanites rotundifolia (Balanitaceae), Boscia minimifolia, Cadaba ruspolii, Cadaba rotundifolia et Capparis tomentosa (Capparidaceae), ainsi que Combretum aculeatum et Terminalia orbicularis (Combretaceae). L'écosystème comprend également de nombreuses plantes succulentes endémiques telles que Euphorbia awashensis, Euphorbia omariana, Euphorbia burger, Aloe friisii, Aloe gilbertii, Aloe otallensis ou Aloe sinana. Les lianes ne sont pas particulièrement importantes, mais les espèces grimpantes d'Asclepiadaceae, comme Sarcostemma viminale et Pergularia daemia, et de Convolvulaceae, telles Ipomoea pogonantha et Ipomoea kituiensis, ainsi que les espèces à tige succulente de Cissus sont relativement communes. Pyrenacantha malvifolia est quant à elle une liane dont les tiges grimpantes relativement courtes proviennent de grands cormes partiellement souterrains.
La petite taille des feuilles de la canopée permet à la lumière de pénétrer jusqu'au sol, qui présente une riche couverture végétale. Sont ainsi communs les sous-arbrisseaux, comme Satanocrater paradoxus, les arbustes du genre Asparagus, la monocotylédone arbustive Xerophyta schnizleinia, ainsi que des espèces d'Acalypha, Barleria et Aerva. Les plantes géophytes, comme Chlorophytum neghellense, Chlorophytum pterocarpum et Drimia altissima, sont également importantes. Parfois, aucun arbre n'est présent, et la végétation est qualifiée dans ce cas de formation buissonnante à Acacia et Commiphora.

#### Formation broussailleuse désertique et semi-désertique

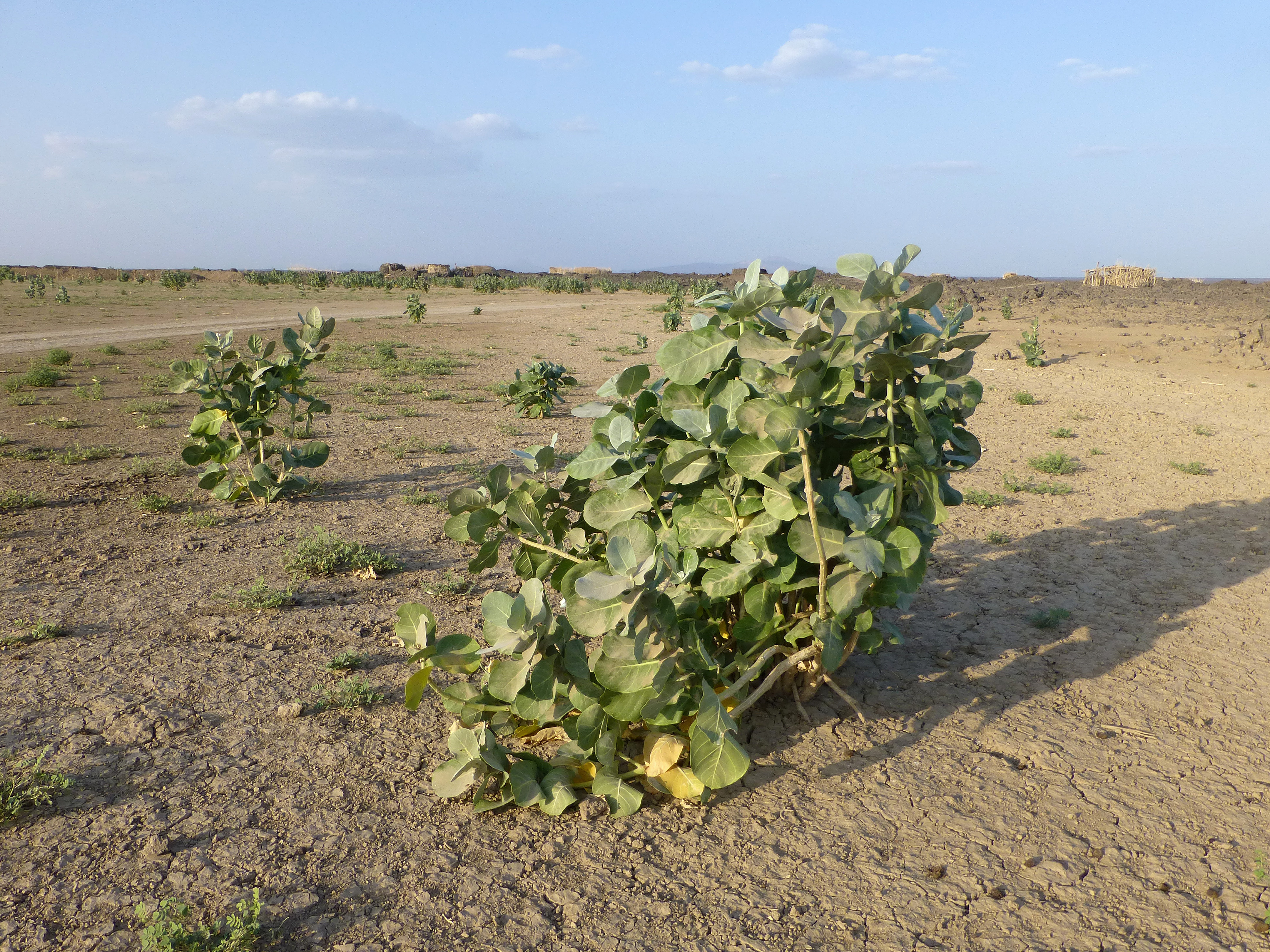
Pommier de Sodome (Calotropis procera) dans le Danakil.

Cette formation est principalement limitée à la partie orientale de l'Éthiopie, à des altitudes inférieures à 400 m. On la rencontre dans la dépression de l'Afar, dans l'Ogaden et autour du lac Chew Bahir et du delta de l'Omo. Elle se compose de petits arbres, d'arbustes et d'herbes tolérant la sécheresse. Les espèces caractéristiques sont Acacia ehrenbergiana, Boswellia ogadensis, Kissenia arabica, et Ziziphus hamur. C'est la végétation éthiopienne qui présente le plus grand taux d'endémisme, avec par exemple la succulente Euphorbia doloensis. Les herbes, comme Dactyloctenium aegyptium, sont principalement annuelles, même si une espèce caractéristique, Panicum turgidum, est pérenne. La végétation est menacée par le surpâturage et la dégradation des habitats, ainsi que par les espèces envahissantes comme Prosopis juliflora.

#### Végétation riveraine et marécageuse

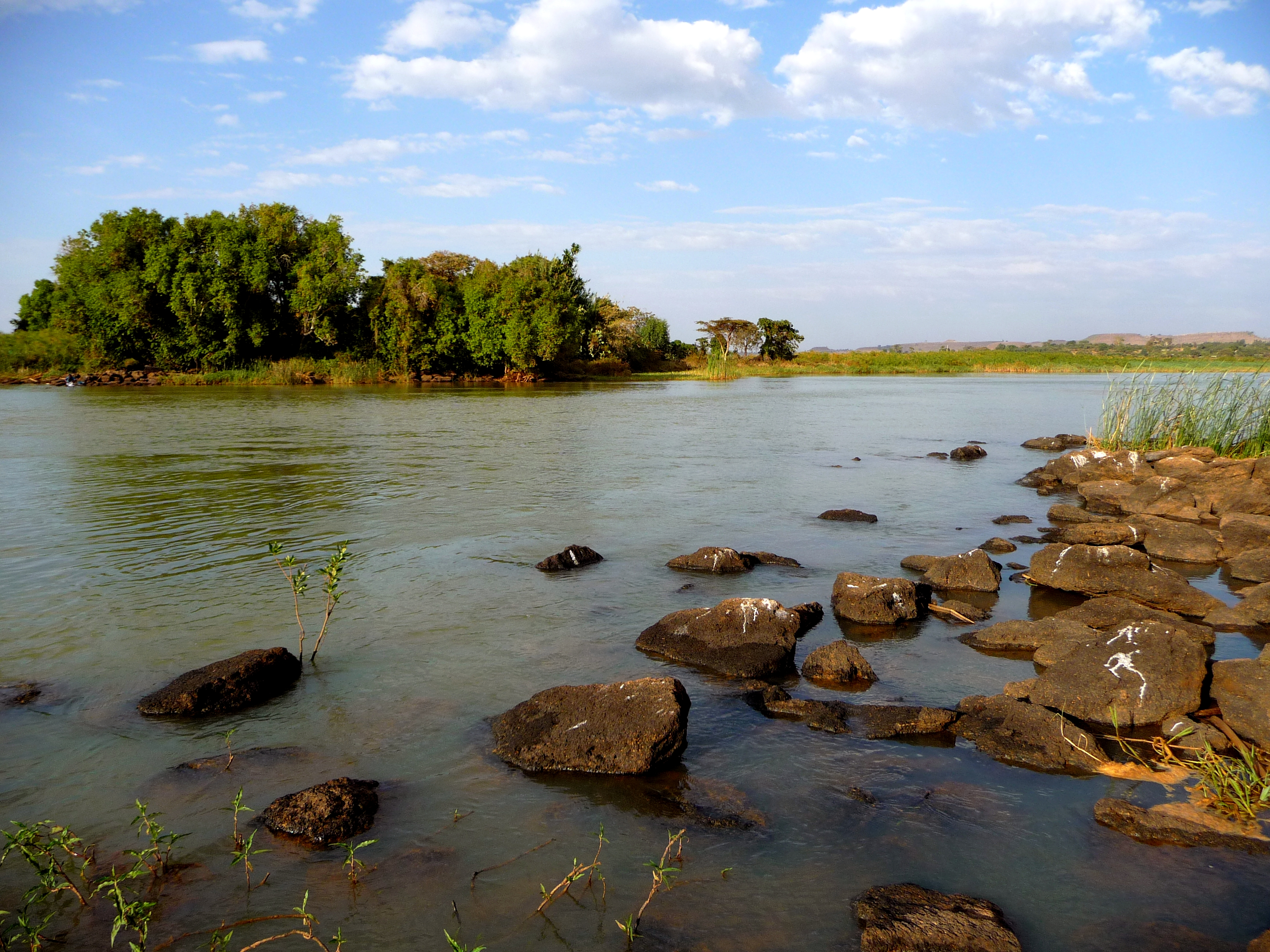
Le Nil bleu, au sortir du lac Tana.

L'Éthiopie comprend une grande diversité de milieux humides et aquatiques. Les principaux fleuves sont le Nil bleu, l'Awash, le Baro, l'Omo, le Tekezé et le Chébéli. Ces cours d'eau et leurs affluents ont des forêts riveraines dans les zones situées en dessous de 1 800 m d'altitude. Leur structure et leur densité sont très variables, et leur composition floristique dépend de l'altitude et de la situation géographique. Certains arbres sont cependant spécifiques de ces milieux, comme Lepisanthes senegalensis, Salix subserrata, Trichilia emetica (en), Diospyros mespiliformis, Syzygium guineense (en), Tamarindus indica, Tamarix nilotica (en), Hyphaene thebaica ou encore Phoenix reclinata.
Le pays compte également plusieurs lacs, dont certains sont salés. Les principaux lacs d'eau douce (salinité inférieure à 3 000 ppm) sont le Tana, le Haïk et l'Ardibbo (en), le Langano et le Ziway, l'Awasa, l'Abaya et le Chamo, et le Turkana qui s'étend principalement sur le Kenya. Il y a aussi quelques petits lacs de cratère, comme ceux de Bishoftu ou le lac Zengena, ainsi que des lacs de barrage, le plus ancien étant le Koka sur l'Awash. Les plantes flottantes caractéristiques des lacs d'eau douce comprennent des espèces indigènes comme Lemna aequinoctalis, Lemna gibba, Lemna minor, Wolffia arrhiza ou Pistia stratiotes, et des envahissantes comme la Jacinthe d'eau, ainsi que plusieurs Phytoplanctons.

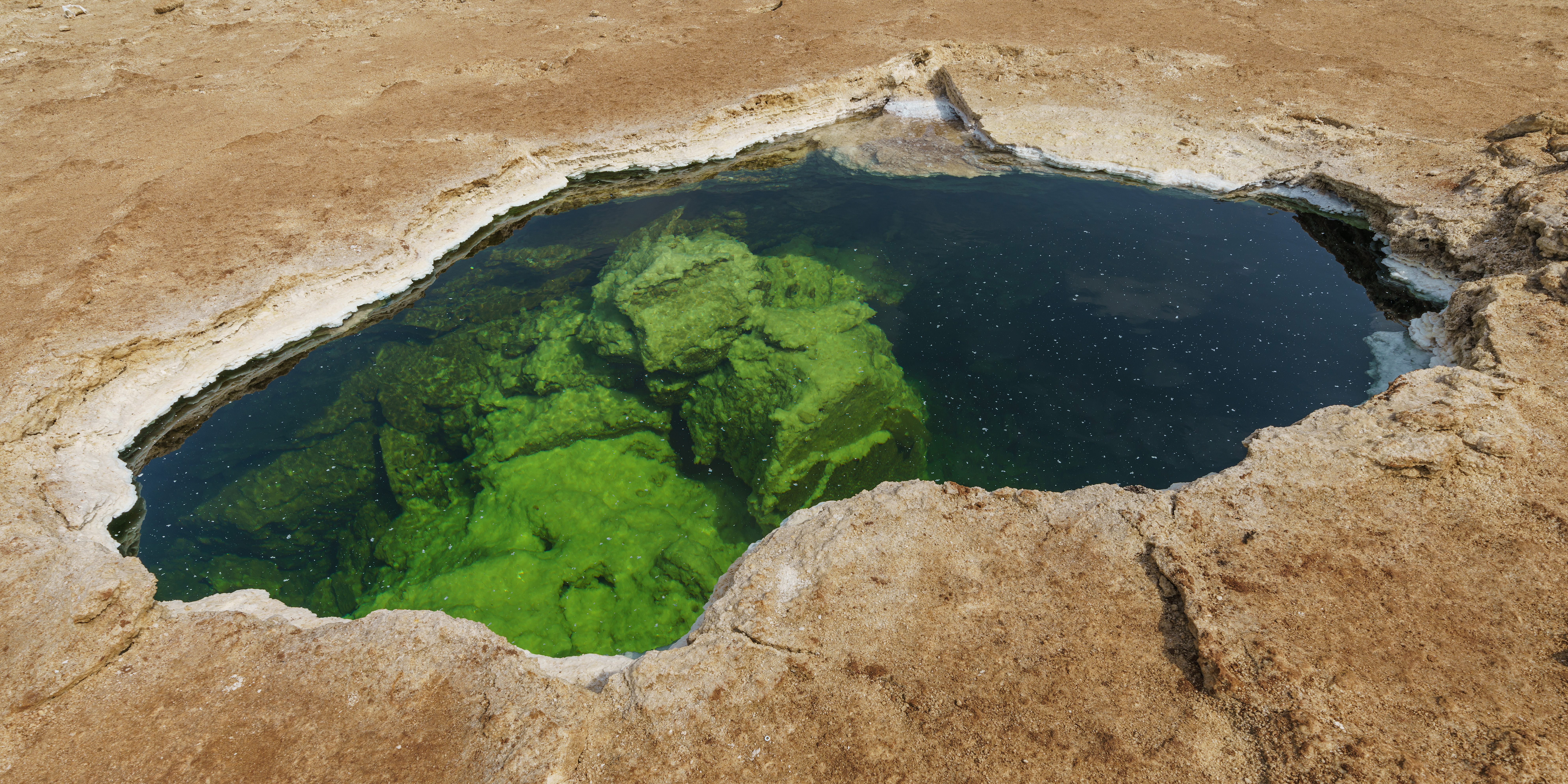
Les eaux du lac Karoum, visibles à travers un trou dans la croûte de sel.

Les lacs salés (salinité supérieure à 3 000 ppm) se répartissent plusieurs groupes : ceux de la vallée du Rift, tels l'Abijatta ou le Shala, sont des lacs de soude. Parmi ceux de l'Afar, l'Abbe, l'Afambo (en) et le Bario (en) sont alimentés par l'Awash, alors que l'Afrera et le Karoum sont situés dans la dépression de Danakil et ont une salinité extrême. Tout au sud du pays, le Chew Bahir est quant à lui un lac éphémère.

### Diversité et endémisme

#### LaFlore de l'Éthiopie et de l'Érythrée

Succulentes endémiques : Euphorbia
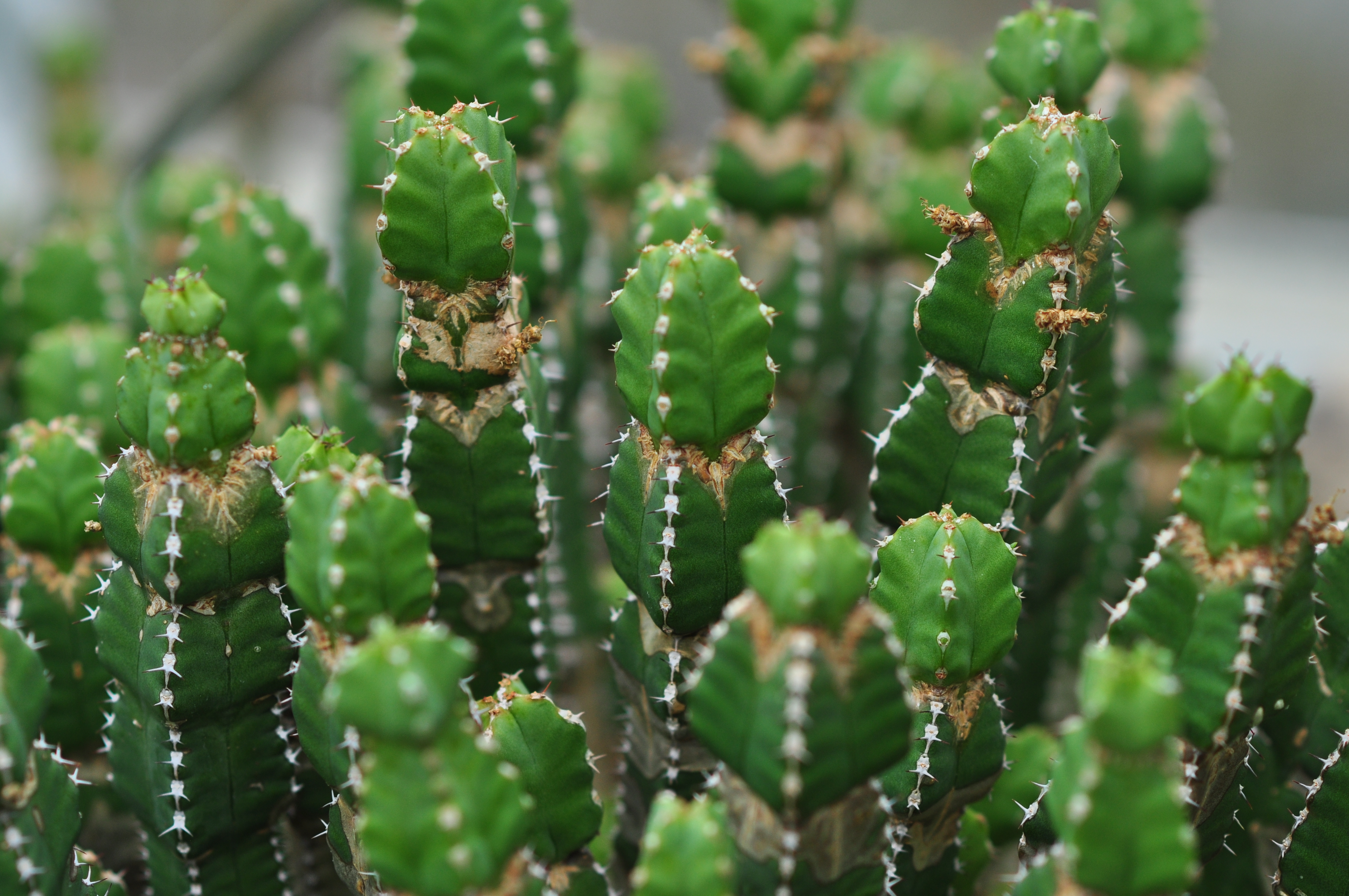
Euphorbia makallensis.
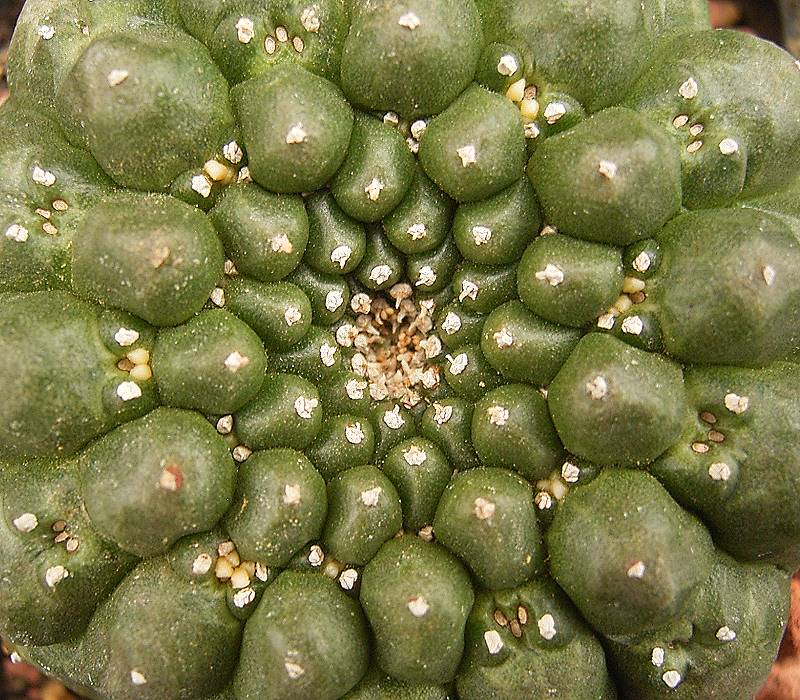
Euphorbia gymnocalycioides.
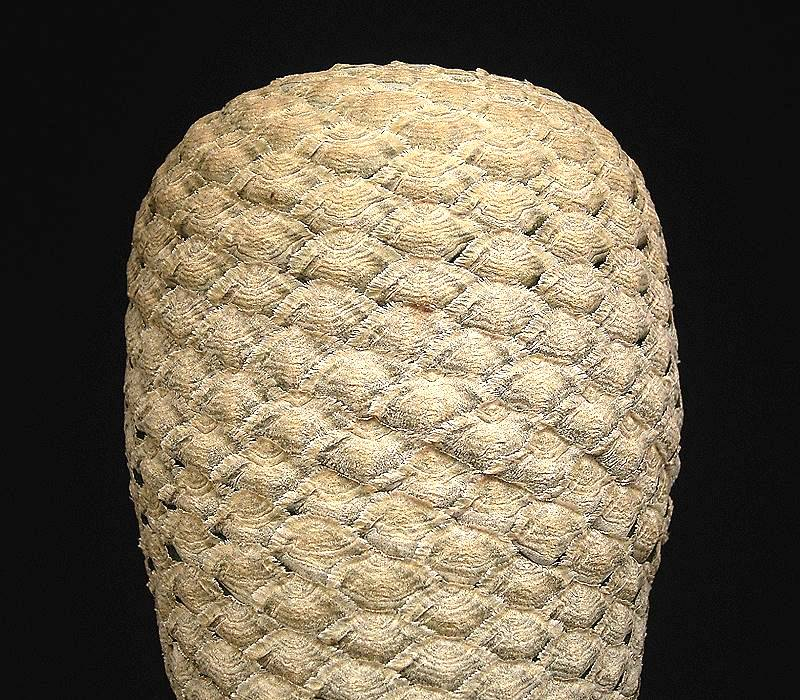
Euphorbia piscidermis.
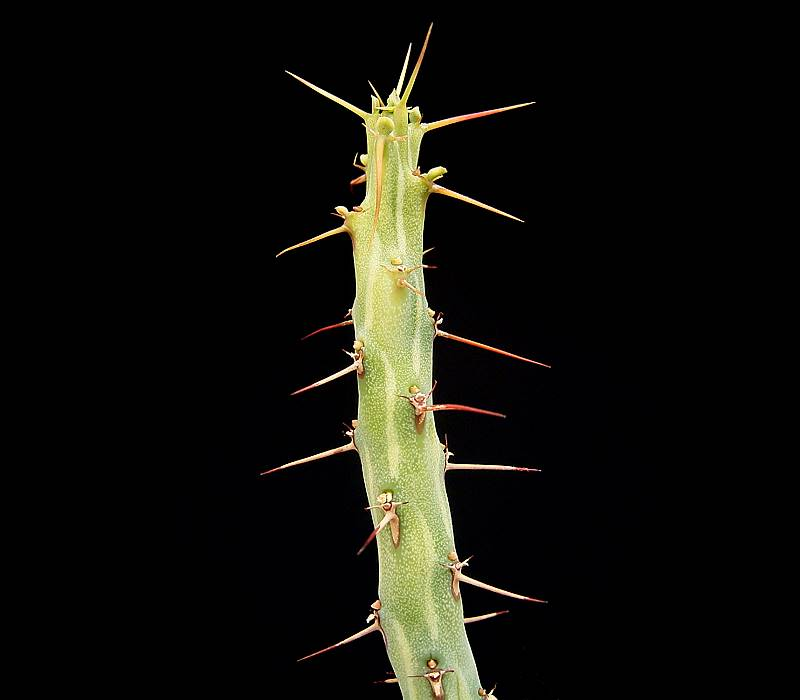
Euphorbia awashensis.
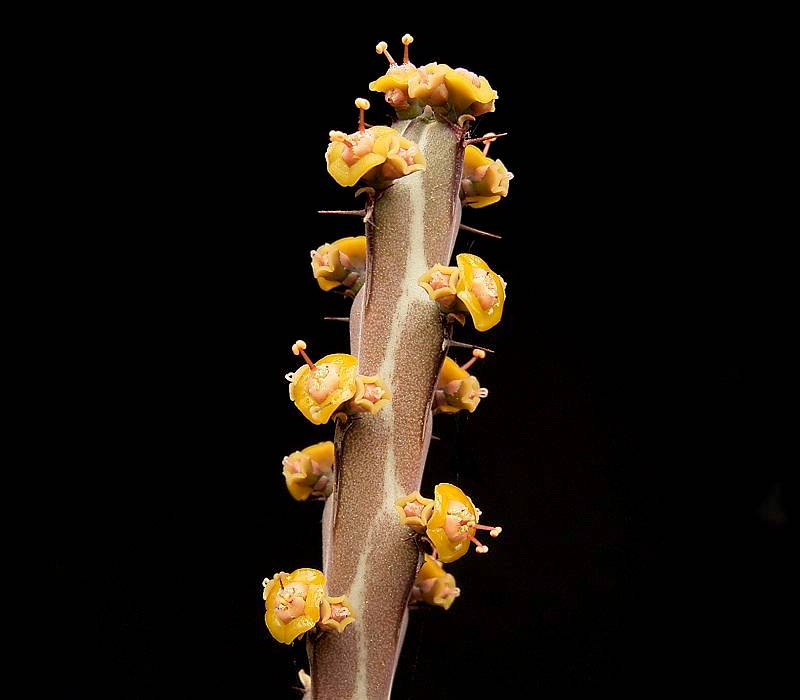
Euphorbia sebsebei.
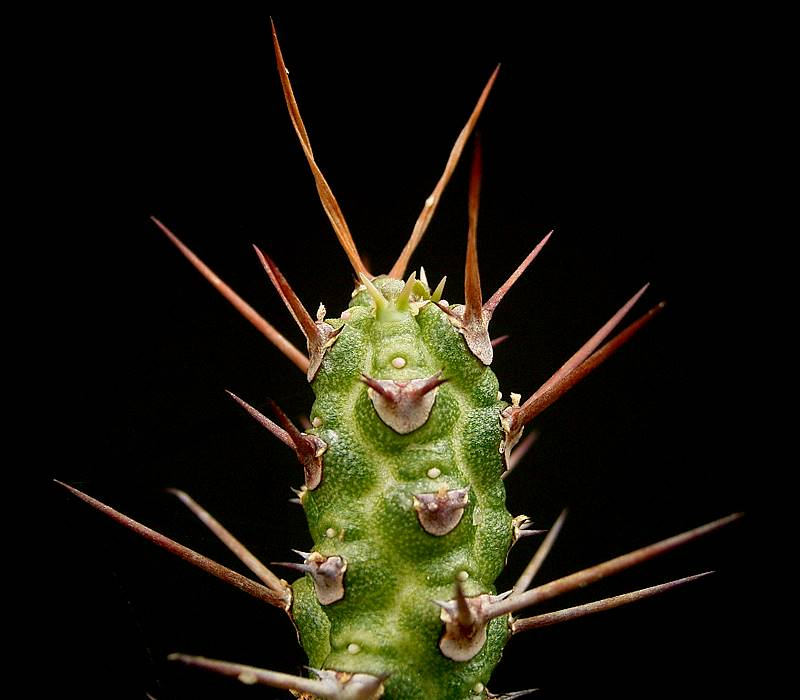
Euphorbia ellenbeckii.

| \| \| \| \| \| Nombre d'espèces indigènes- 0–500 - 501–1 000 - 1 001–1 500 - 1 501–2 000 - 2 001–2 500 - 2 501–3 000 \| \| Nombre d'espèces endémiques- 0–40 - 41–80 - 81–120 - 121–160 - 161–200 - 201–240 \| |                  |                                                                                  |                   |                     |
| Région floristique | Superficie (km2) | Espèces indigènes                                                                | Endémiques (pays) | Endémiques (région) |
| EW | 74 860           | 1 544                                                                            | 89                | 13                  |
| EE | 46 029           | 727                                                                              | 9                 | 3                   |
| AF | 114 632          | 331                                                                              | 4                 | 0                   |
| GD | 78 761           | 1 599                                                                            | 209               | 28                  |
| TU | 38 423           | 1 586                                                                            | 143               | 13                  |
| WU | 36 693           | 696                                                                              | 60                | 2                   |
| GJ | 63 398           | 1 103                                                                            | 119               | 3                   |
| SU | 80 997           | 2 223                                                                            | 227               | 15                  |
| AR | 25 691           | 997                                                                              | 105               | 4                   |
| WG | 71 646           | 1 057                                                                            | 79                | 6                   |
| IL | 50 865           | 1 106                                                                            | 46                | 1                   |
| KF | 51 608           | 1 633                                                                            | 104               | 7                   |
| GG | 40 643           | 1 413                                                                            | 60                | 4                   |
| SD | 121 952          | 2 565                                                                            | 200               | 61                  |
| BA | 126 051          | 1 672                                                                            | 185               | 40                  |
| HA | 226 203          | 2 001                                                                            | 147               | 56                  |
| Total | 1 248 452        | 5 219                                                                            | 627               | 256                 |
| |                  |                                                                                  |                   |                     |
| Nombre d'espèces indigènes- 0–500 - 501–1 000 - 1 001–1 500 - 1 501–2 000 - 2 001–2 500 - 2 501–3 000 |                  | Nombre d'espèces endémiques- 0–40 - 41–80 - 81–120 - 121–160 - 161–200 - 201–240 |                   |                     |

Dans les années 1970, l'Association internationale pour l'étude taxonomique de la flore d'Afrique tropicale (AETFAT) élabore des plans pour une flore couvrant l'Éthiopie, qui incluait alors l'Érythrée. Le projet baptisé Ethiopian Flora Project est lancé en 1980 comme une entreprise bilatérale des gouvernements éthiopien et suédois, et la flore est rédigée par une équipe internationale de 92 scientifiques originaires de 17 pays. Le premier volume est publié en 1989 et la Flora of Ethiopia and Eritrea est achevée en 2009 par la publication des deux derniers volumes sur un total de dix (voir la bibliographie). L'ouvrage recense un total de 6 027 taxons (espèces et sous-espèces) de plantes vasculaires. Parmi ceux-ci, 3 875 ne sont enregistrés qu'en Éthiopie et 270 en Érythrée seulement, alors que 1 882 taxons sont communs aux deux pays. Le nombre d'espèces indigènes à l'Éthiopie et à l'Érythrée a été calculé comme étant de 5 219 en 2021, en prenant en compte les taxons décrits après la publication de la flore, et le nombre d'espèces endémiques fixé à 627.
- Exemples de plantes endémiques des montagnes du Simien et du Balé[29]

Exemples de plantes endémiques des montagnes du Simien et du Balé
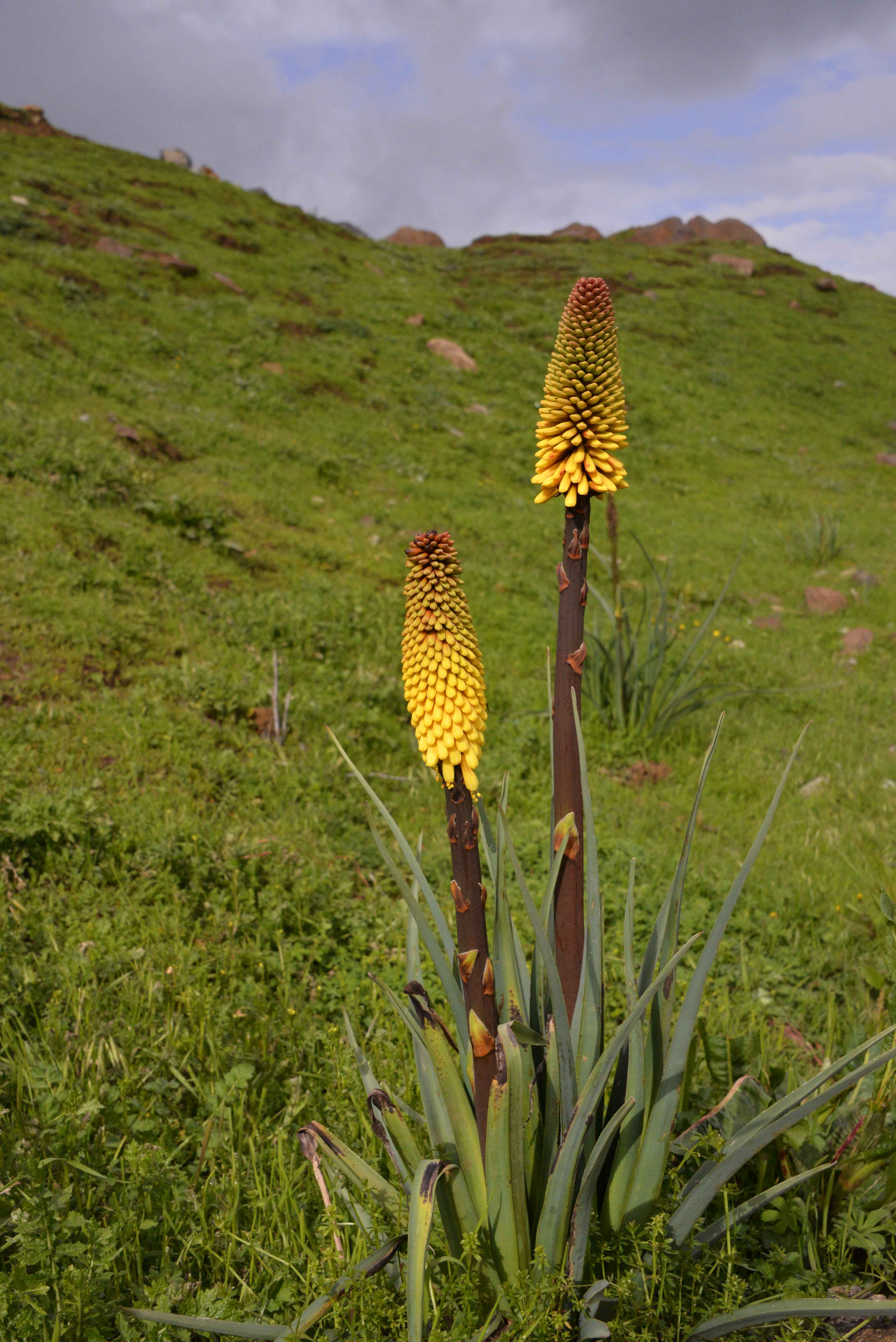
Kniphofia foliosa (Xanthorrhoeaceae).
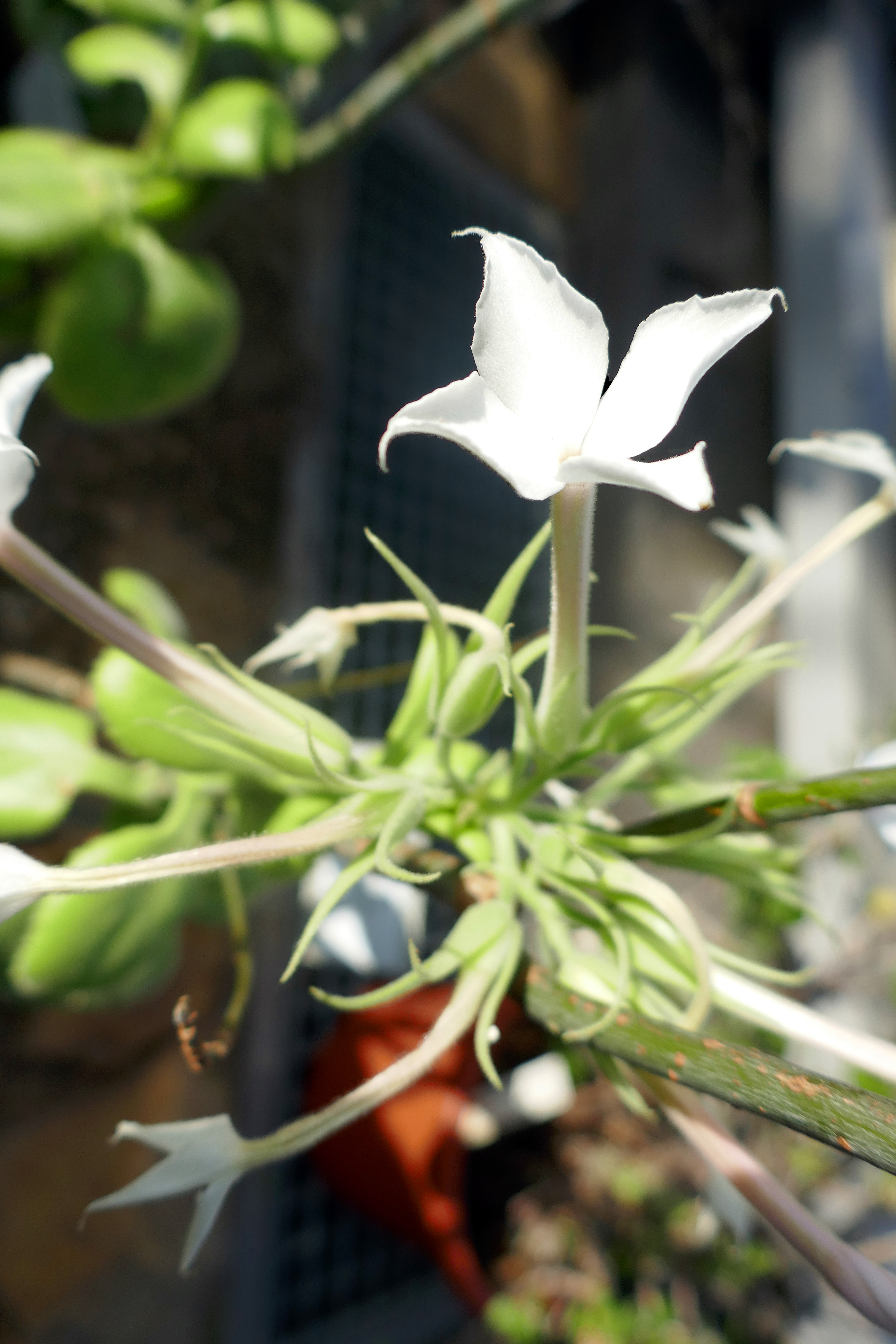
Kalanchoe schimperiana (de) (Crassulaceae).
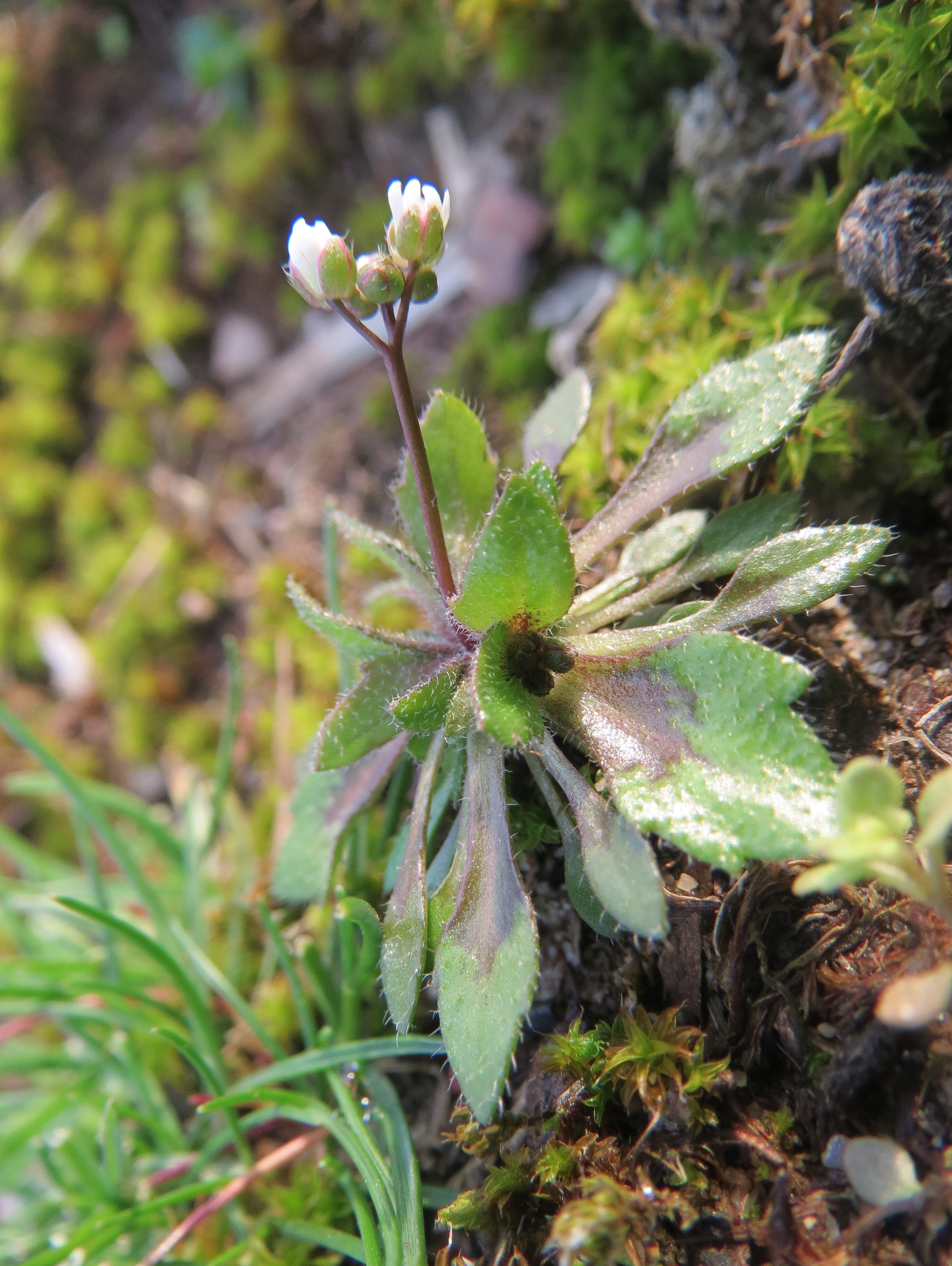
Draba verna (Brassicaceae)[a].

Les plantes endémiques d'Éthiopie appartiennent à près de 70 familles (principalement les Asteraceae, les Fabaceae, les Euphorbiaceae, les Poaceae et les Asclepiadaceae), aucune n'étant elle-même endémique, et plus de 220 genres dont cinq n'existent nulle part ailleurs : Afrovivella (en), Hypagophytum (en) (Crassulaceae),Chiliocephalum (en) (Asteraceae), Leptagrostis (en) (Poaceae) et Nephrophyllum (en) (Convolvulaceae). Les genres les plus représentés sont les Euphorbes et les Aloès (voir la galerie de photos), suivies par Crotalaria, Vernonia et Senecio. Deux tiers au moins sont des herbes ou des graminées, près d'un quart des arbustes et le reste sont principalement des plantes succulentes, des arbres ou des lianes. Beaucoup ont une aire de répartition extrêmement réduite : en effet, environ 250 espèces sont endémiques d'une seule région floristique (40 % du total), plus de 70 ne sont connues que par leur spécimen type et 13 n'ont plus été collectées depuis le XIXe siècle, parmi lesquelles 7 sont présumées éteintes (Crotalaria boudetii, Crotalaria heterotricha, Crotalaria trifoliolata, Kalanchoe angustifolia, Stachys hypoleuca, Cirsium straminispinum et Vernonia buchingeri). Environ un tiers des plantes endémiques sont présentes en plaine jusqu'à 1 500 m, plus de la moitié poussent sur les hauts plateaux jusqu'à 3 000 m et les 10 % restants sont restreints aux altitudes supérieures. Les régions floristiques de Sidamo, de Balé et de Gondar abritent plus de la moitié des espèces endémiques, ce qui souligne le rôle de centre d'endémisme joué notamment par les monts Simien et le massif du Balé. Malgré sa taille moyenne, la région de Shewa est l'une de plus riches en termes de diversité végétale, et celle qui compte le plus d'espèces dont la distribution est limitée à l'Éthiopie. Cela s'explique par sa position centrale et sa grande variété d'écosystèmes qui lui permettent de servir de réservoir et de carrefour entre les zones afroalpines du nord et du sud, ainsi que le long de la vallée du Rift. À l'inverse, la région de Welo apparaît comme une région anormalement pauvre, alors qu'elle possède plus de 4 000 km2 au-dessus de 3 000 m et trois sommets de plus de 4 000 m. L'explication pourrait être que la zone a été négligée par les botanistes des XIXe et XXe siècles, alors qu'elle renferme sûrement une importante flore afroalpine dans des montagnes comme l'Abouna Yosef.

Succulentes endémiques : Aloe
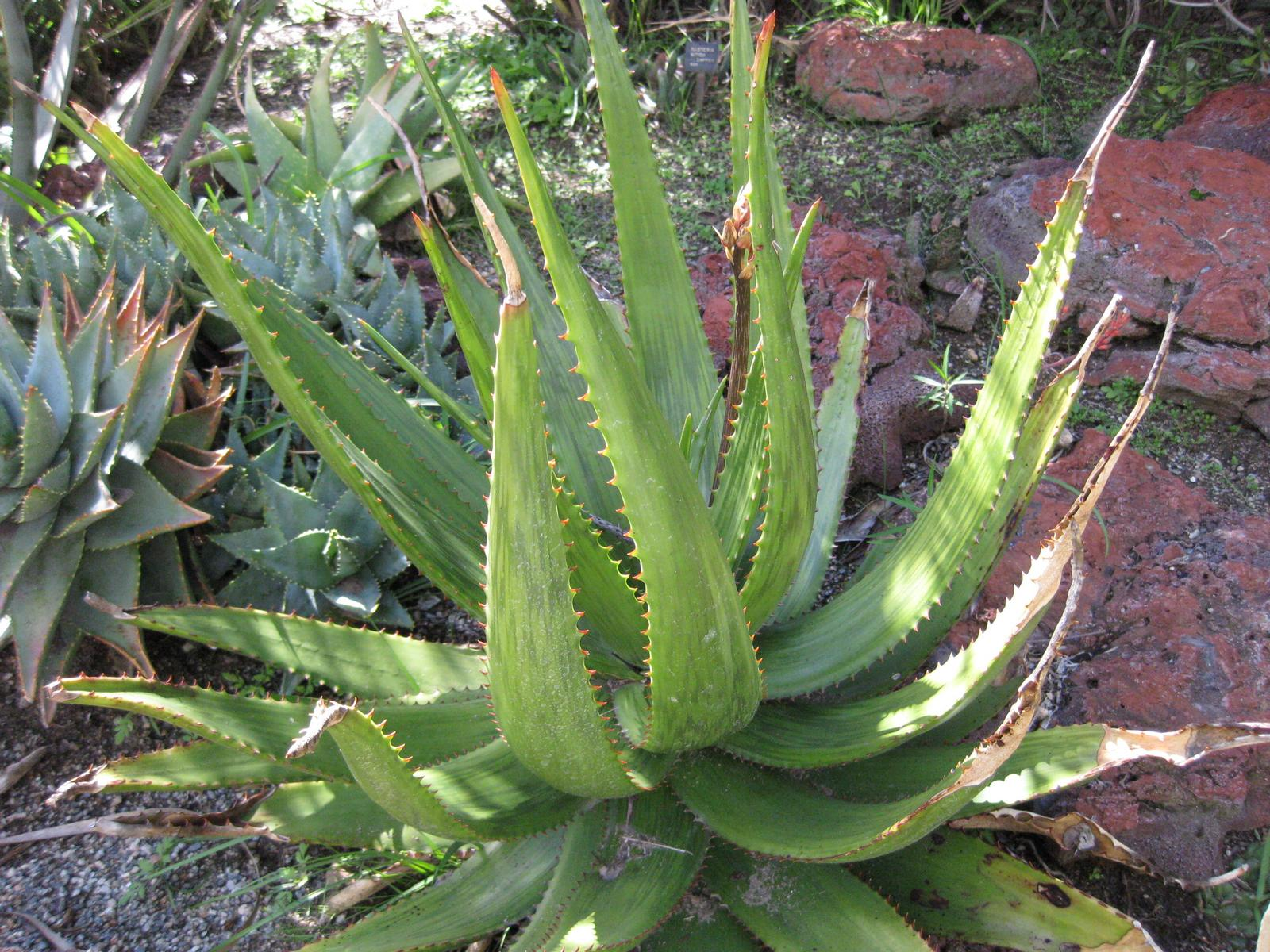
Succulentes endémiques : Aloe
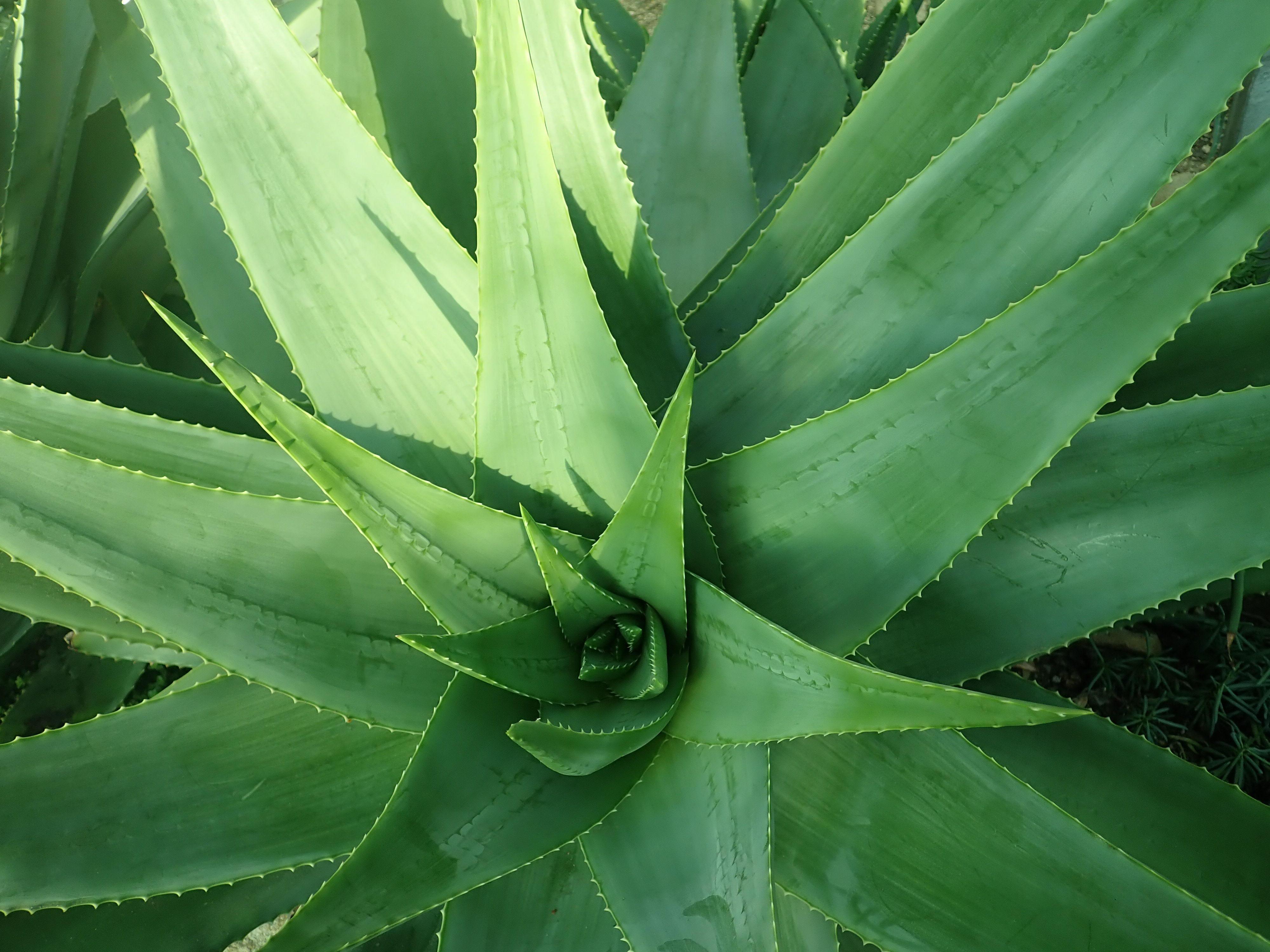
Aloe harlana (en).
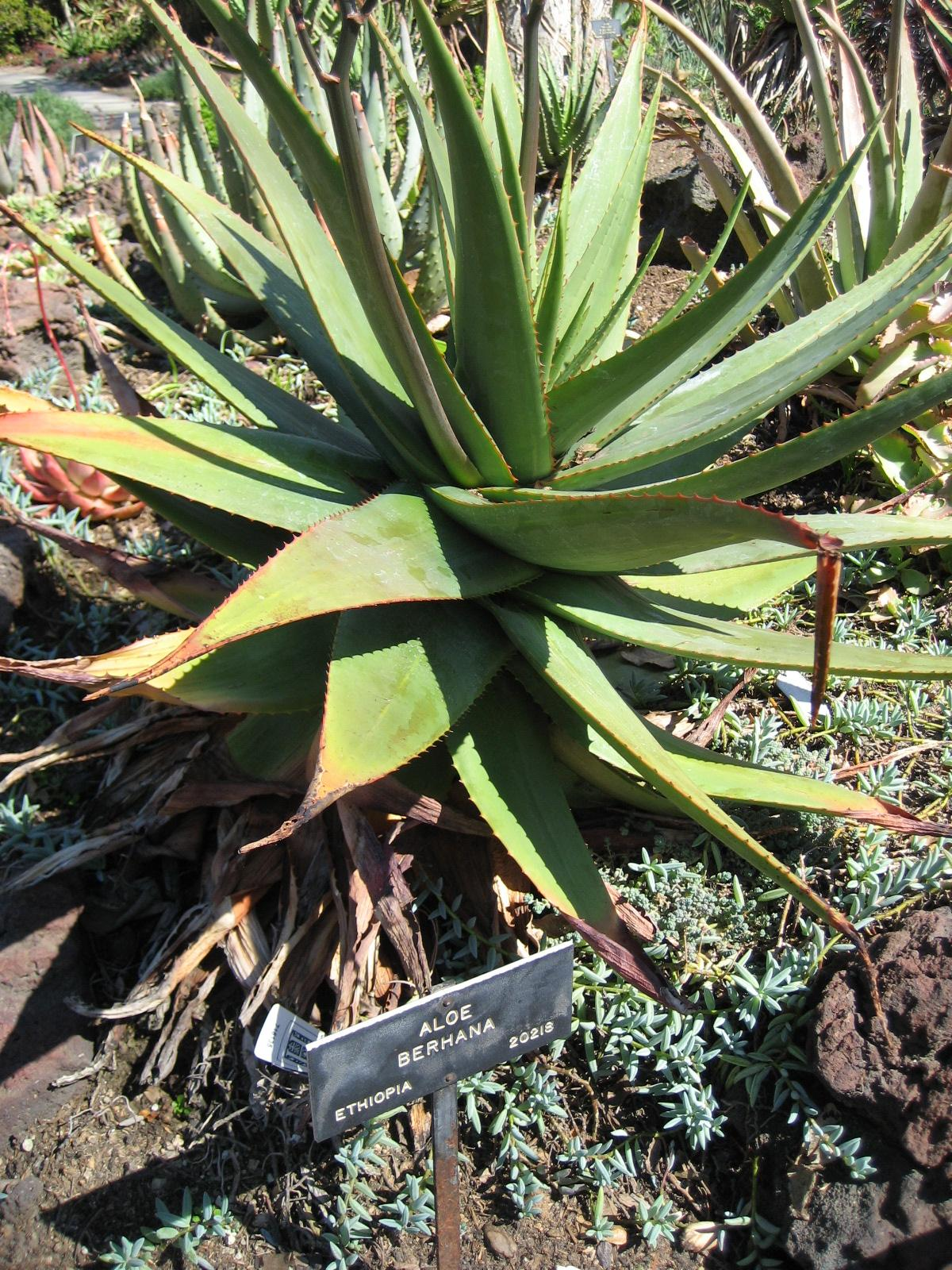
Aloe percrassa (de).
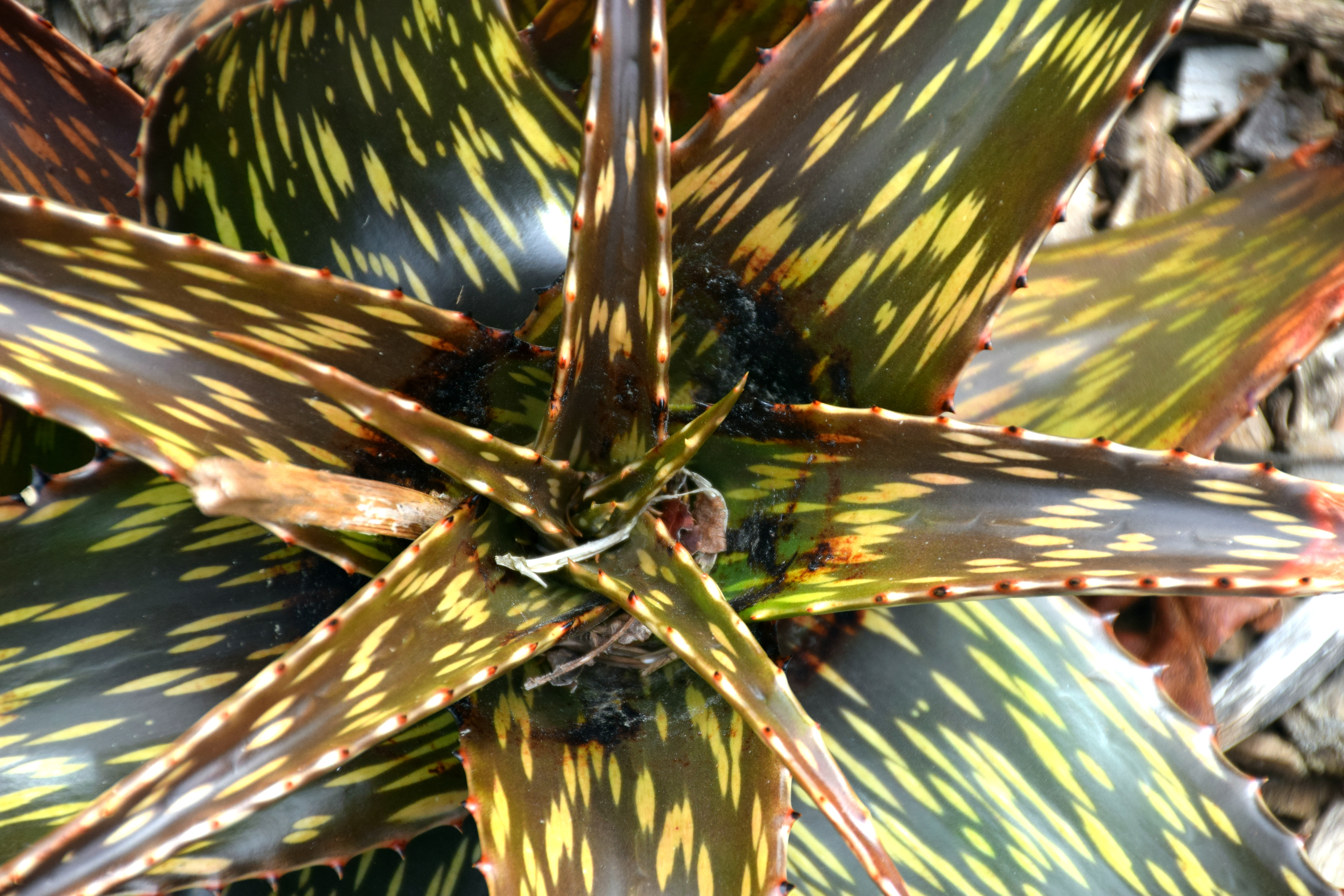
Aloe debrana (de).
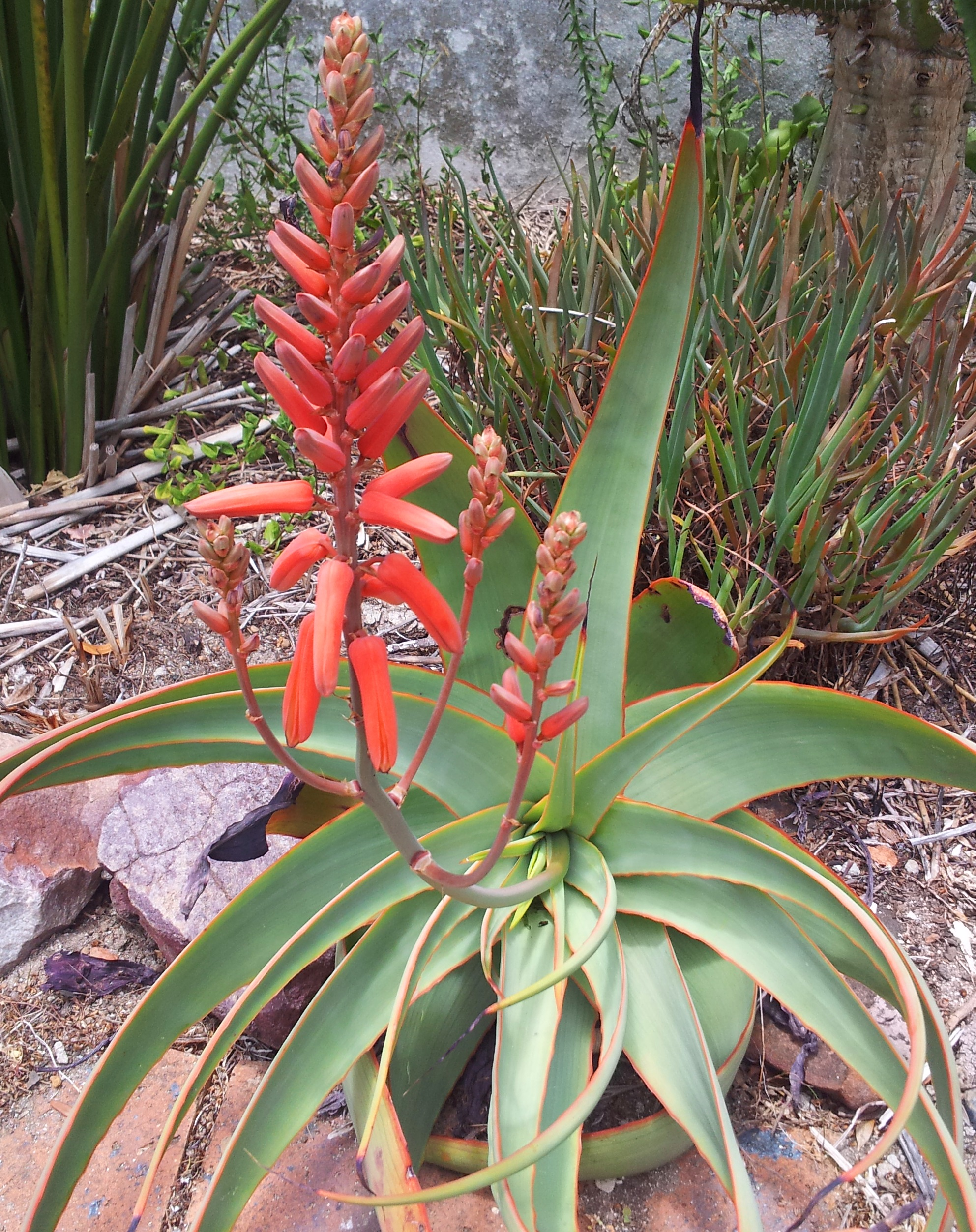
Aloe pirottae (de).
- Aloe pulcherrima (de).

- Succulentes endémiques : Euphorbia[30]
- Euphorbia makallensis (sv).
- Euphorbia gymnocalycioides (es).
- Euphorbia piscidermis (de).
- Euphorbia awashensis (es).
- Euphorbia sebsebei (sv).
- Euphorbia ellenbeckii (de).

#### Centres d'endémisme
1. Monts Simien
2. Shewa oriental
3. Monts Balé
4. Hautes terres de l'Hararghe
5. Bule Hora-Yabello-Mega
6. Plaines orientales du Balé
7. Basses terres de Djidjiga
8. Plaines de Liben
9. Basses terres de Borena
10. Désert de l'Ogaden

Districts floristiques et principaux centres d'endémisme.

L'Éthiopie abrite plusieurs centres d'endémisme, des zones spécifiques présentant un nombre considérable d'espèces végétales endémiques : cinq dans les régions d’altitude et cinq à basse altitude. Les monts Simien, site du patrimoine mondial et parc national, constituent le centre le plus important pour les plantes montagnardes et afroalpines. Plus de 1 700 espèces y ont été recensées (30 % de la flore vasculaire totale), dont 245 endémiques (41 % du total), certaines étant absentes ailleurs, comme Festuca gilbertiana (sv), Rosularia simens ou Dianthus longiglumis (sv). Le massif du Balé, un autre parc national déjà largement connu pour ses mammifères endémiques, ainsi que le plateau de Sanetti et la forêt d'Harenna, abritent la plus grande diversité végétale : plus de 3 500 espèces (61 %), dont 259 endémiques (44 %). Le centre est particulièrement remarquable pour ses espèces uniques de lobélies (par exemple, Lobelia rhynchopetalum) et de séneçons. Nettement moins étudiée, la partie orientale de la région floristique du Haut-Shewa constitue un troisième centre majeur d'endémisme en altitude. La zone autour de la ville de Debre Berhan comprend en effet plusieurs forêts, dont celle de Wof Washa, et les escarpements à l'est et au sud-est de la région sont couverts par une végétation unique récemment mise en évidence : la formation buissonnante semi-sempervirente de transition. Ce centre comprend plus 2 700 espèces de plantes (47 %), dont 230 endémiques (39 %) telles Inula confertiflora, Senecio myriocephalus et Solanecio gigas.
Deux autres centres d'altitude sont situés dans la partie sud des hauts plateaux. Le premier est confiné à une longue bande allant des zones plates près de Bule Hora (anciennement Hagere Mariam) jusqu'aux pentes douces semi-arides au sud, en direction de la ville de Mega. Sur un dénivelé de 2 000 à 1 500 m d'altitude, la région abrite 18 taxons uniques distribués le long des collines, des prairies et des forêts claires à Acacia et Commiphora. La seule zone protégée est le Sanctuaire de Yabello (en), conçu pour conserver deux oiseaux endémiques menacés : le Corbin de Stresemann et l'Hirondelle à queue blanche. Le second centre est constitué par les hautes terres de l'Hararghe, entre les villes de Dire Dawa, Harar et Djidjiga, à une altitude comprise entre 1 500 et 2 800 m. Le paysage est formé par une combinaison de forêt sèche sempervirente de montagne (Juniperus et Olea), de forêts claires et de prairies, et présente plusieurs petits sommets tels que le mont Hakim et le mont Gara-Mulata. La zone est considérée comme un centre majeur d'Aloès endémiques, la combinaison de l'altitude élevée et de la faible pluviométrie ayant agi comme un moteur de spéciation.
Les basses terres et les plaines du sud et du sud-est de l'Éthiopie comprennent elles aussi plusieurs centres d'endémisme. Les plaines orientales du Balé, surtout autour des grottes de Sof Omar, sont ainsi particulièrement riches en géophytes lilioïdes. Dans l'Hararghe, la zone relativement plate entre Djidjiga et Degehabur, qui comprend notamment le Sanctuaire des éléphants de Babille, abrite 11 espèces de plantes endémiques à la distribution extrêmement réduite. Les plaines de Liben, entre les rivières Ganale et Dawa, forment un point chaud local de 22 espèces végétales endémiques, et compte aussi les seules populations d'Alouette du Degodi et d'Alouette d'Archer. Les basses terres de Borena sont comparativement moins riches, mais elles s'étendent jusqu'au nord du comté de Marsabit au Kenya et constituent ainsi un centre d'endémisme transfrontalier remarquable. Enfin, le désert de l'Ogaden qui s'étend aussi sur la majeure partie de la Somalie et une bande au nord du Kenya est traditionnellement considéré comme un centre d'endémisme végétal et animal d'importance régionale.

### Ethnobotanique

Plantes endémiques ou presque endémiques à haute valeur culturelle
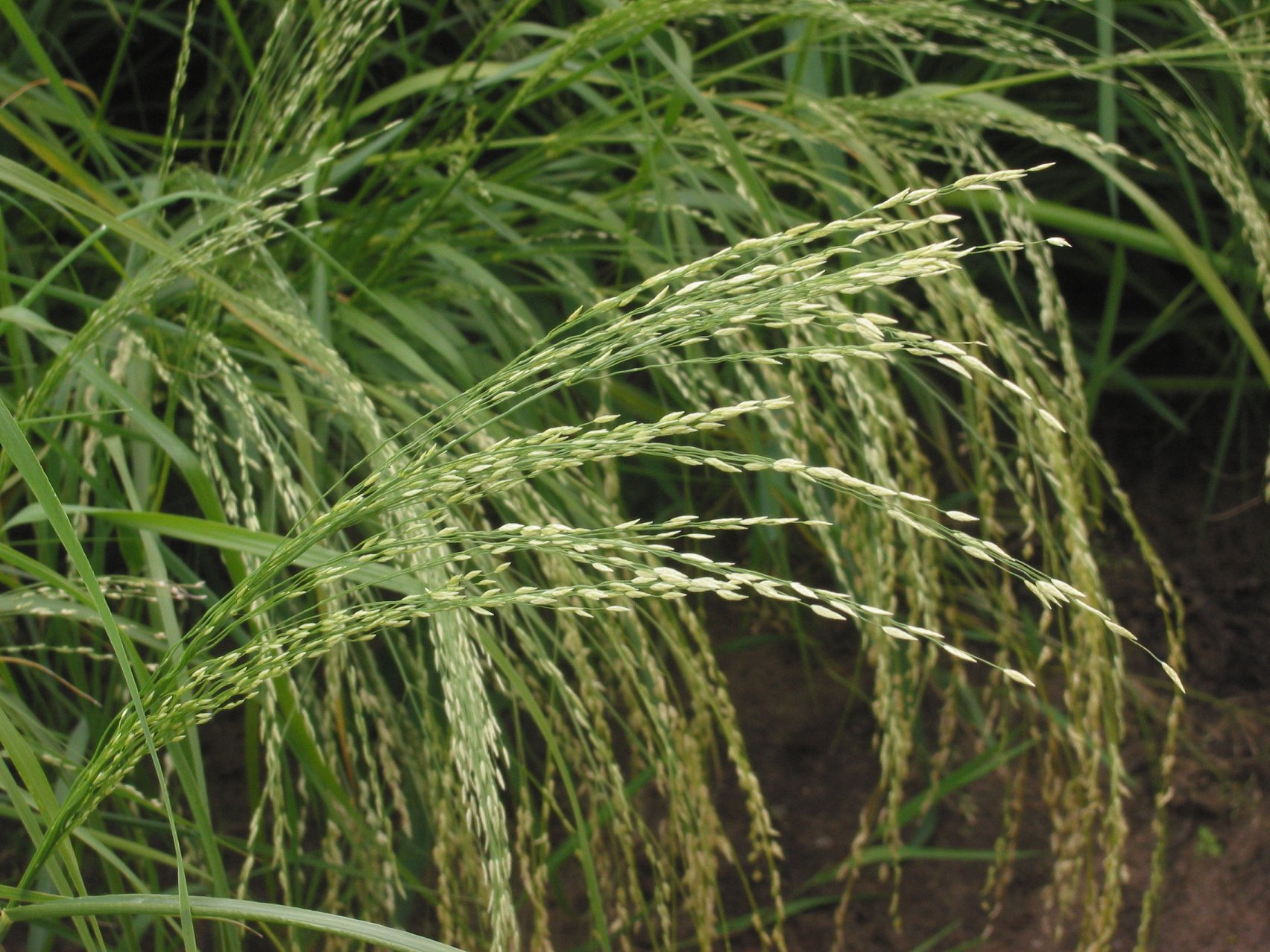
Teff (Eragrostis tef).
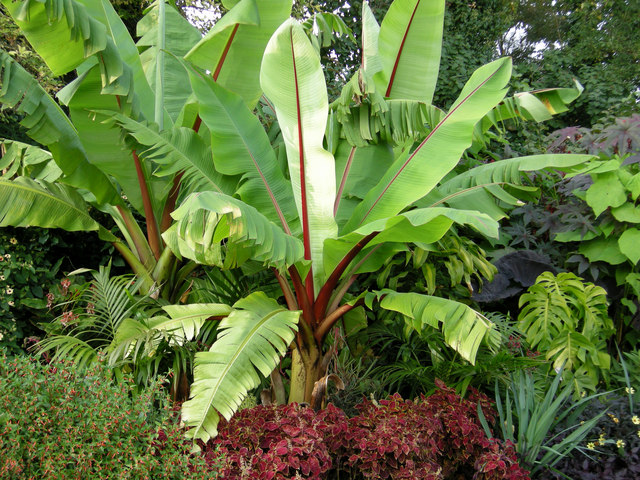
Ensät (Ensete ventricosum).
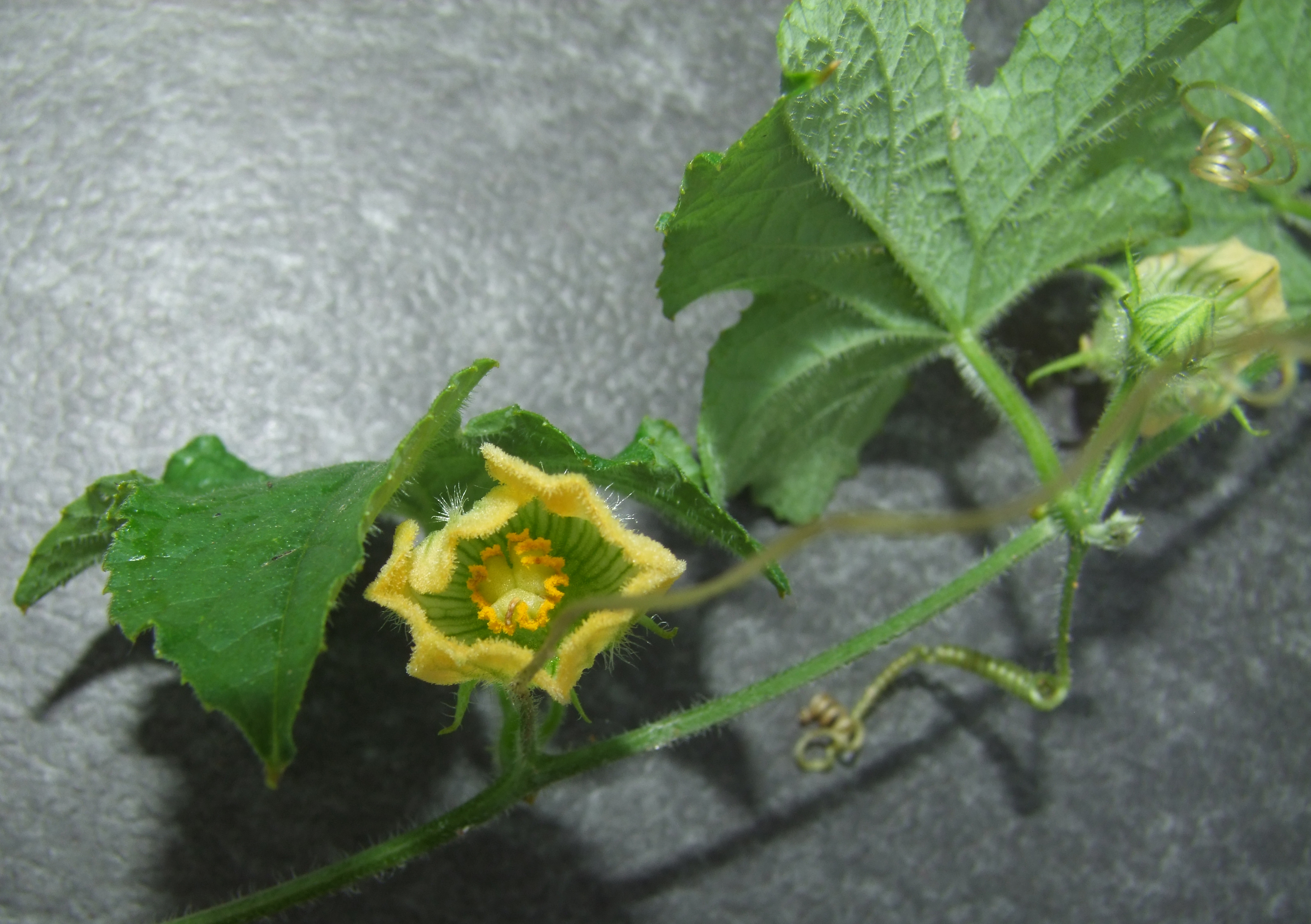
Anchote (Coccinia abyssinica (en)).
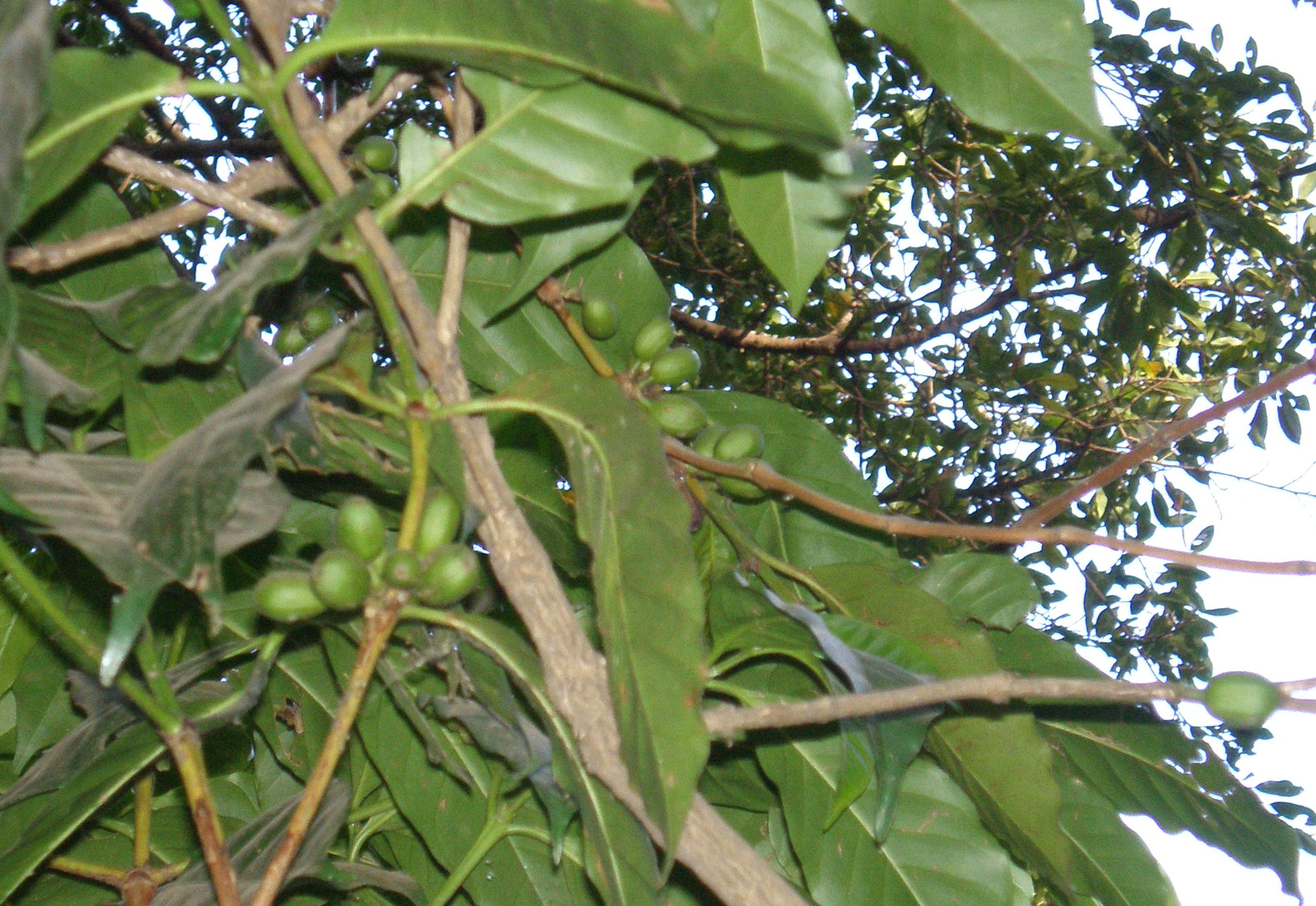
Café (Coffea arabica).
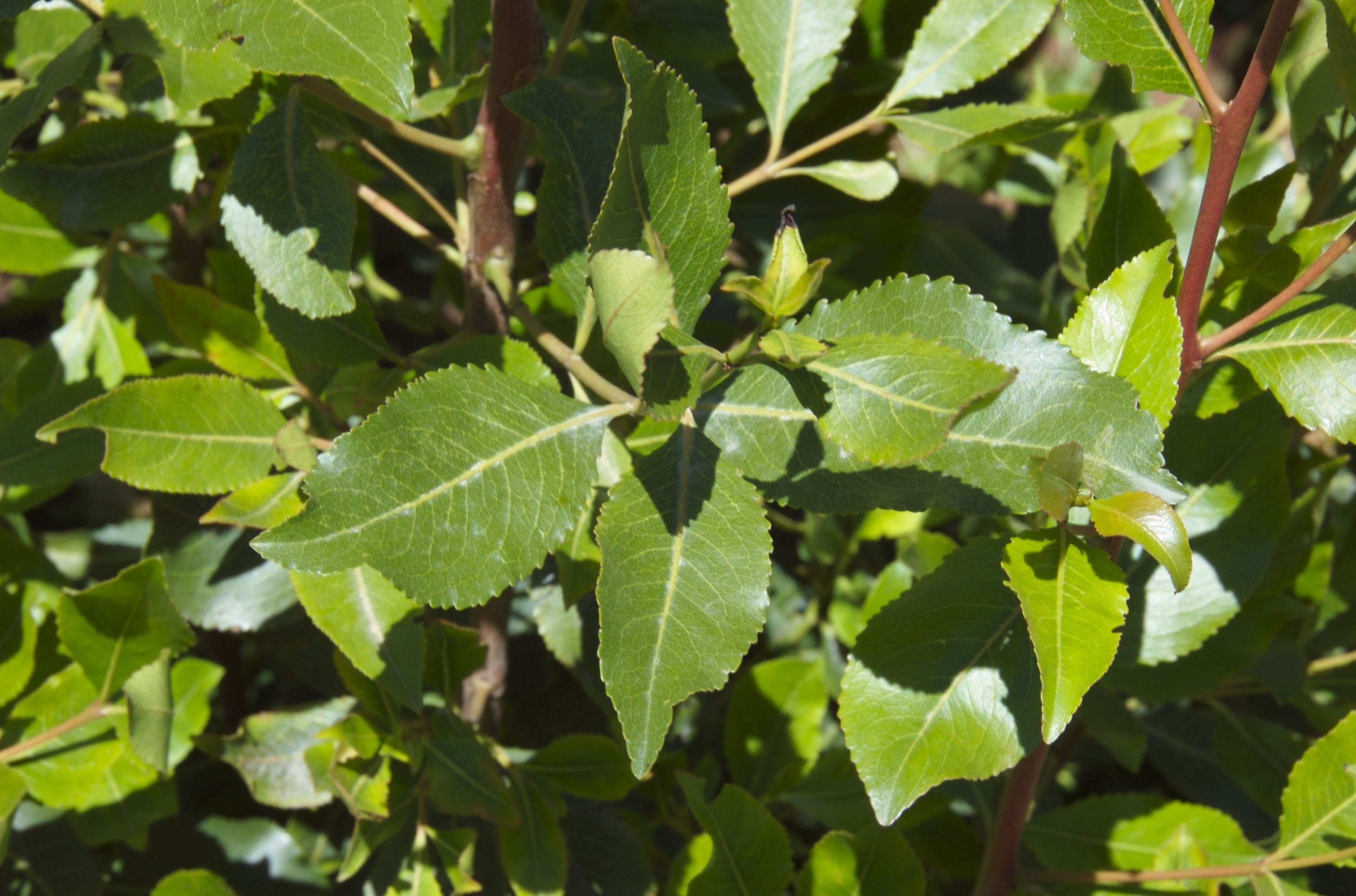
Khat (Catha edulis).

## Faune

### Mammifères
| Type                     | Catégorie                   | Proportion |
| ------------------------ | --------------------------- | ---------- |
| Savane (47 %)            | Savane panafricaine         | 23 %       |
| Savane (47 %)            | Savane d'Afrique de l'Est   | 14 %       |
| Savane (47 %)            | Savane d'Afrique de l'Ouest | 10 %       |
| Désert (16 %)            | Zone aride somalienne       | 11 %       |
| Désert (16 %)            | Désert d'Afrique du Nord    | 2 %        |
| Désert (16 %)            | Zone saharo-sindienne       | 3 %        |
| Forêt et montagne (10 %) | Forêt d'Afrique centrale    | 6 %        |
| Forêt et montagne (10 %) | Forêt d'Afrique de l'Est    | 1 %        |
| Forêt et montagne (10 %) | Montagne d'Afrique de l'Est | 3 %        |
| Autre (27 %)             | Espèces endémiques          | 10 %       |
| Autre (27 %)             | Espèces paléarctiques       | 2 %        |
| Autre (27 %)             | Espèces introduites         | 1 %        |
| Autre (27 %)             | Espèces non classées        | 13 %       |

La mammalofaune de l'Éthiopie est composée de plus de 300 espèces représentant 14 ordres et 43 familles. Près de la moitié sont des animaux de la savane, dont la plupart sont largement répandus en Afrique subsaharienne :
Girafe, Phacochère commun, Rhinocéros noir, Oryctérope, Serval, Hyène tachetée, Mangouste rayée, Lycaon,
Daman du Cap, etc. Certaines espèces ont plutôt un centre de distribution en Afrique orientale, dont la limite septentrionale est située pour beaucoup en Éthiopie : Gazelle de Grant, Vervet, Pangolin de Temminck, etc. Un élément ouest-africain, plus petit, est constitué de mammifères dont les aires de répartition s'étendent à travers la ceinture de savane sub-saharienne pour finir en Éthiopie, souvent dans les contreforts occidentaux des hauts plateaux : Bubale, Renard pâle, Patas, etc..
Les espèces déserticoles représentent environ un sixième du total. La plupart sont concentrées dans les formations broussailleuses arides de la Somalie et de l'est de l'Éthiopie, bien que certaines s'étendent vers le nord en Érythrée et au Soudan, en contournant les hauts plateaux, ou vers le sud au Kenya et même en Tanzanie : Macroscélide roux, Lièvre d'Abyssinie, Rat-taupe nu, Petit Koudou, Zèbre de Grévy, Babouin hamadryas, etc. D'autres mammifères xérophiles ont manifestement pénétré dans les plaines érythréennes et éthiopiennes à partir des déserts d'Afrique du Nord (Âne sauvage d'Afrique, Petite Gerboise d'Égypte) ou de la région saharo-sindienne (Trident du désert, Renard famélique, Hyène rayée).
Malgré la présence d'une vaste forêt tropicale et montagnarde dans le sud-ouest du pays, l'Éthiopie ne partage qu'une faible proportion de ses espèces avec des habitats similaires en Afrique orientale (comme le Potamochère du Cap) et centrale (comme le Cercopithèque de Brazza). Près d'une centaine d'espèces sylvicoles pourtant présentes au Soudan du Sud, dans le nord-est du Congo, en Ouganda et dans le nord du Kenya, sont inconnues en Éthiopie. Si la ceinture de savane qui s'étend du Soudan du Sud au nord du Kenya aurait pu constituer une barrière, elle ne fait que 500 km et les forêts des monts Imatong au Soudan du Sud fournissent un « tremplin » théorique à une migration plus importante vers le nord. Ce phénomène, qui ne concerne pas que l'Éthiopie, s'expliquerait par les périodes de sécheresse du Pléistocène, et notamment l'aridité extrême subie durant la dernière glaciation : les forêts d'Afrique de l'Est s'étant alors contractées, la région située à la frontière entre l'Ouganda et le Congo a formé un refuge important pour les mammifères sylvicoles qui explique le centre de diversité taxinomique exceptionnel observable aujourd'hui. Les forêts du Kenya et de la Tanzanie, qui constituent un corridor entre ce centre et les habitats sylvicoles éthiopiens, n'existent sous leur forme actuelle que depuis 8 000 ans, ce qui est certainement trop peu pour permettre un degré significatif de spéciation.

Mammifères éthiopiens de provenances diverses
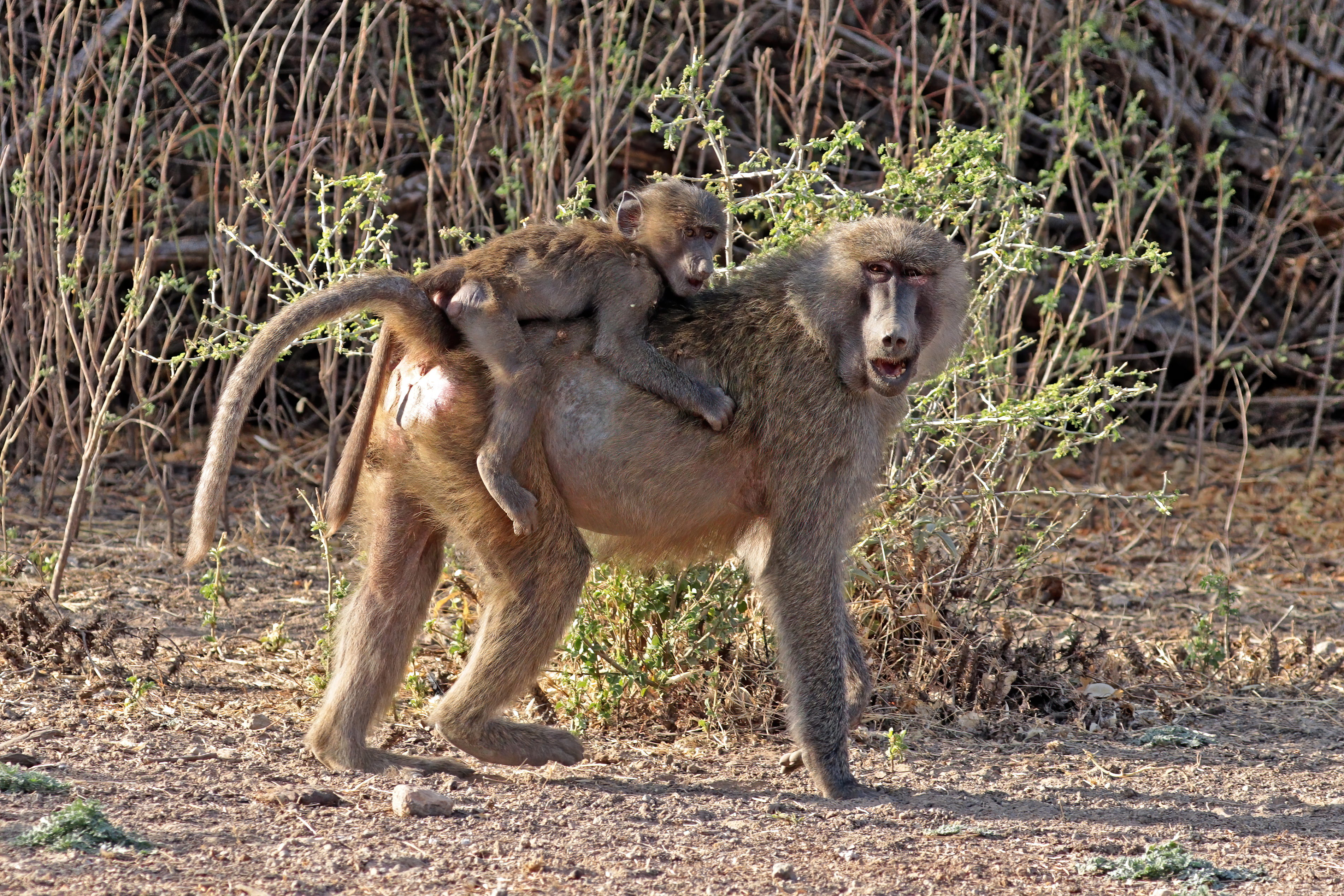
Babouin hamadryas (Papio hamadryas), Zone aride somalienne.
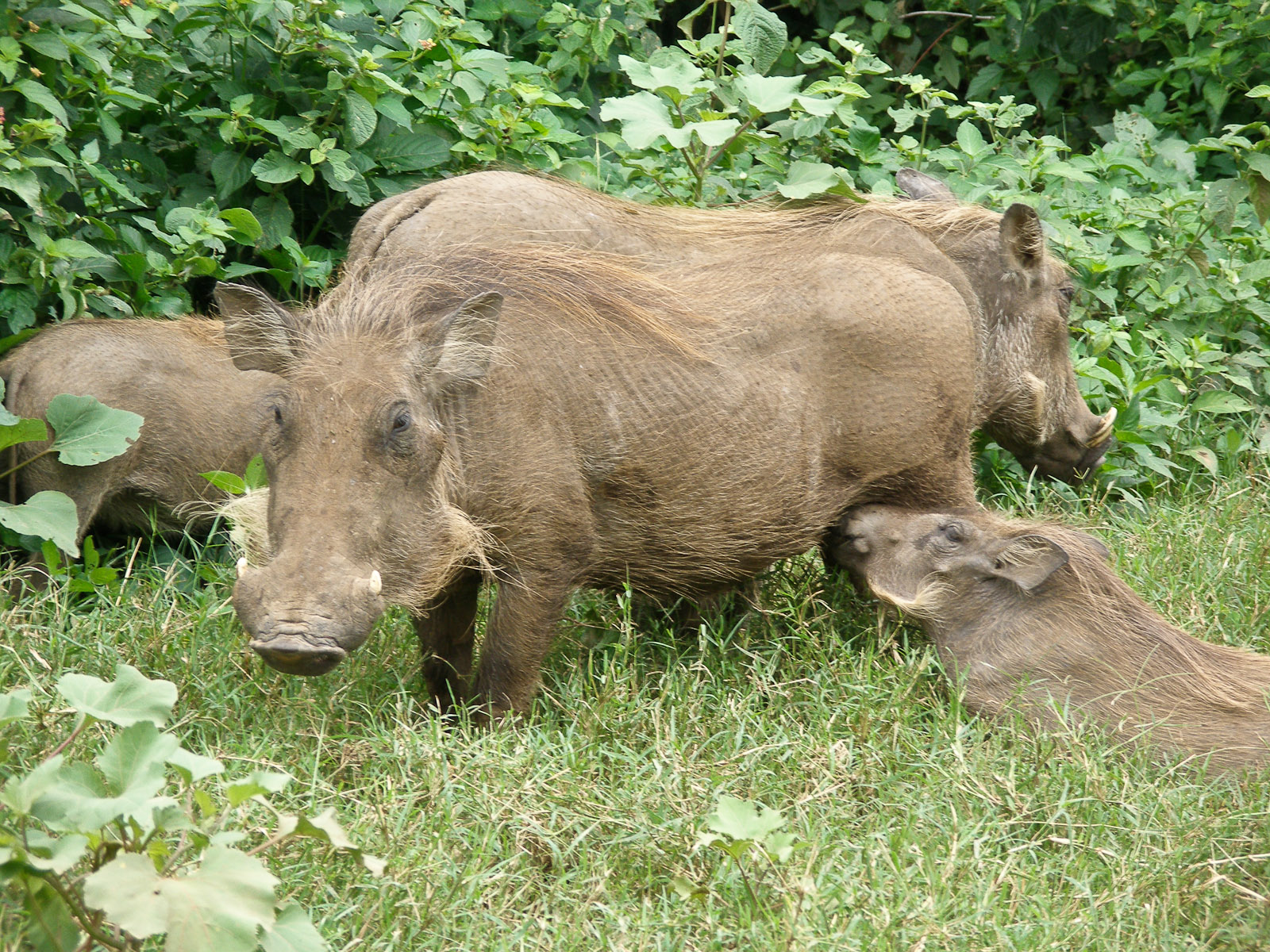
Phacochère commun (Phacochoerus africanus), Savane panafricaine.
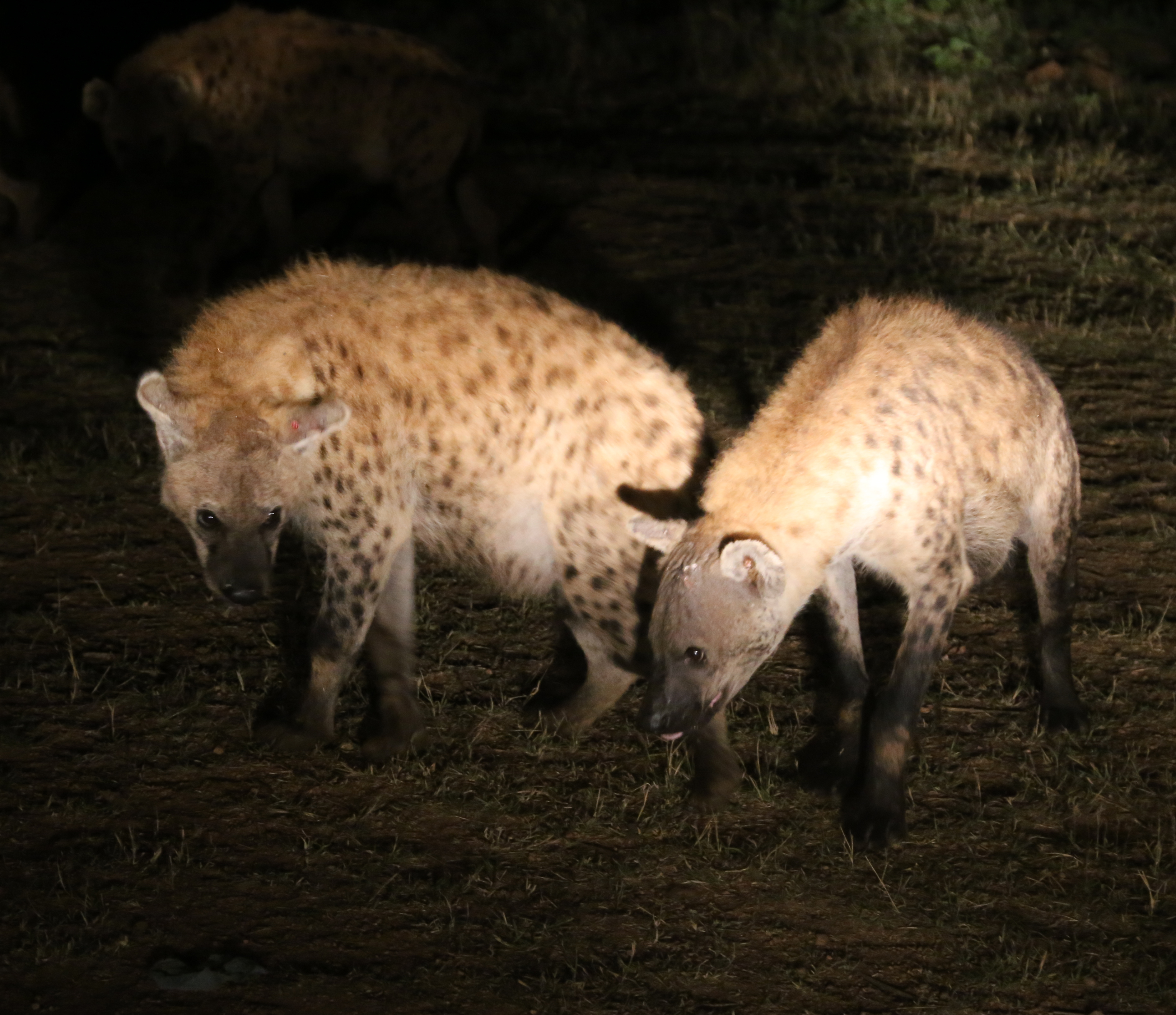
Hyène tachetée (Crocuta crocuta), Savane panafricaine.
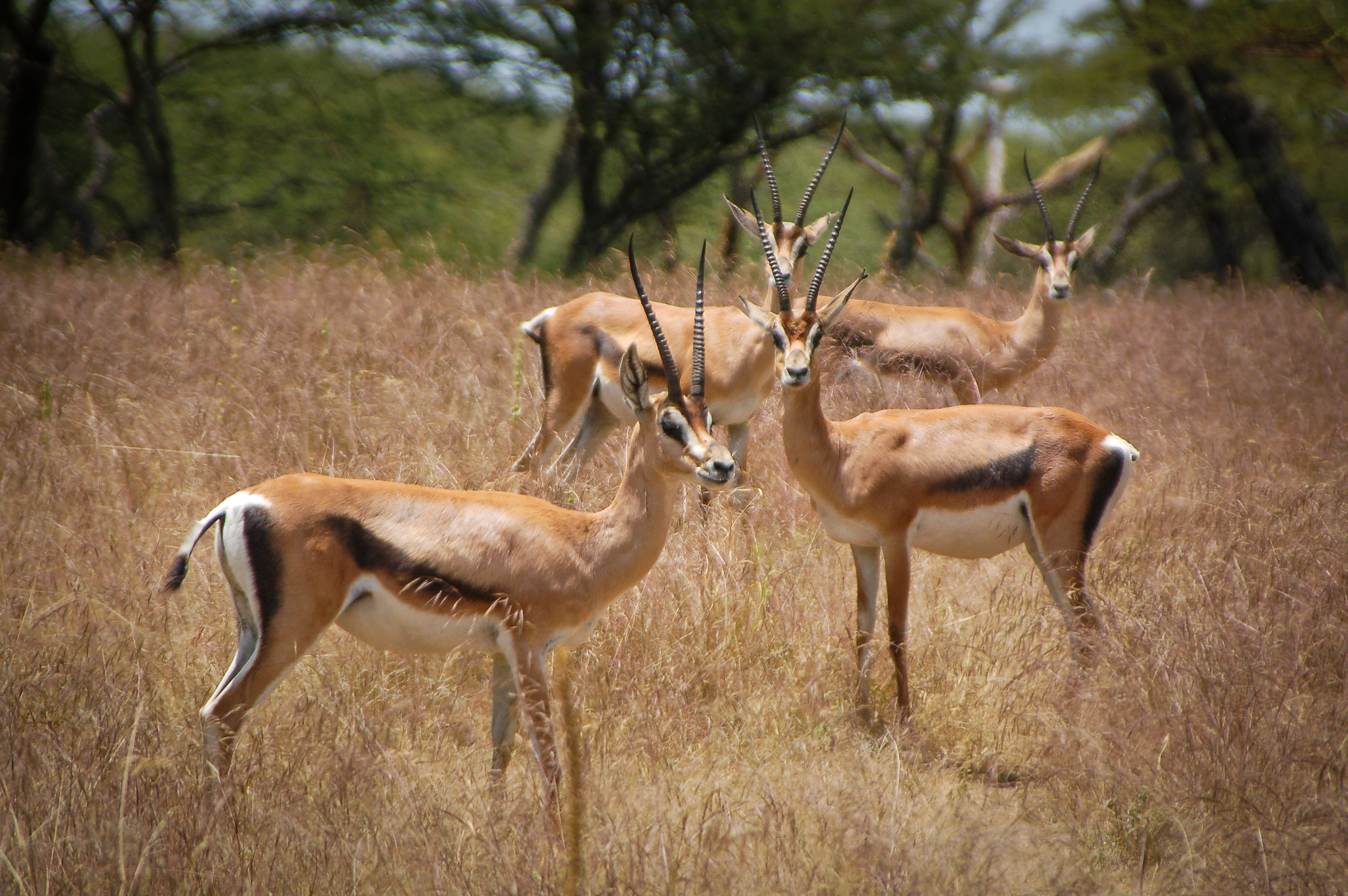
Gazelle de Grant (Nanger granti), Savane d'Afrique de l'Est.
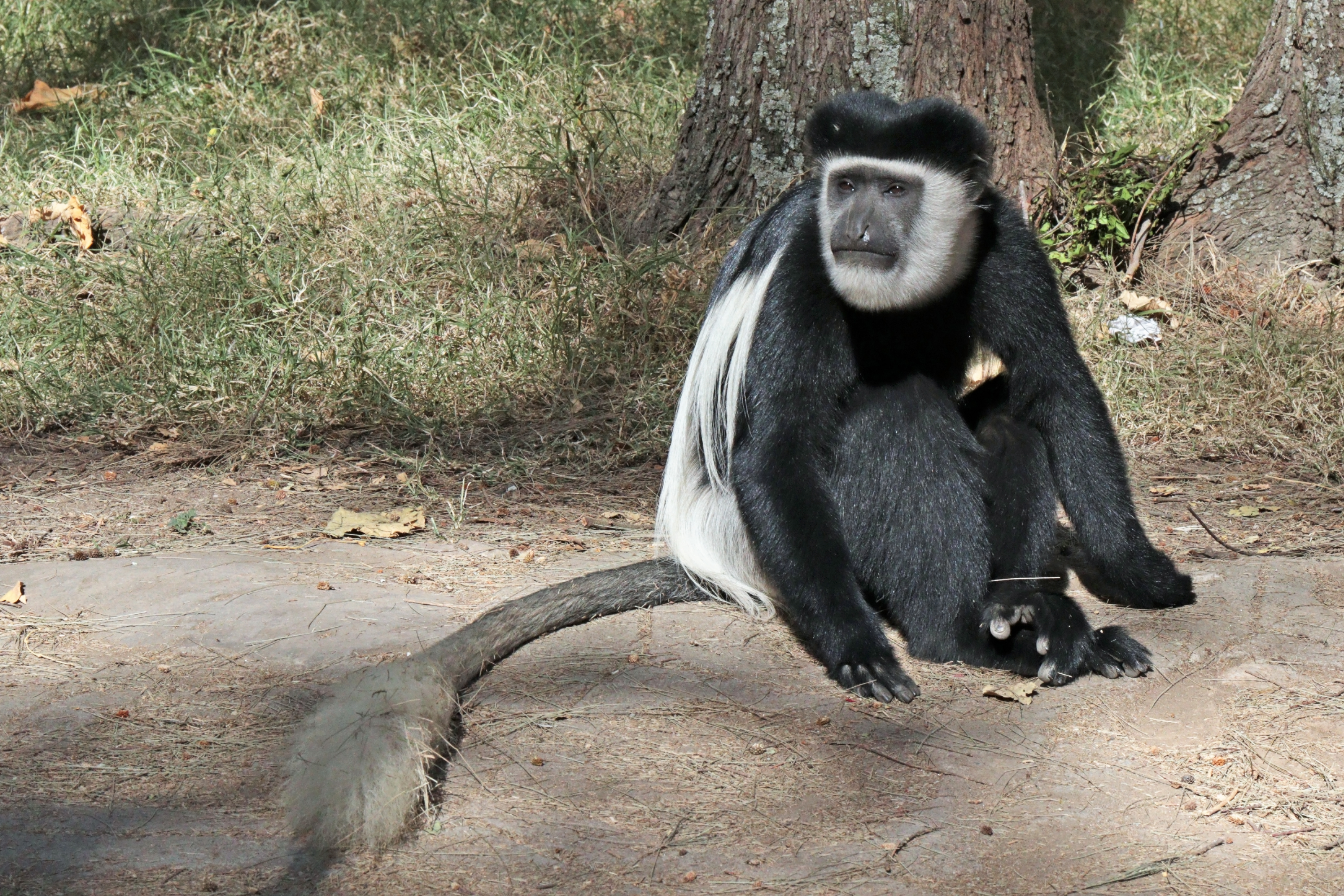
Colobe guéréza (Colobus guereza), Forêt d'Afrique centrale.

Les espèces paléarctiques sont peu représentées, mais elles étaient probablement plus nombreuses dans un passé récent. Il existe certaines preuves discutables de la présence historique de l'Ours brun et du Daim. Le Loup gris, dont l'aire de répartition s'étend jusqu' en Égypte et au Yémen, et le Renard roux et le Sanglier, encore présents au nord-est du Soudan, pourraient également avoir fait partie de la faune éthiopienne, bien que cette hypothèse n'ait jamais été démontrée.
Le taux d'endémisme des mammifères éthiopiens est plus élevé que dans tous les autres pays d'Afrique continentale : au moins 55 espèces, dont trente-six rongeurs, dix musaraignes, trois chauves-souris, deux primates, deux artiodactyles, un carnivore et un lièvre. La grande majorité de ces espèces sont confinées aux hauts plateaux et une partie d'entre elles ne sont présentes que sur l'un des deux massifs séparés par la vallée du Grand Rift. La diversité et le caractère unique de la faune éthiopienne pourraient être liés à des caractéristiques spécifiques des hauts plateaux, telles qu'une zonation altitudinale prononcée, une géomorphologie extrêmement diverse et des changements environnementaux radicaux survenus dans le passé. Les études phylogénétiques consacrées à certains groupes de rongeurs et de musaraignes endémiques suggèrent que l'histoire évolutive des petits mammifères éthiopiens a été caractérisée par une spéciation locale intensive et une accumulation de lignées évolutives survivantes. De tels processus pourraient expliquer ce niveau élevé d'endémisme.

Principaux mammifères endémiques (espèces amirales)
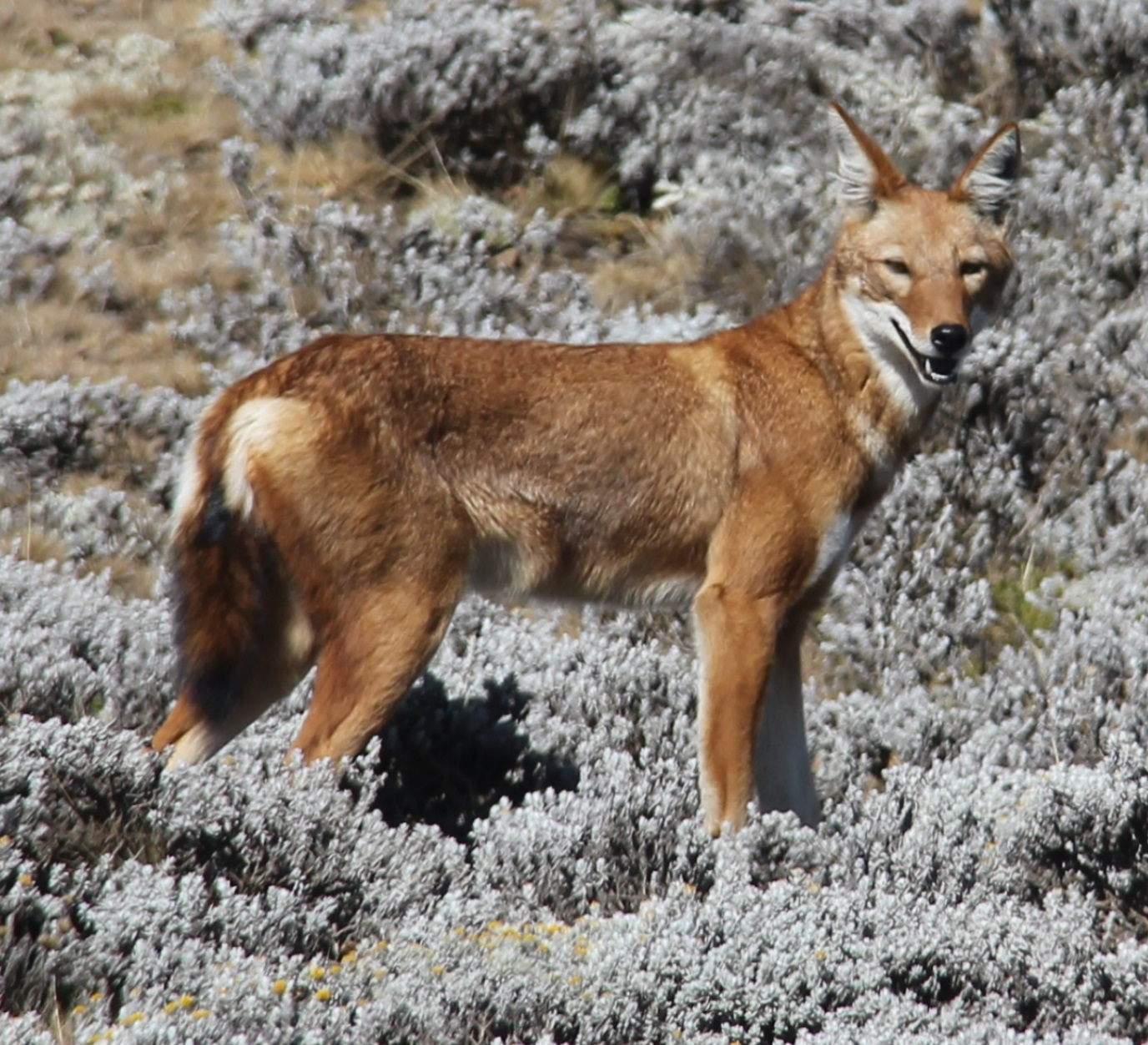
Loup d'Abyssinie (Canis simensis)
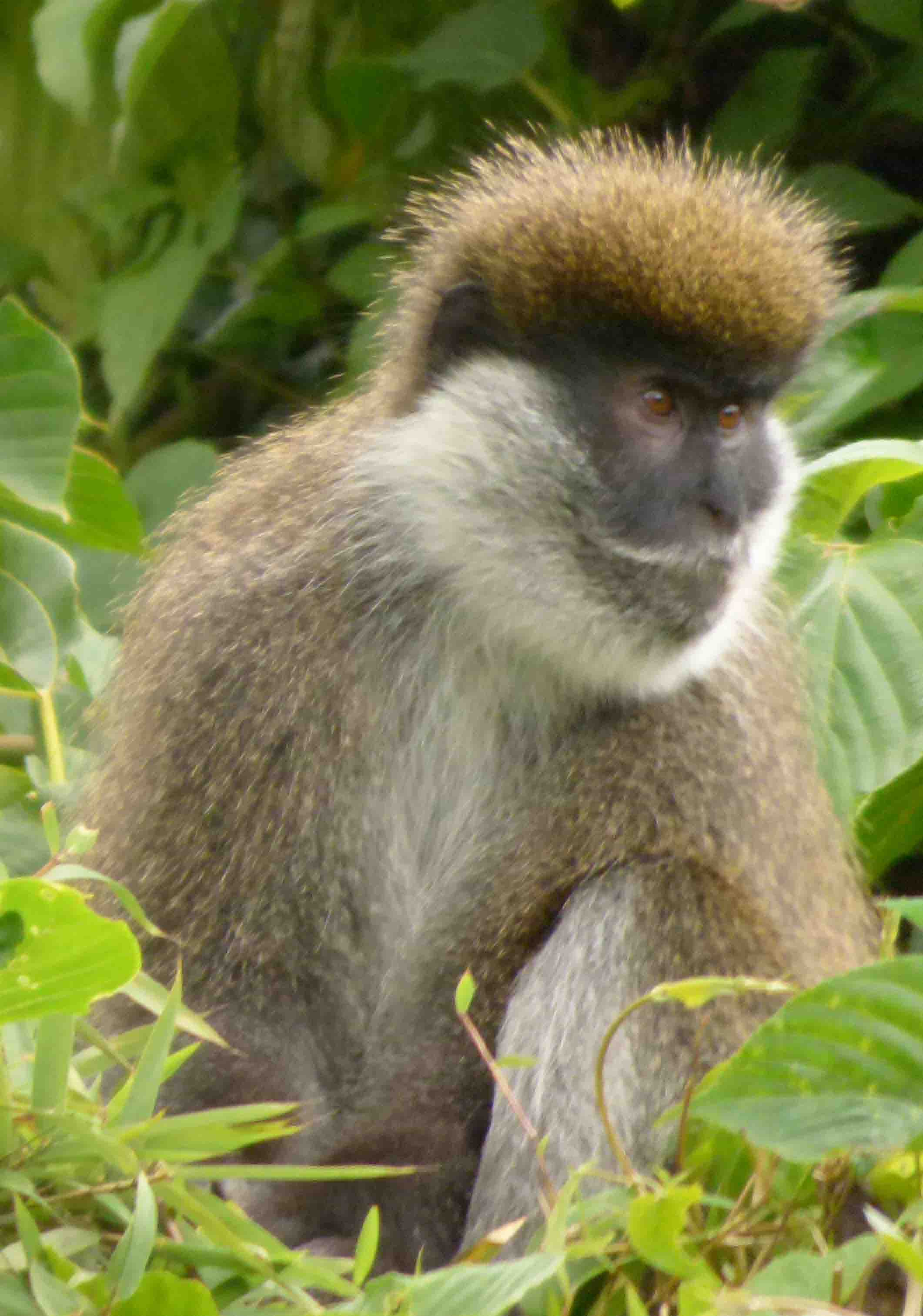
Cercopithèque du Balé (Chlorocebus djamdjamensis)
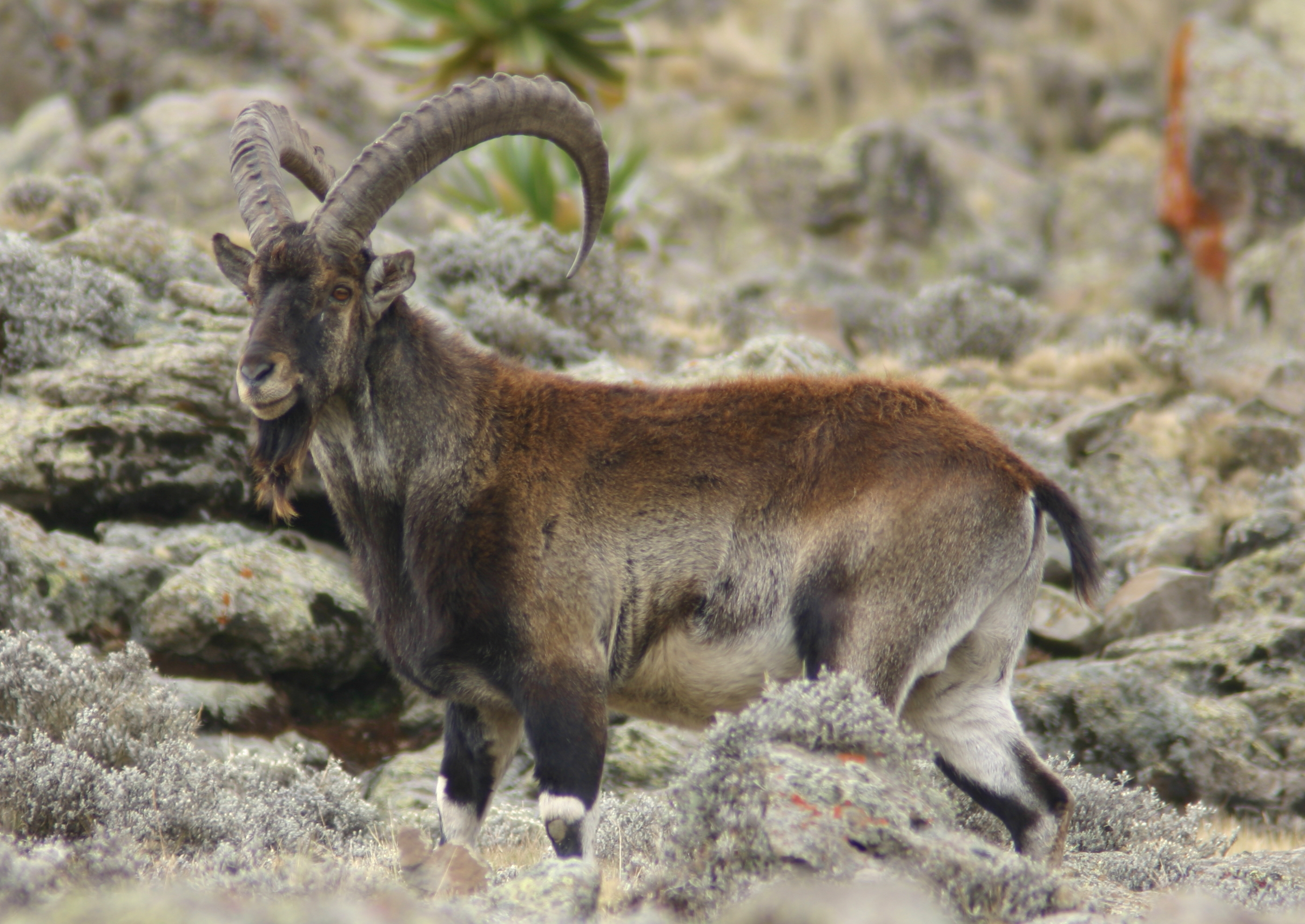
Bouquetin d'Éthiopie (Capra walie)
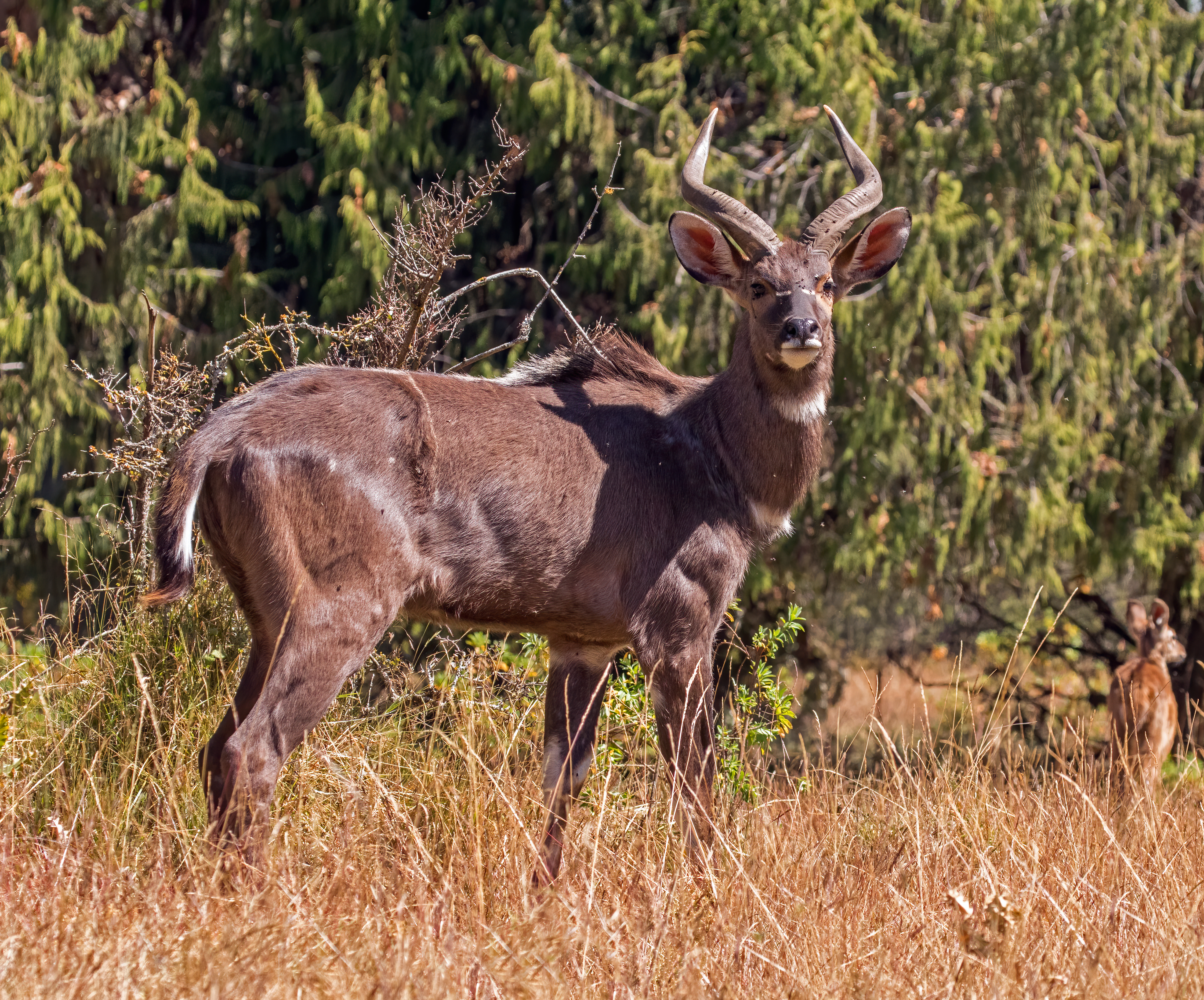
Nyala de montagne (Tragelaphus buxtoni)

### Oiseaux
L'avifaune de l'Éthiopie et de l'Érythrée compte près de 900 espèces, ce qui représente 39 % des oiseaux du continent africain. Parmi celles-ci, 490 sont connues pour nicher en Éthiopie, alors qu'au moins 200 sont des migrateurs paléarctiques et 89 des migrateurs afrotropicaux. Une petite vingtaine d'espèces est endémique du territoire national éthiopien et une quinzaine d'autres est partagée avec l'Érythrée voisine, mais absente ailleurs. Cinq biomes sont reconnus en matière ornithologique pour caractériser l'habitat des oiseaux éthiopiens, chacun possédant son propre assemblage d'espèces restreintes à cette communauté écologique : les montagnes afrotropicales (56 espèces) sur les hauts plateaux, la zone de la Somalie et du pays Masai (97 espèces) au sud et au sud-est, la savane soudano-guinéenne (19 espèces) dans les basses terres de l'ouest, la zone saharo-sindienne (9 espèces) et sahélienne (6 espèces) dans les plaines désertiques ou semi-désertiques du nord. La diversité des habitats éthiopiens attire également un grand nombre d'oiseaux migrateurs de l'hémisphère nord, notamment des fauvettes et des rapaces, lors de leur passage au printemps ou en automne, ou pour l'hivernage. Les lacs de la vallée du Rift et les principal fleuves, tels que l'Awash, l'Omo ou le Baro, abritent enfin d'importantes concentrations d'oiseaux aquatiques.

Quelques oiseaux d'Éthiopie
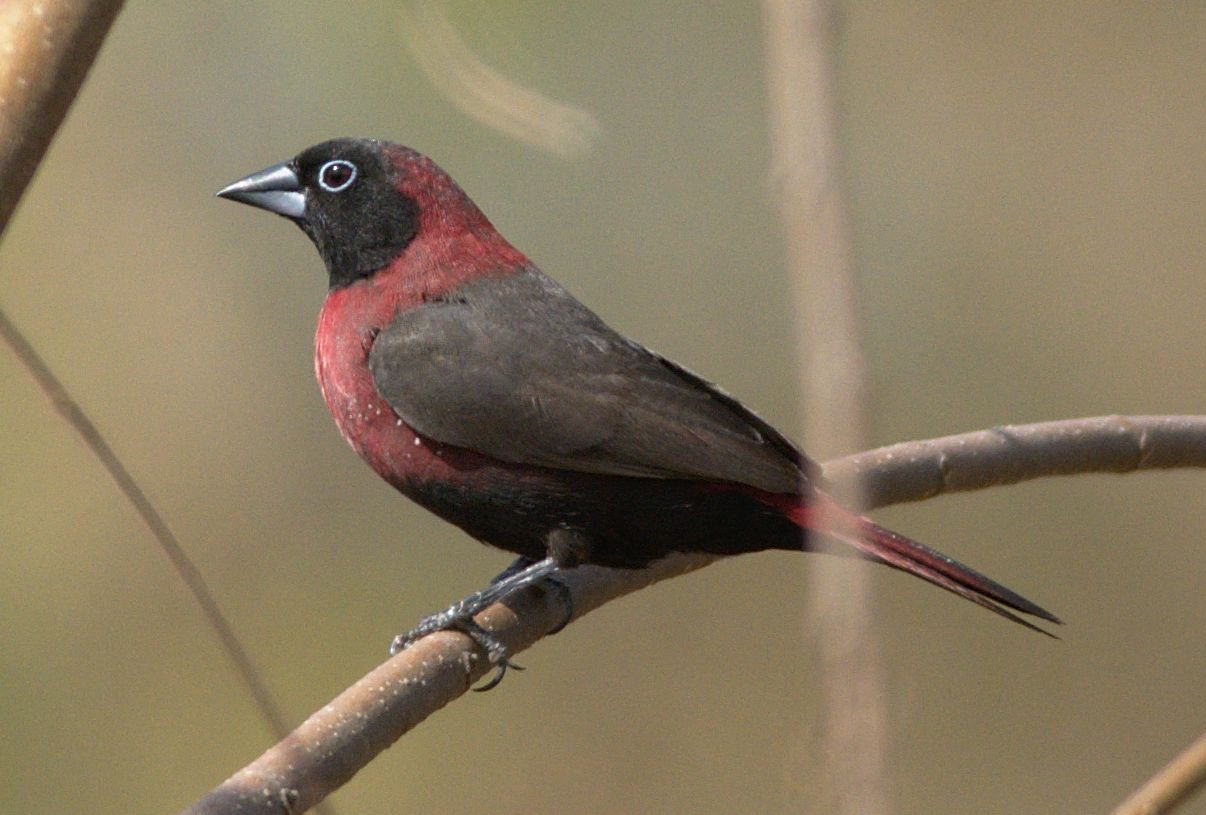
Amarante masqué (Lagonosticta larvata), Savane soudano-guinéenne.
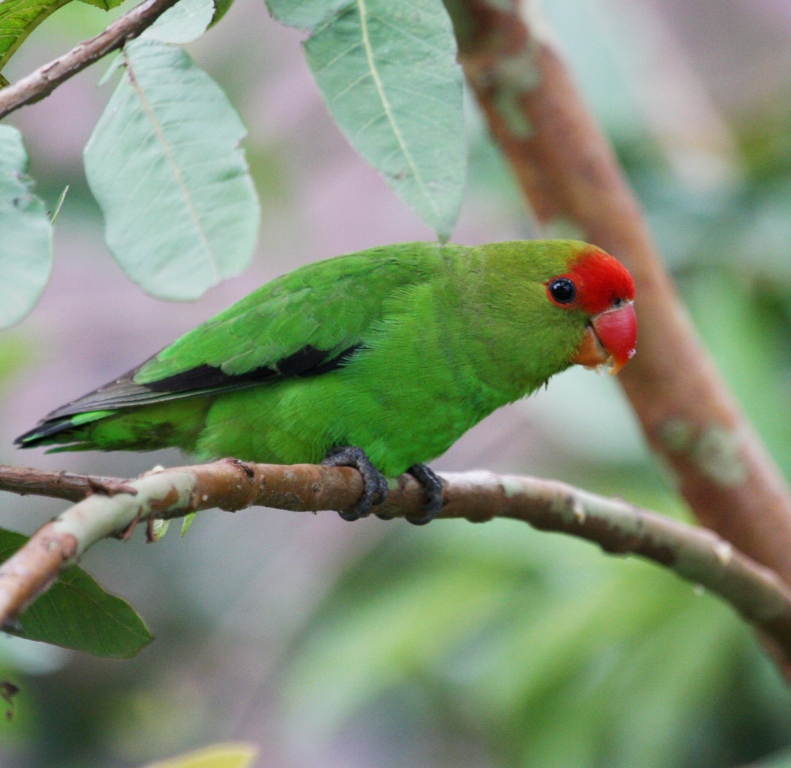
Inséparable d'Abyssinie (Agapornis taranta), Hauts plateaux.
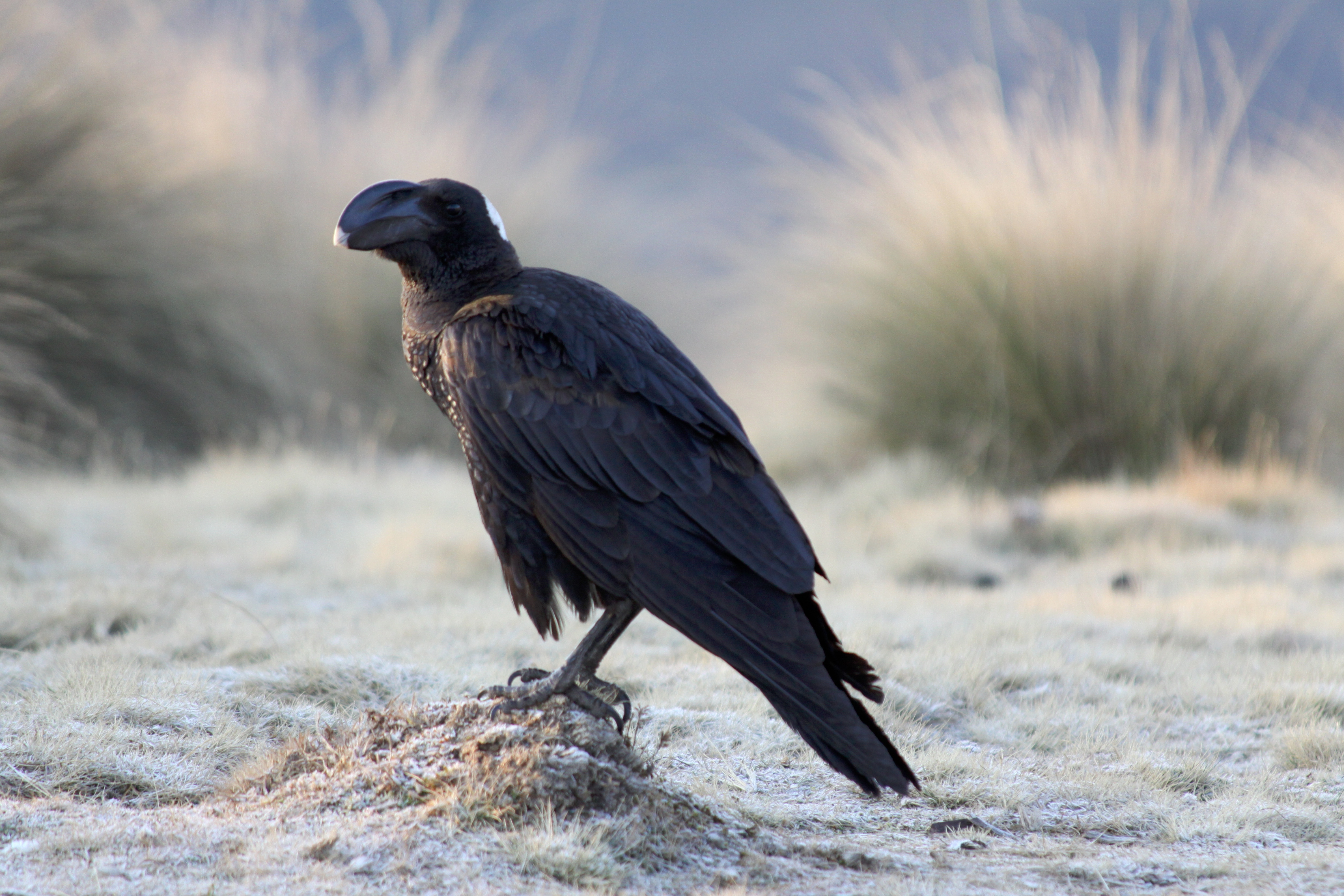
Corbeau corbivau (Corvus crassirostris), Hauts plateaux.
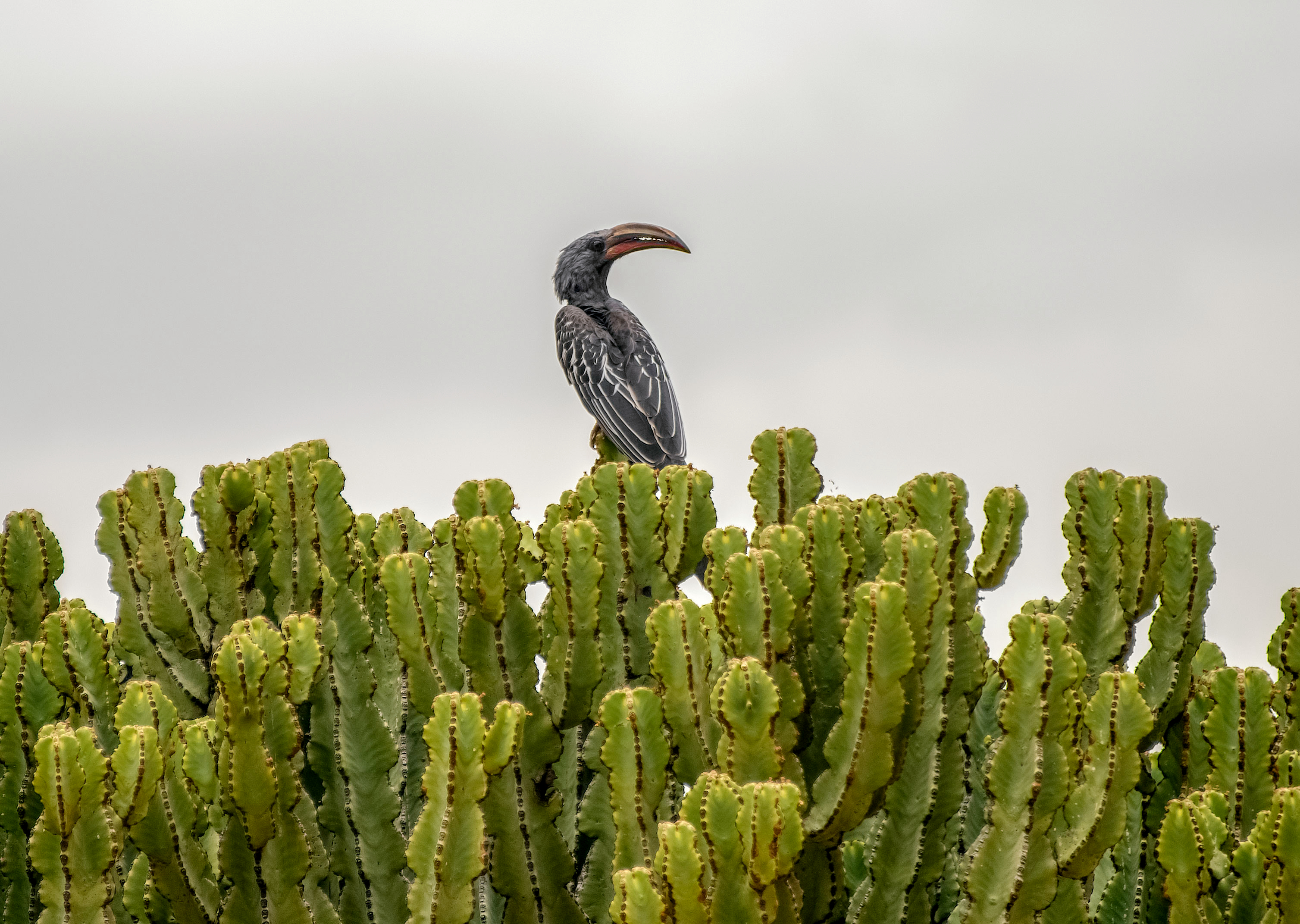
Calao de Hemprich (Lophoceros hemprichii), Somali-Masai.
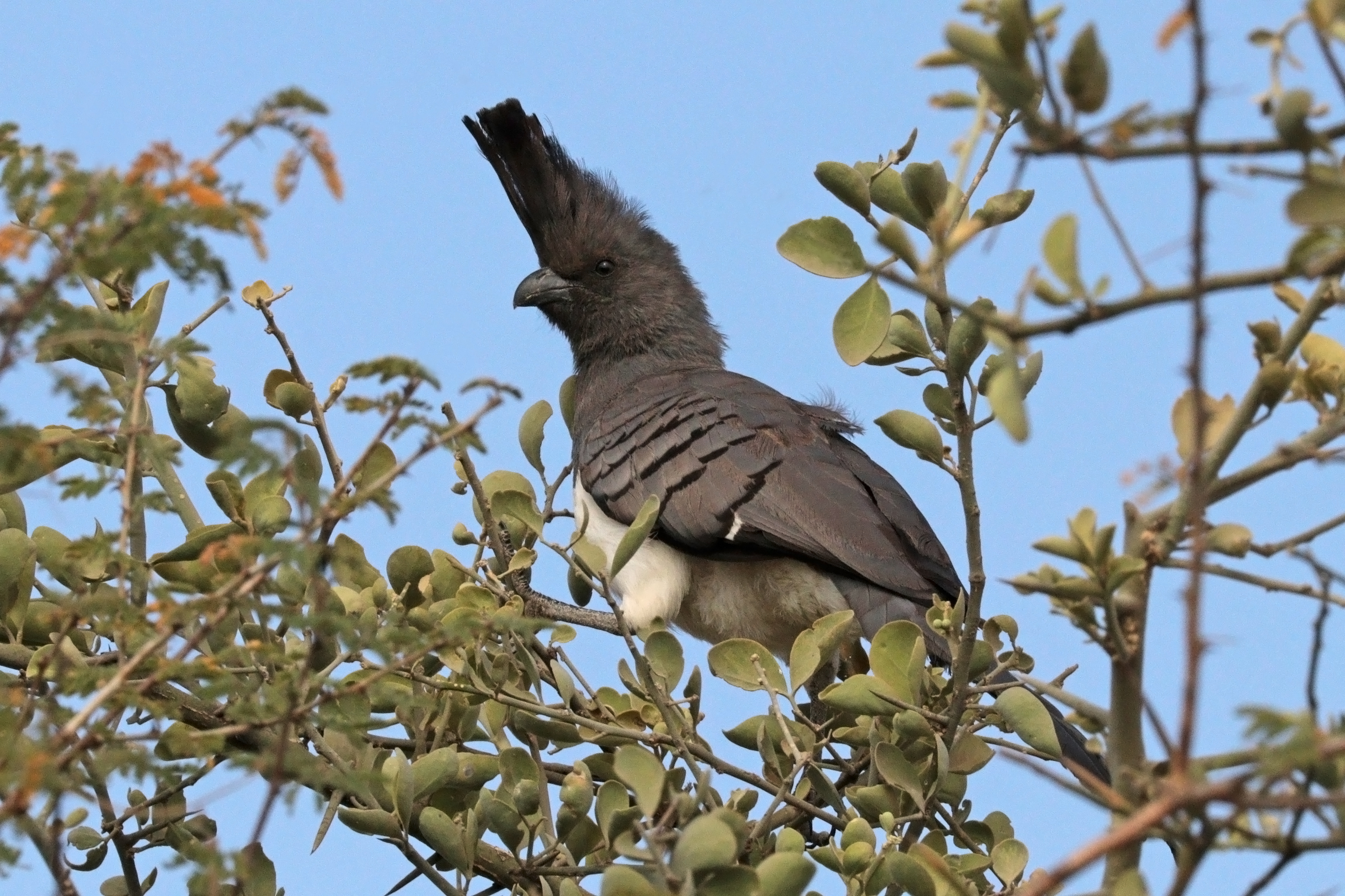
Touraco à ventre blanc (Corythaixoides leucogaster), Somali-Masai.
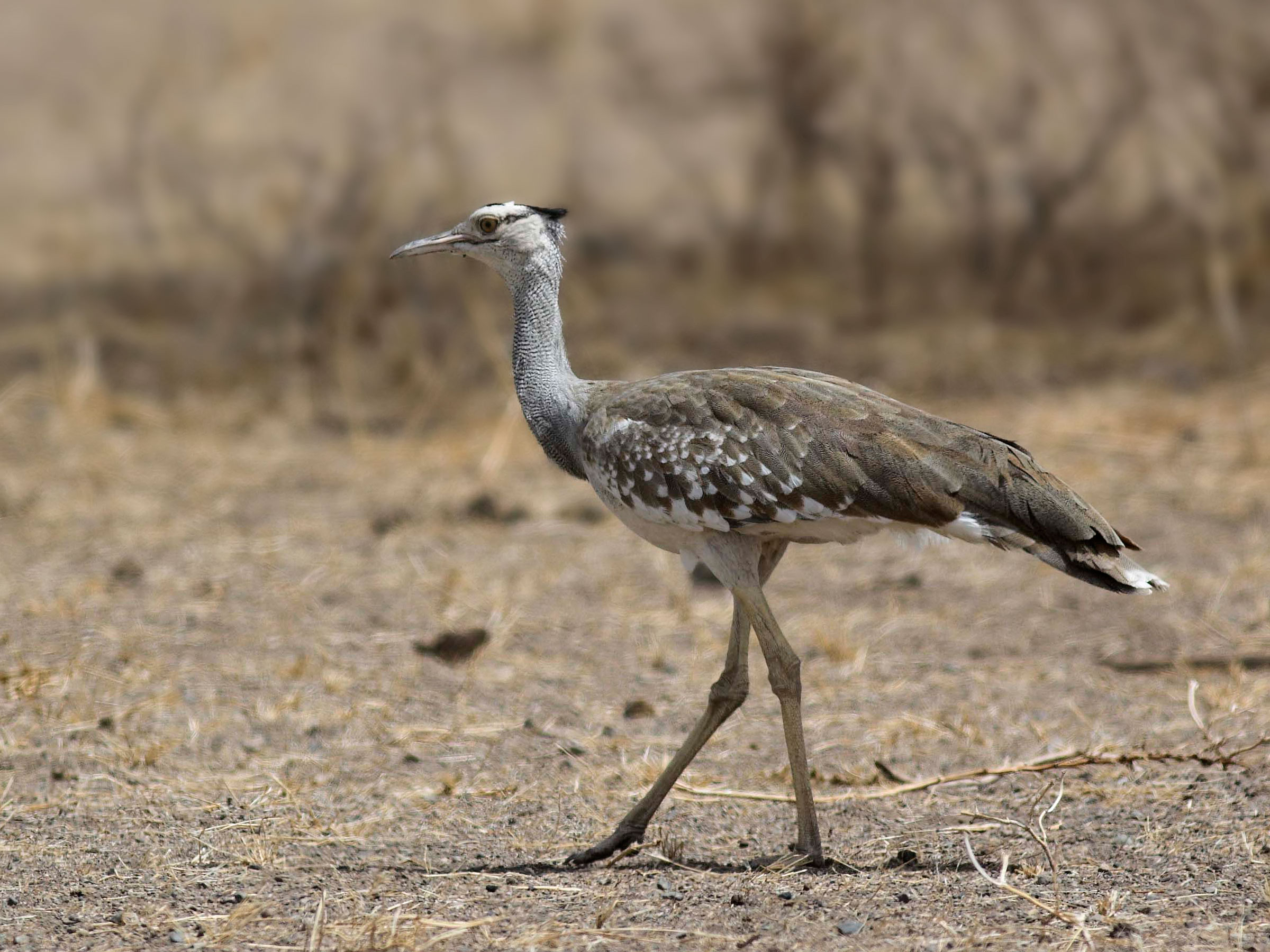
Outarde arabe (Ardeotis arabs), Sahel.
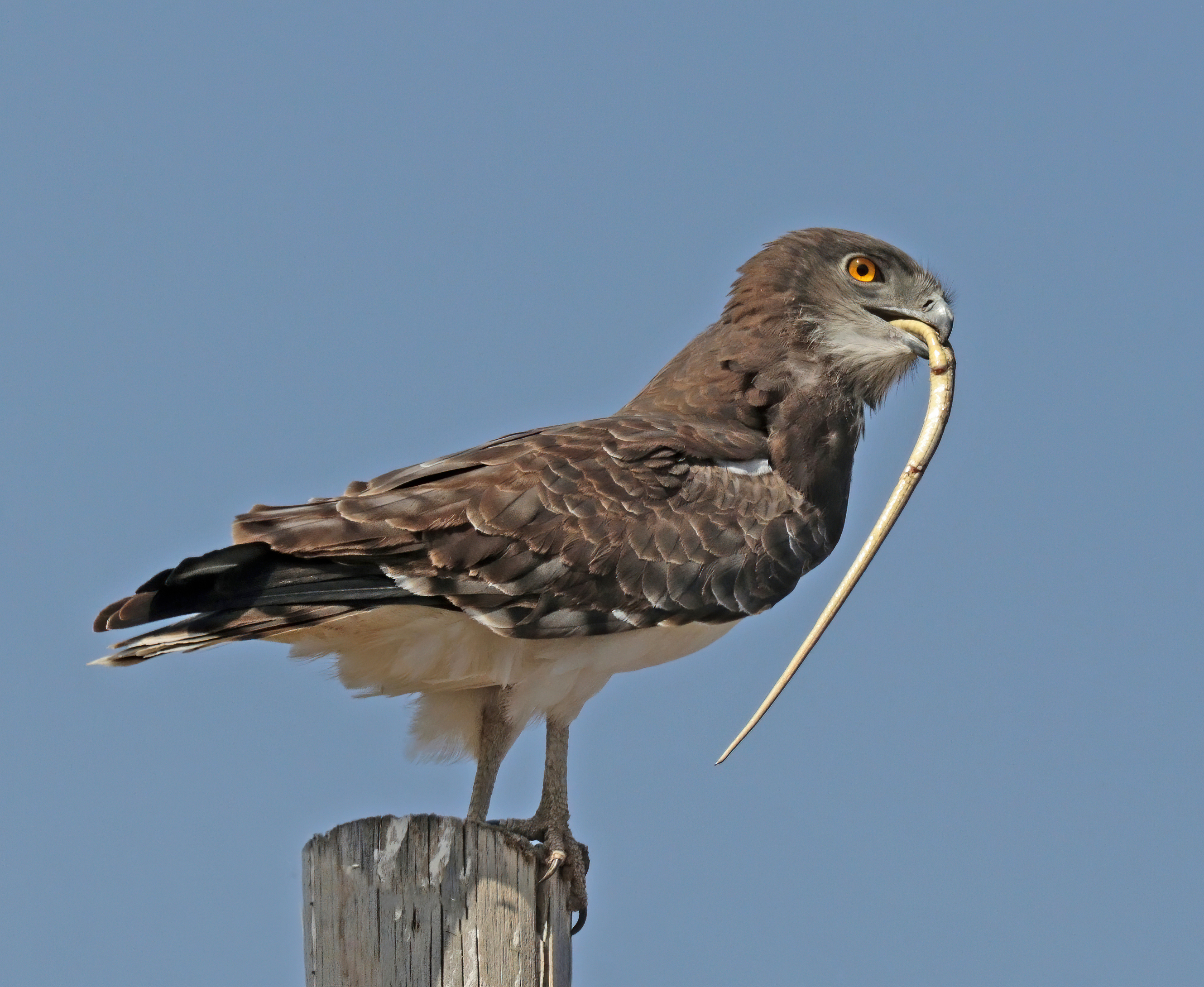
Circaète à poitrine noire (Circaetus pectoralis).
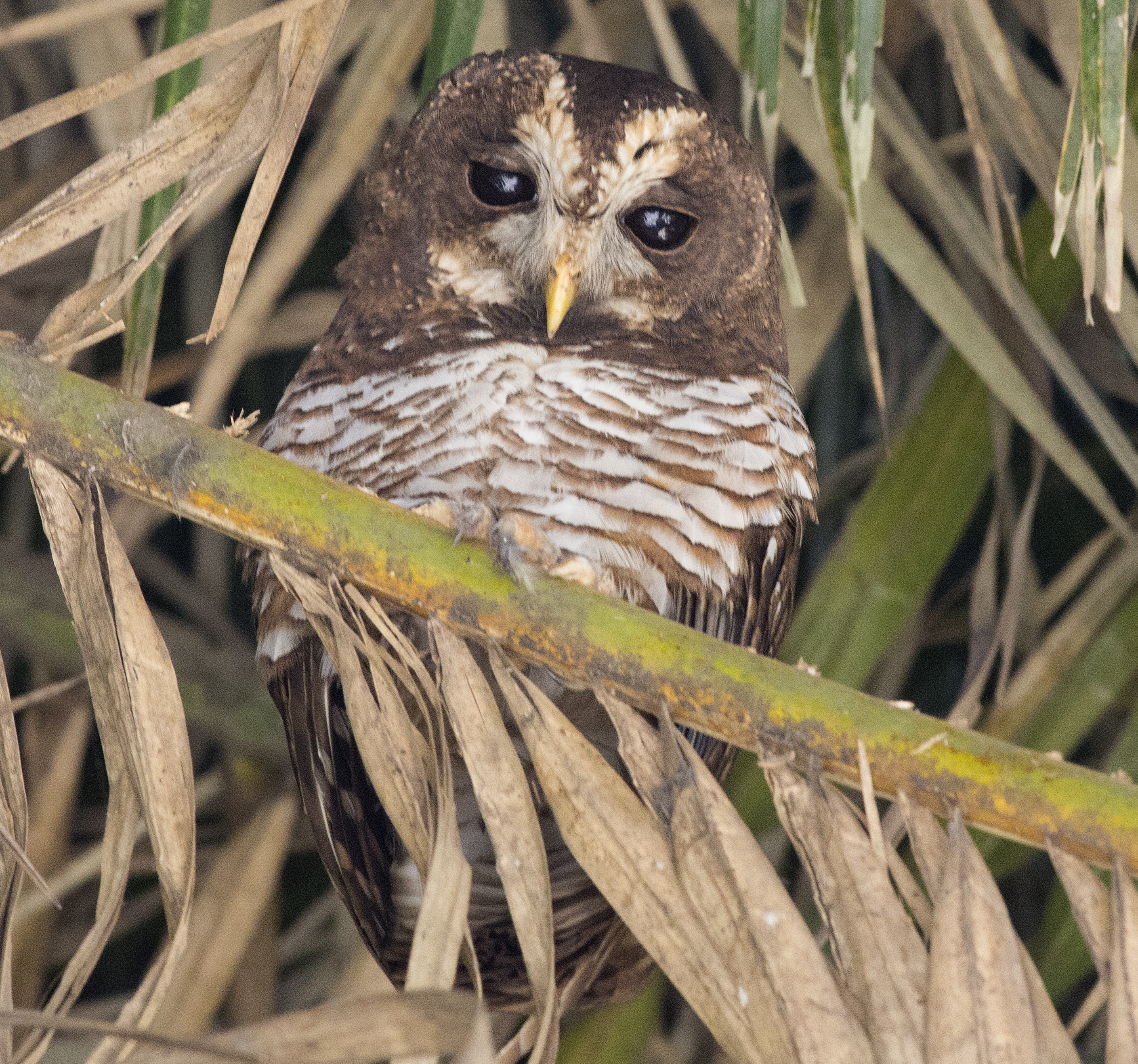
Chouette africaine (Strix woodfordii).
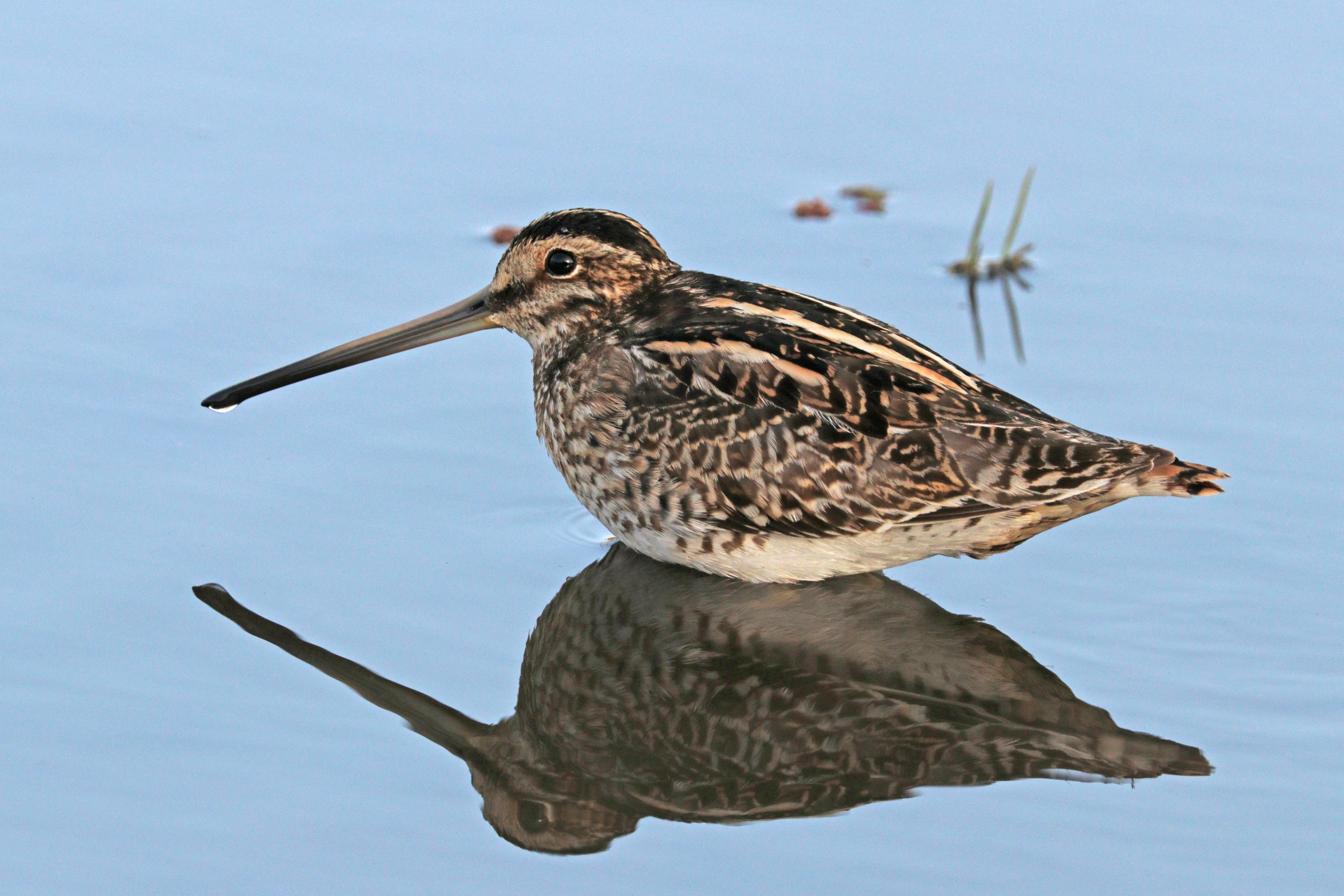
Bécassine africaine (Gallinago nigripennis).
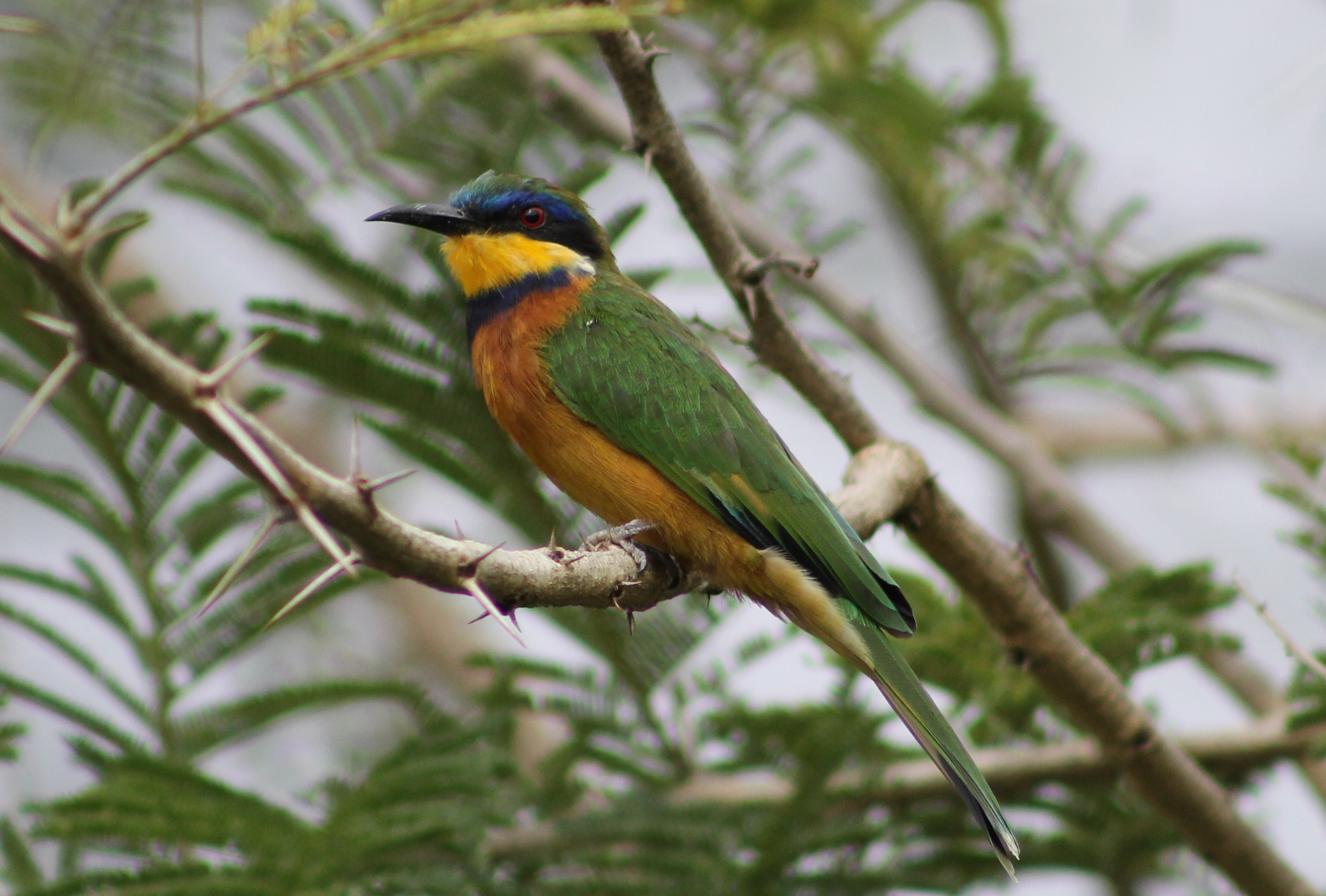
Guêpier de Lafresnaye (Merops lafresnayii).

Soixante-neuf zones importantes pour la conservation des oiseaux ont été identifiées en Éthiopie, ainsi que trois zones de conservation des espèces ornithologiques endémiques, abritant plusieurs espèces à distribution restreinte : les hauts plateaux centraux (4 espèces) qui s'étendent jusqu'en Érythrée, les hautes terres du sud (5 espèces) et les vallées du Jubba et du Chébéli (2 espèces), partagées avec la Somalie. Le Parc national d'Awash, qui abrite le Traquet sombre (en), est quant à lui considéré comme une zone d'endémisme secondaire.

### Poissons et faune aquatique
L'Éthiopie compte sept principaux bassins versants reliés à deux océans et séparés par la vallée du Rift. Son ichtyofaune d'eau douce est ainsi un mélange de formes nilo-soudaniennes, est-africaines et endémiques. Les premières sont notamment représentées par les genres Alestes, Bagrus (en), Citharinus, Hydrocynus, Hyperopisus, Labeo, Malapterurus, Mormyrus, Polypterus ou Protopterus. Les secondes sont surtout présentes dans les lacs de vallée du Rift et apparentées aux poissons de l'Afrique orientale et australe, ainsi qu'à ceux de la péninsule Arabique : Clarias, Oreochromis, Varicorhinus, Barbus et Garra. Ces deux derniers genres sont dominants dans les cours d'eau torrentiels de haute montagne, qui comprennent surtout de Cyprinidae adaptés aux eaux de crue rapides qui se produisent de façon saisonnière.

Quelques poissons communs d'Éthiopie
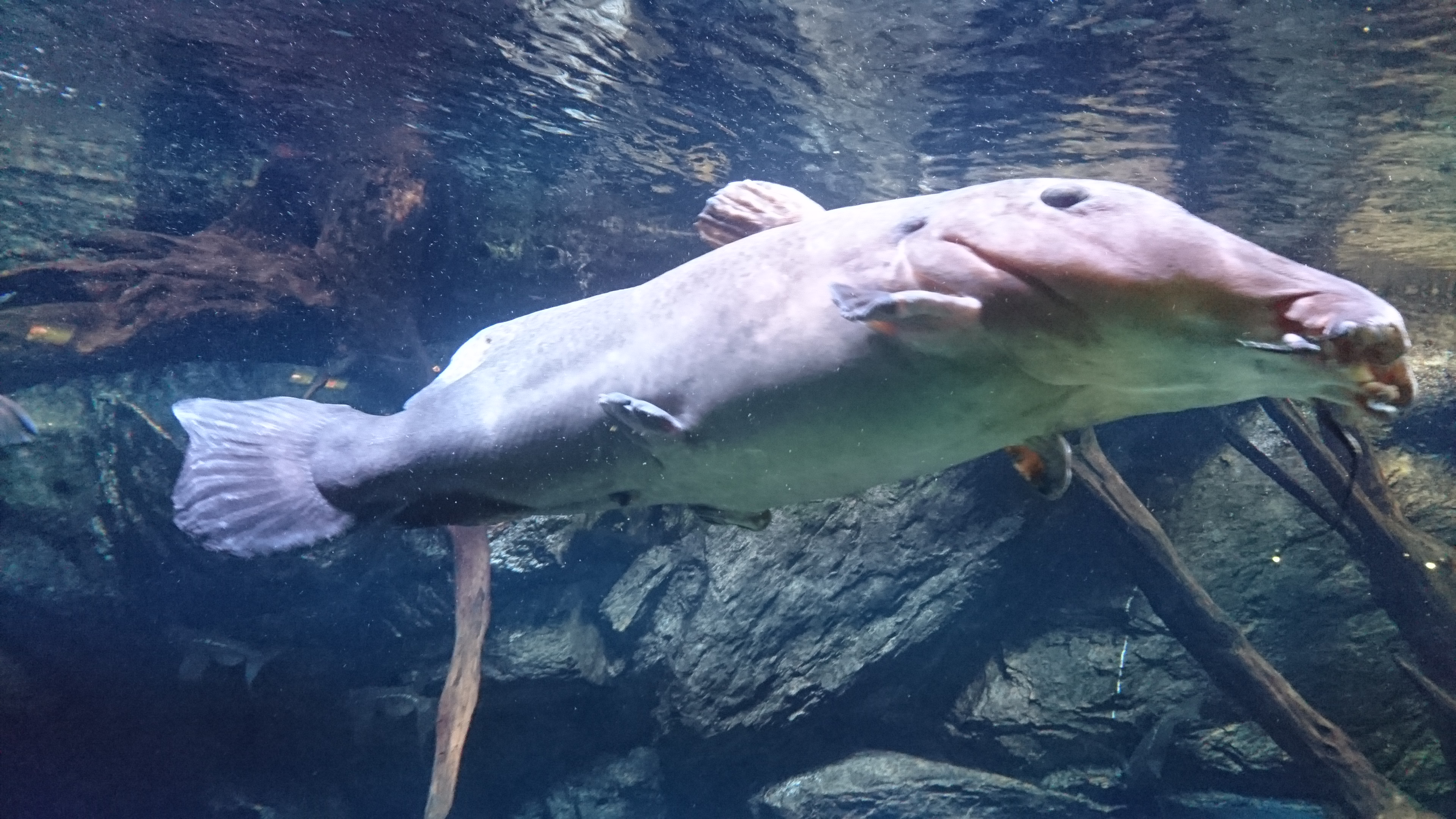
Auchenoglanis occidentalis (Bagre ocellé), bassins de l'Omo, du Baro et du Nil bleu.
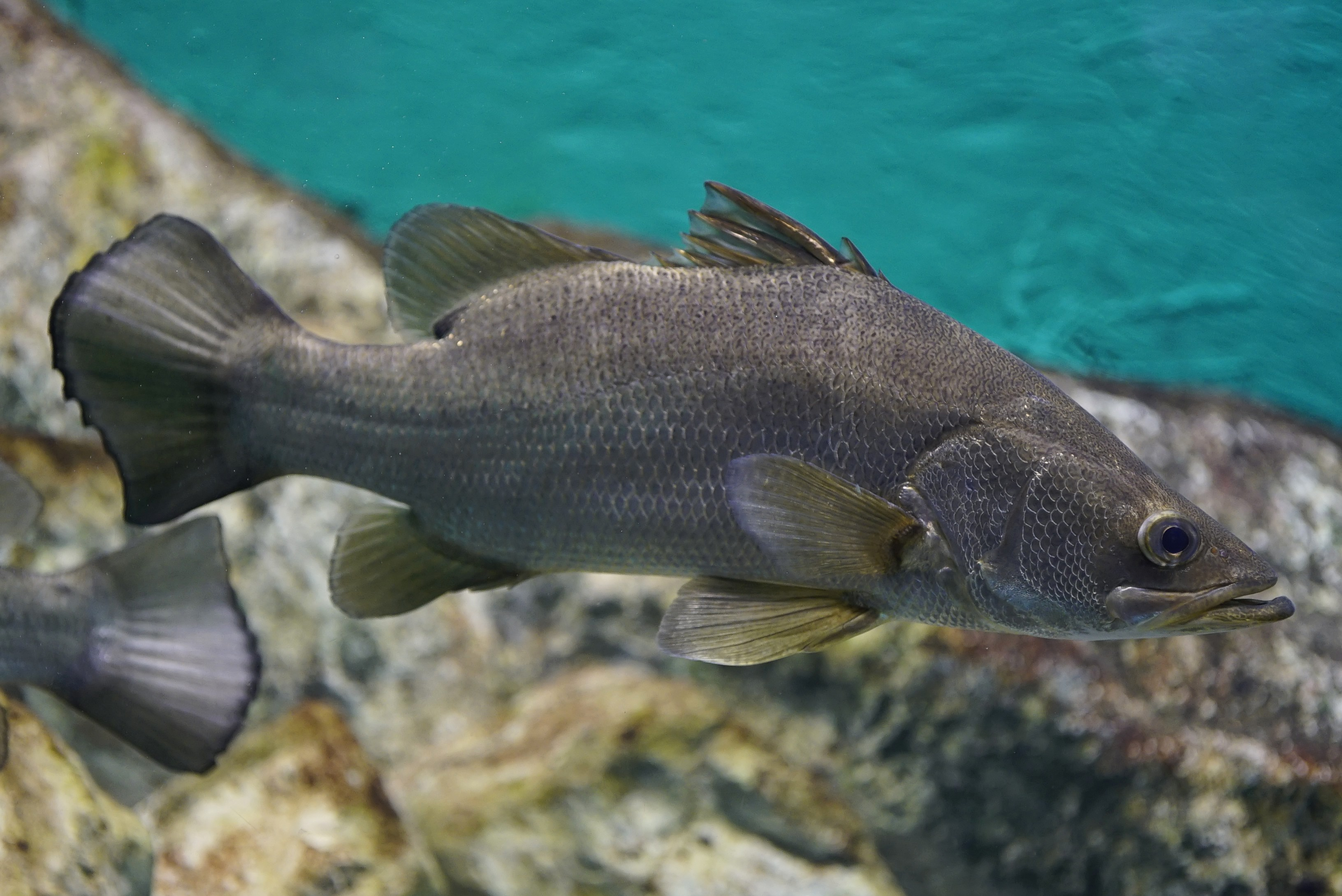
Lates niloticus (Perche du Nil), bassin du Tekezé.
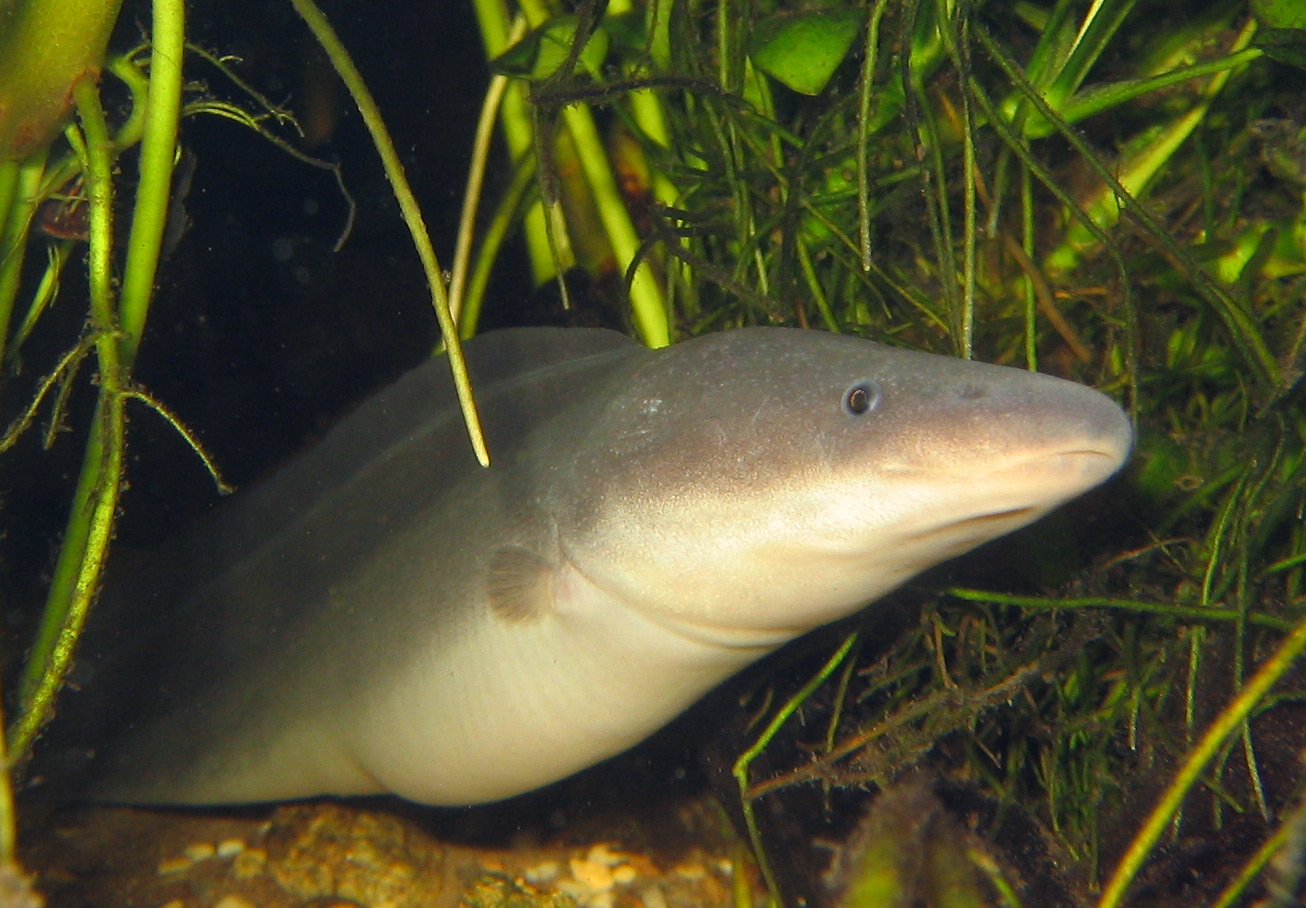
Gymnarchus niloticus (Gymnarque du Nil), bassin du Baro.
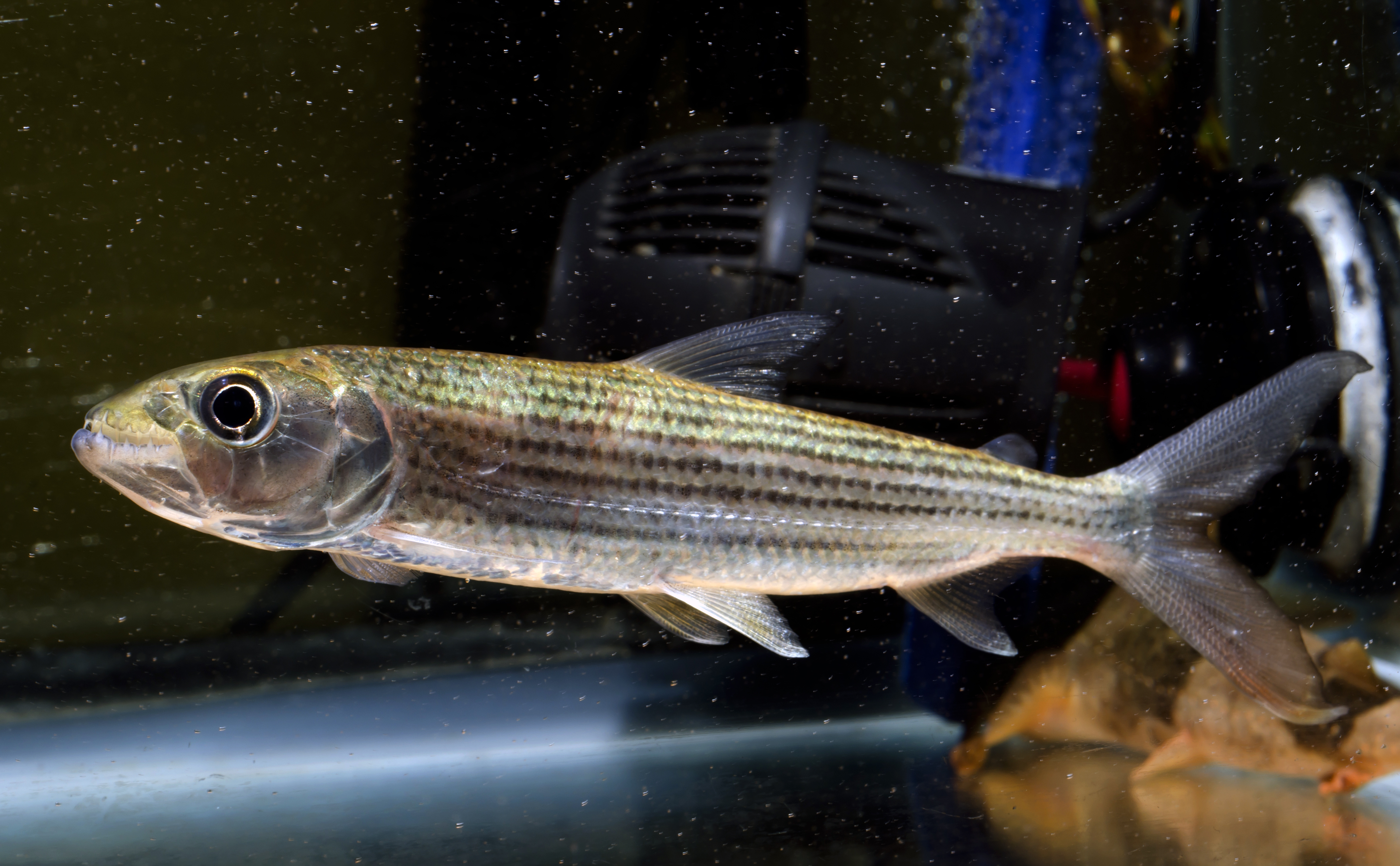
Hydrocynus brevis (Poisson-chien), bassin du Baro.
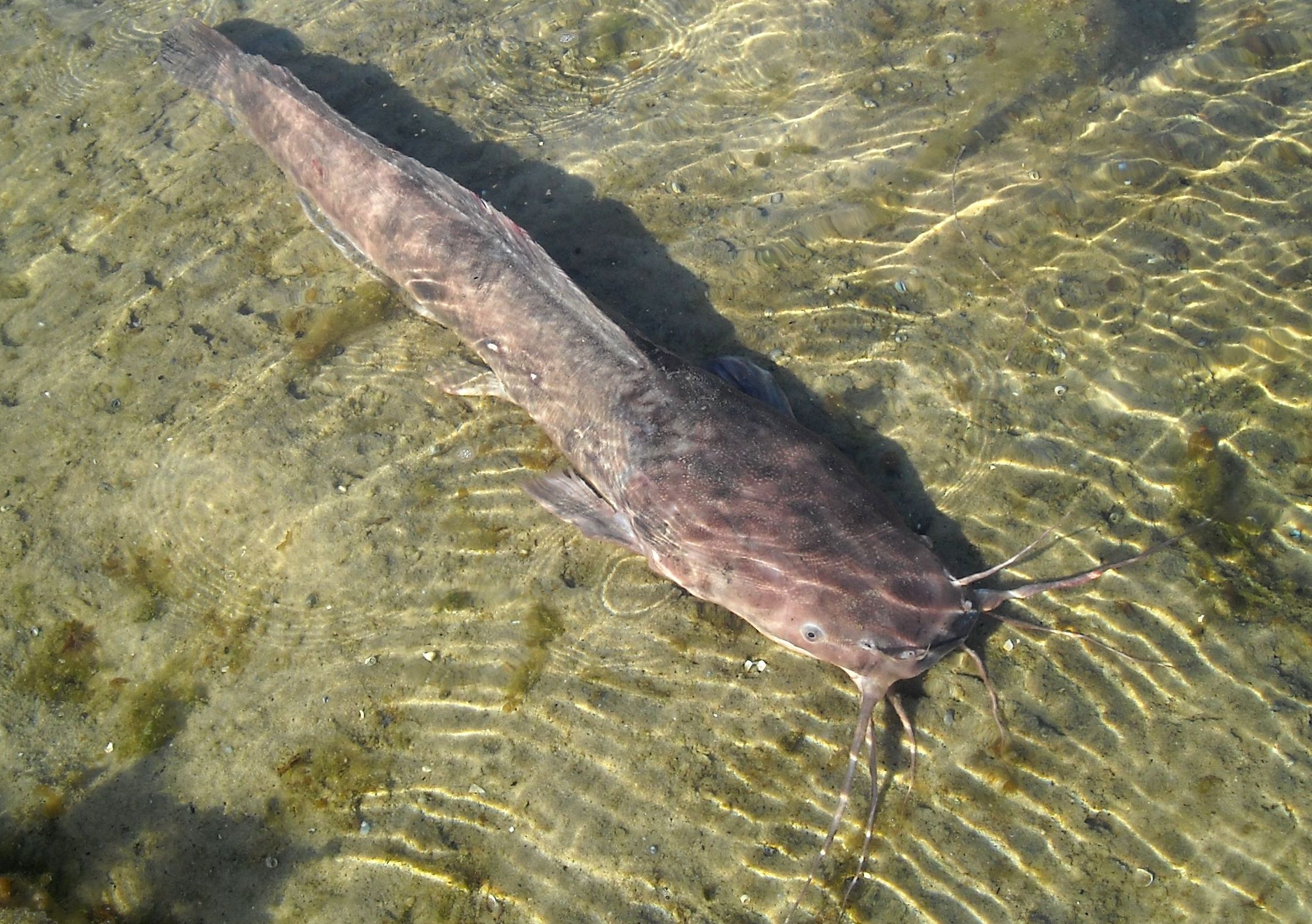
Clarias anguillaris (Silure du Sénégal), lacs Abaya, Chew Bahir.

## Menaces et conservation

### Aires protégées

Carte des principales aires protégées de l'Éthiopie.
Parcs nationaux
Sanctuaires
Réserves de biosphère
Réserves de faune sauvage
Aires de chasse réglementée
Aires de chasse ouverte
Aires protégées par les communautés
Zones forestières nationales prioritaires

Le réseau d'aires protégées de l'Éthiopie couvre environ 10 % de son territoire. L'Autorité éthiopienne de conservation de la faune sauvage (Ethiopian Wildlife Conservation Authority, EWCA) gère 14 parcs nationaux et sanctuaires, et réglemente l'utilisation de la faune sauvage dans tout le pays. D'autres aires protégées, dont un certain nombre de parcs nationaux, de réserves naturelles, d'aires de chasse réglementée et de zones forestières prioritaires, sont gérées par diverses autorités régionales dans les différents États de la fédération.
Au niveau international, une partie du parc national du Simien est inscrite depuis 1978 sur la liste du patrimoine mondial de l'UNESCO. Cinq réserves de biosphère ont été établies et sont administrées par les autorités locales en partenariat avec les régions concernées.

Quelques parcs nationaux éthiopiens
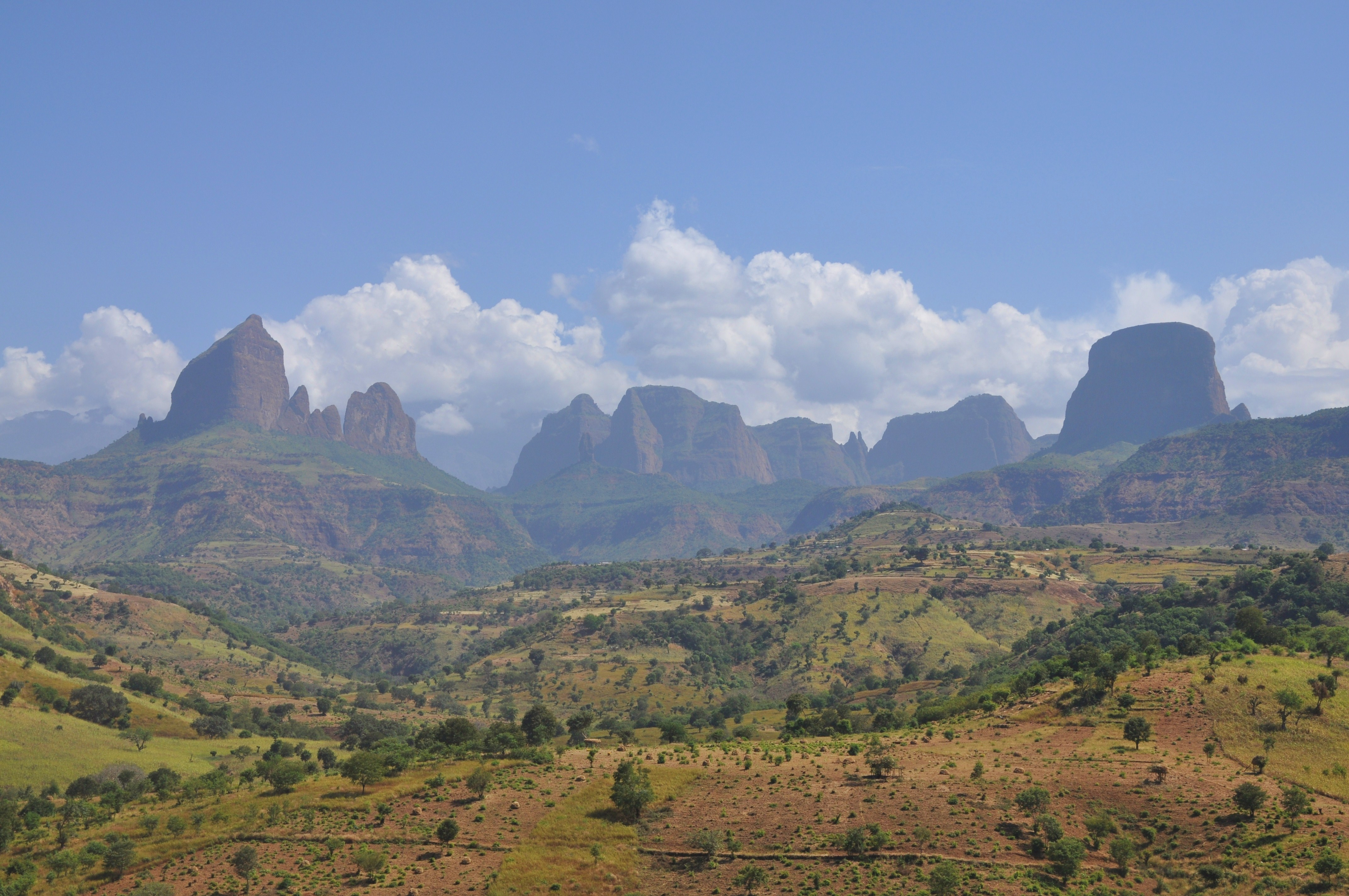
Simien.
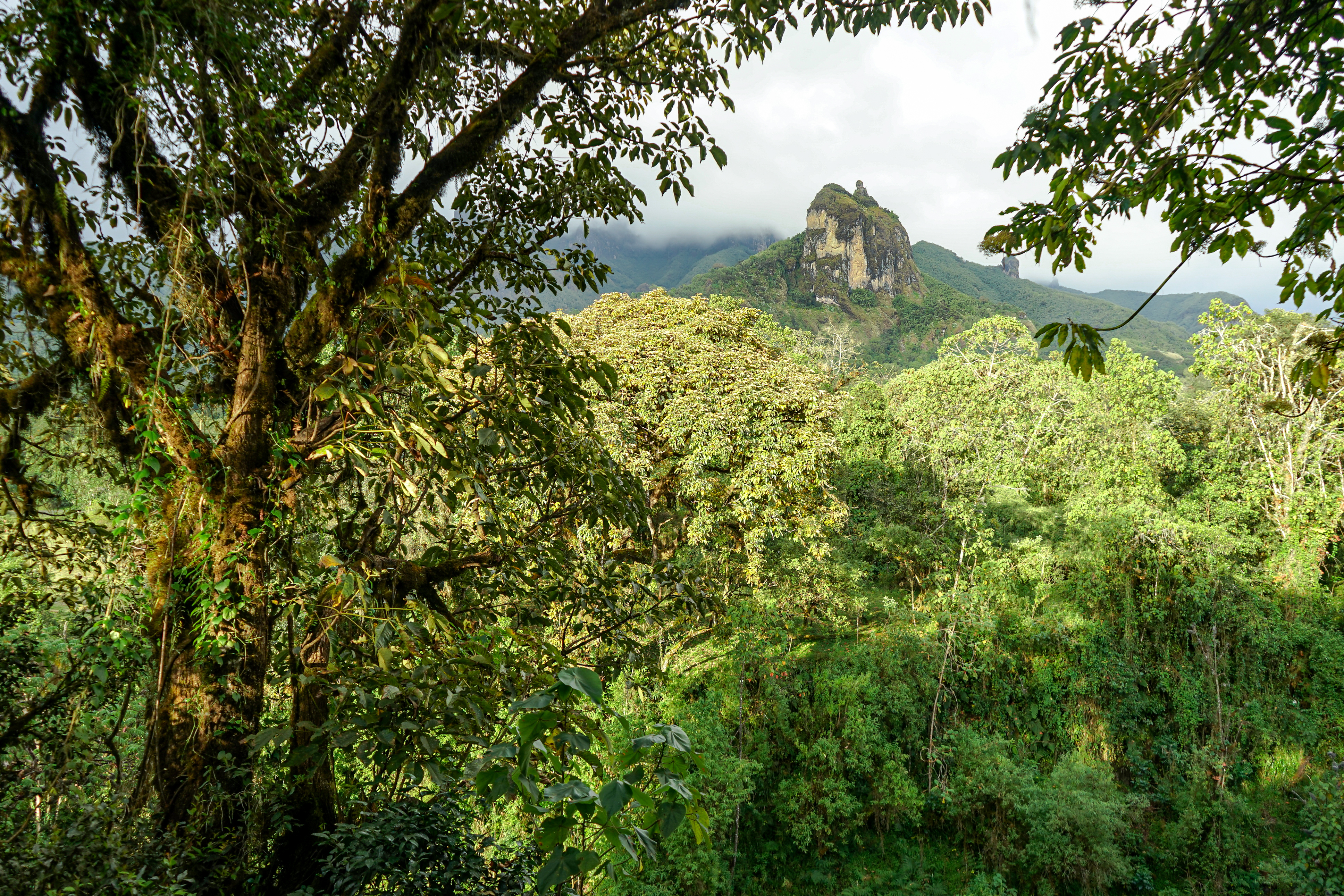
Balé.
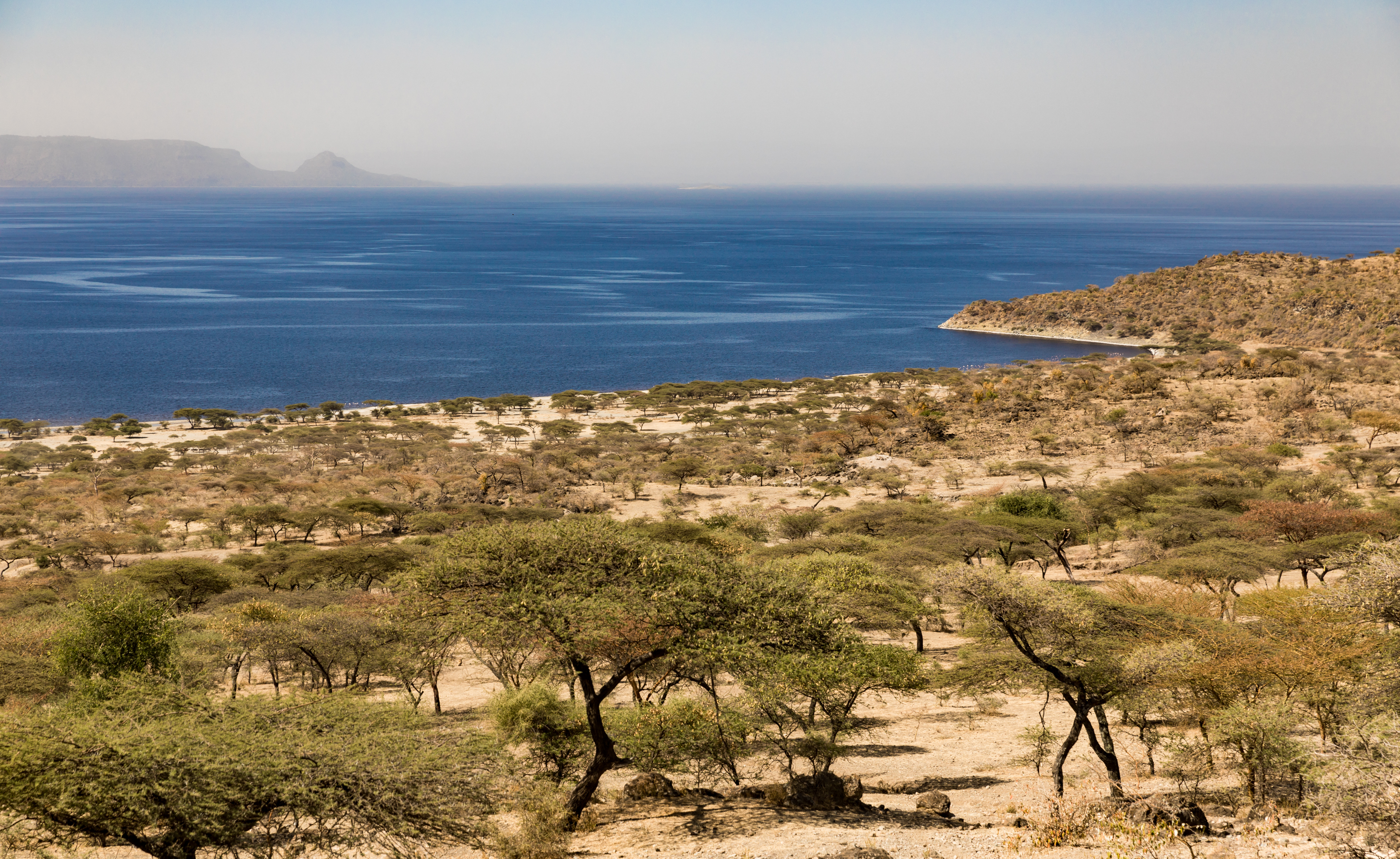
Abijatta-Shalla.

L'efficacité globale de la gestion de la plupart des aires protégées est cependant faible, car beaucoup d'entre elles ne sont pas légalement enregistrées, reçoivent un financement insuffisant, manquent de personnel ou sont mal équipées. Par conséquent, elles n'assurent souvent qu'un faible niveau de conservation. Celui-ci a été historiquement centré sur la macrofaune et une approche écosystémique, prenant aussi en compte la végétation et la flore, fait cruellement défaut.

### Liste des écorégions
| Biorégion                     | Écorégion terrestre | Écorégion terrestre | Biome                                                              | Sous-biome                                                            | Superficie totale | Superficie en Éthiopie | Superficie en Éthiopie | Vertébrés (espèces) | Plantes (espèces) | Niveau d'exception |
| ----------------------------- | ------------------- | --- | ------------------------------------------------------------------ | --------------------------------------------------------------------- | ----------------- | ---------------------- | ---------------------- | ------------------- | ----------------- | ------------------ |
| Corne de l'Afrique            | EMM                 | Landes montagnardes éthiopiennes Ethiopian montane moorlands                                                                          | Prairies et terres arbustives de montagne                          | Landes alpines                                                        | 25 200 km2        | 25 034 km2             | 2,2 %                  | 479                 | 700               | Mondial            |
| Corne de l'Afrique            | EMGW                | Formations herbeuses et forêts claires montagnardes éthiopiennes Ethiopian montane grasslands and woodlands                           | Prairies et terres arbustives de montagne                          | Mosaïque de forêt montagnarde et de formation herbeuse                | 245 400 km2       | 236 530 km2            | 20,9 %                 | 728                 | 2 000             | Mondial            |
| Corne de l'Afrique            | EMF                 | Forêts montagnardes éthiopiennes Ethiopian montane forests                                                                            | Forêts décidues humides tropicales et subtropicales                | Forêt afromontagnarde                                                 | 248 800 km2       | 227 341 km2            | 20,1 %                 | 701                 | 4 000             | Régional           |
| Corne de l'Afrique            | SACBT               | Formation buissonnante et fourré décidus à Acacia et Commiphora de la Somalie Somali Acacia-Commiphora bushlands and thickets         | Prairies, savanes et terres arbustives tropicales et subtropicales | Forêt claire et savane à Acacia                                       | 1 053 900 km2     | 455 434 km2            | 40,3 %                 | 895                 | 2 600             | Mondial            |
| Afrique occidentale et Sahel  | ESS                 | Savane soudanienne orientale East Sudanian savanna                                                                                    | Prairies, savanes et terres arbustives tropicales et subtropicales | Forêt claire et savane à Acacia                                       | 917 600 km2       | 98 483 km2             | 8,7 %                  | 937                 | 2 300             | Biorégional        |
| Afrique occidentale et Sahel  | SAS                 | Savane sahélienne à Acacia Sahelian Acacia savanna                                                                                    | Prairies, savanes et terres arbustives tropicales et subtropicales | Forêt claire et savane à Acacia                                       | 3 053 600 km2     | 13 174 km2             | 1,8 %                  | 820                 | 1 300             | Biorégional        |
| Afrique orientale et australe | NACBT               | Formation buissonnante et fourré décidus à Acacia et Commiphora septentrionaux (en) Northern Acacia-Commiphora bushlands and thickets | Prairies, savanes et terres arbustives tropicales et subtropicales | Forêt claire et savane à Acacia                                       | 326 000 km2       | 3 523 km2              | 0,3 %                  | 1 012               | 1 300             | Régional           |
| Afrique orientale et australe | VBFSM               | Mosaïque de forêt et de savane du bassin du lac Victoria (en) Victoria Basin forest-savanna mosaic                                    | Prairies, savanes et terres arbustives tropicales et subtropicales | Mosaïque de forêt guinéo-congolaise et de savane                      | 165 800 km2       | 3 450 km2              | 0,3 %                  | 988                 | 2 700             | Mondial            |
| Corne de l'Afrique            | EXGS                | Formations herbeuses et formations arbustives xériques éthiopiennes Ethiopian xeric grasslands and shrublands                         | Déserts et terres arbustives xériques                              | Forêt claire et formation arbustive xériques du nord-est de l'Afrique | 153 100 km2       | 62 524 km2             | 5,5 %                  | 518                 | 850               | Régional           |
| Afrique orientale et australe | MXGS                | Brousses et prairies xériques masaï Masai xeric grasslands and shrublands                                                             | Déserts et terres arbustives xériques                              | Forêt claire et formation arbustive xériques du nord-est de l'Afrique | 101 000 km2       | 4 174 km2              | 0,4 %                  | 463                 | 900               | Biorégional        |
| Afrique occidentale et Sahel  | SFG                 | Formations herbeuses périodiquement inondées du Sudd Sudd flooded grasslands                                                          | Prairies et savanes inondées                                       | Zone humide d'eau douce                                               | 179 700 km2       | 444 km2                | 0,0 %                  | 525                 | 1 300             | Biorégional        |

#### Flore d'Afrique
- Comores
- Djibouti
- Madagascar
- Maroc
- Sahara
- Tchad

#### Faune d'Afrique
- Algérie
- Guinée
- Guinée-Bissau
- Madagascar
- Tchad
- Tunisie